# 東京箱根間往復大学駅伝競走
東京箱根間往復大学駅伝競走（とうきょうはこねかんおうふくだいがくえきでんきょうそう）は、大学駅伝競技会（関東地方大会）である。主催は関東学生陸上競技連盟（以下「関東学連」という。）、共催は読売新聞社。箱根駅伝（はこねえきでん）の俗称で広く知られる。
なお、｢箱根駅伝｣は読売新聞東京本社の登録商標（登録番号: 第5565518号）である。

## 概要
毎年1月2日および1月3日の2日間にわけて実施される。コースは国道1号線、東京都千代田区大手町・読売新聞東京本社ビル前 から、鶴見、戸塚、平塚、小田原の各中継所を経て神奈川県足柄下郡箱根町・芦ノ湖までの往復で、往路107.5km、復路109.6km、計217.1km。2日に東京から箱根への往路を、1月3日に箱根から東京への復路を走る。主に通過する路線名称は日比谷通り、国道15号、国道1号、国道134号などである。現在開催されている駅伝の中で、総距離が4番目に長い。
創設のきっかけは、「日本陸上の父」と呼ばれる金栗四三が「五輪で日本を強くするには、長距離、マラソン選手を育成すること」と発案したことがきっかけであるとされ、アメリカ大陸の継走での横断を実施するための予選会という位置付けであったとされる。実際、箱根駅伝出場者からオリンピックや世界陸上などに出場を果たした選手も少なくない（詳細は箱根駅伝の人物一覧を参照）。また別説では、駅伝の由来である宿駅伝馬制（略して「駅伝」）の飛脚をもとに、手紙に見立てた襷を、東京から東海道の宿駅があった鶴見（川崎宿）、戸塚（戸塚宿）、平塚（平塚宿）、小田原（小田原宿）で引継ぎ、箱根町郵便局（箱根関所）まで、どの大学が一番早く届けて、東京に帰ってくるかという大学対抗戦のイベントとして開催されたという説もある。
実施は関東学連が定める「東京箱根間往復大学駅伝競走に関する内規」（以下「内規」という。）に定める。
関東地方では従前から人気があったが、長時間公道の規制を行うことを問題視した警察から駅伝自体の中止を含めた内容変更を迫られるなど、存続の危機に立たされていた。しかし、1987年に日本テレビが全国放送で全区間の生中継（電波を途切れさせない完全中継実施は1989年から）を開始して以降、正月の風物詩（国民的スポーツ大会）として関東地方以外でも知名度・注目度が格段に向上した（詳細は#中継番組を参照）。
関東学連が主催する地方大会でありながら、正規の全国大会である出雲全日本大学選抜駅伝競走（出雲駅伝）、全日本大学駅伝対校選手権大会（全日本大学駅伝）とあわせて「大学三大駅伝」と並び称されるほどのブランドを誇り、同じ年度の全大会に優勝すると「三冠」と称される。これまでに大東文化大学（1990年度）、順天堂大学（2000年度）、早稲田大学（2010年度）、青山学院大学（2016年度）、駒澤大学（2022年度）の5校が達成している。

## 出場チームと出場選手

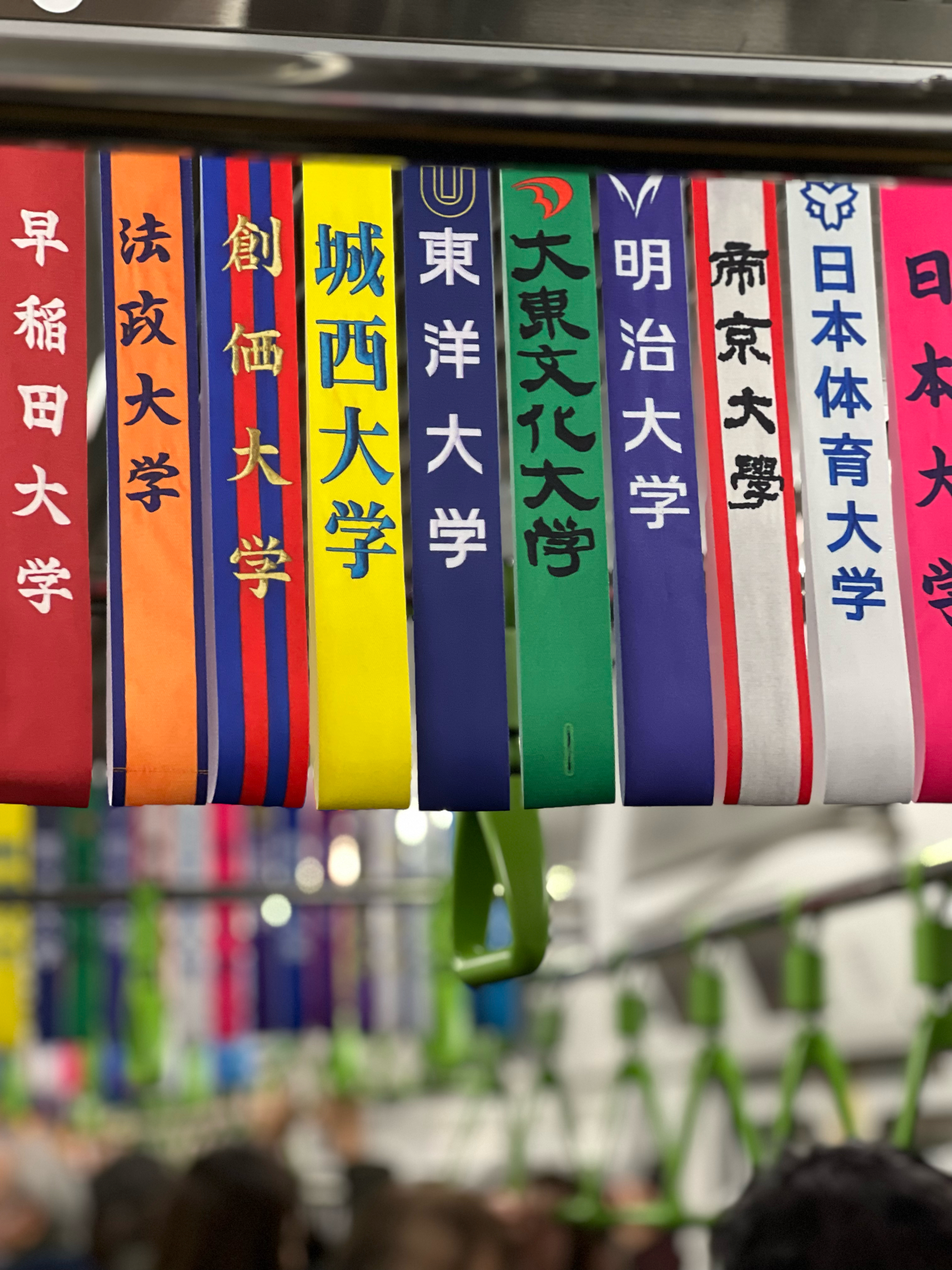
2023年末、東京のJR山手線内で、箱根駅伝（この場合は第100回大会）に参加する各大学のタスキを模した広告物

### チームの参加資格
関東学連加盟校のうち以下のチーム数が選抜される（2015年の第91回大会以降）。
1. シード校（10校）：前回大会で総合順位10位以内
2. 予選会通過校（10校）：予選会での成績上位10校
3. 関東学生連合チーム（1チーム）

#### シード校
本競技会で10位までに入った大学は「シード校」として次回の本競技会出場権を取得する（内規第13条1項）。つまり、前回の本競技会で総合10位以内に入賞していれば本競技会出場権を取得し予選会出場義務は免除される（シード権、予選免除権）。ただしシード権を確保した大学に重大不祥事が発覚した場合、シード権が剥奪される場合がある。実際に、日本体育大学は2009年4月に大麻で陸上競技部員（駅伝ブロックではない跳躍ブロックの選手）が退学処分となったため、2010年大会のシード権が取り消されている。
前回大会でシード権を逃した大学と次の大会の予選会で本選出場権を獲得した大学がすべて一致することもあるが、過去に予選枠が6校だった第56回 - 第57回、第61回 - 第62回、第63回 - 第64回と、予選枠が9校だった第82回 - 第83回と、予選枠が10校になった第94回 - 第95回の計5回しか起きていない。
シード校の参加は希望制（日本国内での各学連主催の駅伝大会共通）であるが、不参加チームはいまだ発生していない（出雲駅伝では発生例があった）。
第95回記念大会において関東インカレ成績枠の該当校がシード権を獲得しており出場権を確保している場合には繰り上げは行われないこととされていた。
第83回から第90回までは関東学連選抜チームが10位以内に入った場合は、シード校は9校となり次回の予選会では10校を選抜するとされていたが（この場合は次年度の出雲全日本大学選抜駅伝競走への推薦校も9校となる）、2014年2月の関東学連代表委員総会において「関東学連選抜チーム」から「関東学生連合チーム」に名称変更されるとともにオープン参加となっている。

#### 予選会
現行
箱根駅伝の予選会は本競技会の2か月以上前に行われ、別に開催要項が定められている（内規第14条1項）。予選会は陸上自衛隊立川駐屯地内の滑走路を周回し、立川市の市街地を通過して、昭和記念公園内をゴールとするハーフマラソン（21.0975 km） のコースを各校10名以上12名以下の走者が走って行われる。
前年の1月1日から予選会申込期日前日までの公認記録で、10000m34分00秒00以内の記録（トラック記録に限る）を有する選手のみに出場資格があるため、この出場資格を有する者を補欠も含めて10人以上揃えなければならない。以前はこのような出場資格はなかったが、参加校の増加で予選会の段階である程度出場校を絞り込む必要が出てきたことから、このような資格が設けられた。
予選会では各校上位10名の合計タイムにより10校を選出する。
予選会での順位を決定する際の記録の扱いは、下記の通りとなっている。
1. 競技成績での「10名の合計タイム」が少ない大学を上位とする。
2. 1で同タイムの場合には「上位10名の合計順位」が少ない大学を上位とする。
3. 2によって順位が決定しない場合には、各校「最上位競技者の順位」が上位の大学を上位とする。

沿革
箱根駅伝では第23回（1947年）から予選会が実施されている。
当初は関東学生10マイル（約16.1kmコース）の成績を選考材料にしていたが、予選会のコース・距離及び選考方法は、次第に変遷を重ね、第81回からは陸上自衛隊立川駐屯地→立川市街地→国営昭和記念公園のコースで開催されている。第97回および第98回の予選会は、新型コロナウイルス感染症対策として立川駐屯地内の滑走路を周回するコースに変更された。第95回からは、距離が従来の20㎞からハーフマラソン（21.0975km）に延長されている。
当初は参加校全校が予選会に参加し上位15校が本戦出場する規定となっていたが、第32回（1956年）まではいずれも参加校が15校以下であり予選参加の全校が本戦出場していた。第33回（1957年）からは規定が変更となり、前回大会の総合成績上位10校にシード権を与え、予選会からの本戦出場は予選上位5校のみとなり、これ以降は予選会で敗退校が出るようになった。第48回（1972年）からは予選会からの出場枠が6校となり、第79回（2003年）以降は予選会上位9校が出場となっている。
第79回から第89回まではインカレポイント制が導入されていた。これは予選会上位6校を合計タイムにより選出し、残る3校はその年の関東インカレの成績に基づくポイント制との併用により選出するものである。7位以下の順位は関東学生陸上競技対校選手権大会の成績に基づくポイント（インカレポイント）による減算タイムを併用して最終順位を決定していた。インカレポイントは、大学の陸上部全体の成績が反映されるため、駅伝だけではなく陸上競技部全体としての取組が成績に影響する。本戦がテレビメディアに大きく扱われるようになって以後は予選会の突破に僅差のタイムが頻発し、特に第83回予選会では、本戦出場を果たした9位の国士舘大学と、予選落ちとなった10位の拓殖大学のタイム差は、インカレポイントを含めて1秒だった。
| 大会            | 予選会 大会名称                     | 予選会コース                                          | 距離                  | 予選会 選考方法       | 予選通過 枠数 | 備考 |
| --------------- | ----------------------------------- | ----------------------------------------------------- | --------------------- | --------------------- | ------------- | --- |
| 第23回          | 関東大学高専 10マイル チームレース  | 代田橋 ❘ 井の頭公園 （往復）                          | 10マイル （約16.1km） | 平均タイム （8選手）  | 15            | 全校が予選会に参加。 |
| 第24回          | 関東大学高専 10マイル チームレース  | 代田橋 ❘ 井の頭公園 （往復）                          | 10マイル （約16.1km） | 合計タイム （10選手） | 15            | 全校が予選会に参加。 |
| 第25回          | 関東大学高専 10マイル チームレース  | 目白 - 練馬 （往復）                                  | 10マイル （約16.1km） | 平均タイム （8選手）  | 15            | 全校が予選会に参加。 |
| 第26回 ❘ 第30回 | 関東学生 10マイル ロードレース      | 代田橋 ❘ 井の頭公園 （往復）                          | 10マイル （約16.1km） | 平均タイム （8選手）  | 15            | 全校が予選会に参加。 |
| 第31回          | 関東学生 10マイル ロードレース      | 代田橋 ❘ 井の頭公園 （往復）                          | 10マイル （約16.1km） | 平均タイム （8選手）  | 15            | 降雨コンディション不良のため予選会中止。 |
| 第32回          | 関東学生 10マイル ロードレース      | 代田橋 ❘ 井の頭公園 （往復）                          | 10マイル （約16.1km） | 平均タイム （8選手）  | 15            | 全校が予選会に参加。 |
| 第33回          | 関東学生 10マイル ロードレース      | 代田橋 ❘ 井の頭公園 （往復）                          | 10マイル （約16.1km） | 平均タイム （8選手）  | 5             | 前年上位10位内にシード制を導入（予選会枠は5校）。 予選4位の順大が本大会棄権、予選6位の神大が出場。                                                                      |
| 第34回          | 関東学生 10マイル ロードレース      | 代田橋 ❘ 井の頭公園 （往復）                          | 10マイル （約16.1km） | 平均タイム （8選手）  | 5             | - |
| 第35回          | 関東学生 10マイル ロードレース      | 練馬区役所 ❘ 石神井公園 （往復）                      | 10マイル （約16.1km） | 平均タイム （10選手） | 6             | 結果発表後に予選5位と6位が入れ替わる計算ミスが発覚、 特例で両校とも本大会出場（本大会を16校で実施）。                                                                   |
| 第36回 第37回   | 関東学生 10マイル ロードレース      | 練馬区役所 ❘ 石神井公園 （往復）                      | 10マイル （約16.1km） | 平均タイム （10選手） | 5             | - |
| 第38回          | 関東学生 10マイル ロードレース      | 国分寺 国鉄競技場 ❘ 東村山（往復）                    | 10マイル （約16.1km） | 平均タイム （10選手） | 5             | - |
| 第39回 第40回   | 関東学生 10マイル ロードレース      | 江戸川区鹿本中 ❘ 瑞江中（往復）                       | 10マイル （約16.1km） | 平均タイム （10選手） | 5             | - |
| 第41回          | 関東学生 20キロ競走                 | 多摩動物公園 ❘ 野猿峠（往復）                         | 20.0km                | 平均タイム （10選手） | 5             | - |
| 第42回          | 関東学生 20キロ競走                 | 検見川 ロードレース コース                            | 20.0km                | 平均タイム （10選手） | 5             | - |
| 第43回 ❘ 第47回 | 東京箱根間 往復大学 駅伝競走 予選会 | 検見川 ロードレース コース                            | 20.0km                | 合計タイム （10選手） | 5             | - |
| 第48回          | 東京箱根間 往復大学 駅伝競走 予選会 | 八王子市 富士森競技場 付属コース                      | 20.0km                | 合計タイム （10選手） | 6             | シード校が前年9位以内、予選会枠6校に変更。 |
| 第49回 ❘ 第53回 | 東京箱根間 往復大学 駅伝競走 予選会 | 八王子市 富士森競技場 付属コース                      | 20.0km                | 合計タイム （10選手） | 6             | - |
| 第54回 ❘ 第59回 | 東京箱根間 往復大学 駅伝競走 予選会 | 大井埠頭 周回コース                                   | 20.0km                | 合計タイム （10選手） | 6             | - |
| 第60回          | 東京箱根間 往復大学 駅伝競走 予選会 | 大井埠頭 周回コース                                   | 20.0km                | 合計タイム （10選手） | 11            | 記念大会。標準記録（11時間20分）を切った上位11校が本大会出場。 |
| 第61回 ❘ 第69回 | 東京箱根間 往復大学 駅伝競走 予選会 | 大井埠頭 周回コース                                   | 20.0km                | 合計タイム （10選手） | 6             | - |
| 第70回          | 東京箱根間 往復大学 駅伝競走 予選会 | 大井埠頭 周回コース                                   | 20.0km                | 合計タイム （10選手） | 11            | 記念大会。上位11校が本大会出場。 |
| 第71回 ❘ 第74回 | 東京箱根間 往復大学 駅伝競走 予選会 | 大井埠頭 周回コース                                   | 20.0km                | 合計タイム （10選手） | 6             | - |
| 第75回          | 東京箱根間 往復大学 駅伝競走 予選会 | 大井埠頭 周回コース                                   | 20.0km                | 合計タイム （10選手） | 6             | 今大会以降、予選会出場の標準記録を設定。 |
| 第76回          | 東京箱根間 往復大学 駅伝競走 予選会 | 大井埠頭 周回コース                                   | 20.0km                | 合計タイム （10選手） | 6             | - |
| 第77回 第78回   | 東京箱根間 往復大学 駅伝競走 予選会 | 国営昭和記念公園 内コース                             | 20.0km                | 合計タイム （10選手） | 6             | - |
| 第79回          | 東京箱根間 往復大学 駅伝競走 予選会 | 国営昭和記念公園 内コース                             | 20.0km                | 合計タイム （10選手） | 10            | 本大会の出場校数を19校に変更（シード10校+予選会枠9校、79回大会はシード9校+予選会枠10校で実施）。 インカレポイント制度を導入。                                           |
| 第80回          | 東京箱根間 往復大学 駅伝競走 予選会 | 箱根町 湖尻林間駐車場 ↓ 箱根高原ホテル前              | 16.3km                | 合計タイム （10選手） | 9             | 記念大会。芦ノ湖畔コースで予選会実施。 |
| 第81回          | 東京箱根間 往復大学 駅伝競走 予選会 | 陸上自衛隊 立川駐屯地 ↓ 立川市街地 ↓ 国営昭和記念公園 | 20.0km                | 合計タイム （10選手） | 9             | - |
| 第82回          | 東京箱根間 往復大学 駅伝競走 予選会 | 国営昭和記念公園 内コース                             | 20.0km                | 合計タイム （10選手） | 9             | - |
| 第83回 第84回   | 東京箱根間 往復大学 駅伝競走 予選会 | 陸上自衛隊 立川駐屯地 ↓ 立川市街地 ↓ 国営昭和記念公園 | 20.0km                | 合計タイム （10選手） | 9             | - |
| 第85回          | 東京箱根間 往復大学 駅伝競走 予選会 | 陸上自衛隊 立川駐屯地 ↓ 立川市街地 ↓ 国営昭和記念公園 | 20.0km                | 合計タイム （10選手） | 13            | 記念大会で予選枠が3増。 学連選抜が前回4位で予選会枠が1増。 併せて上位13校が本大会出場。                                                                                 |
| 第86回          | 東京箱根間 往復大学 駅伝競走 予選会 | 陸上自衛隊 立川駐屯地 ↓ 立川市街地 ↓ 国営昭和記念公園 | 20.0km                | 合計タイム （10選手） | 11            | 前回3位の日体大がシード権剥奪され予選枠が1増。 学連選抜が前回9位で予選会枠が1増。 併せて上位11校が本大会出場。                                                          |
| 第87回 ❘ 第89回 | 東京箱根間 往復大学 駅伝競走 予選会 | 陸上自衛隊 立川駐屯地 ↓ 立川市街地 ↓ 国営昭和記念公園 | 20.0km                | 合計タイム （10選手） | 9             | - |
| 第90回          | 東京箱根間 往復大学 駅伝競走 予選会 | 陸上自衛隊 立川駐屯地 ↓ 立川市街地 ↓ 国営昭和記念公園 | 20.0km                | 合計タイム （10選手） | 13            | 記念大会で予選枠が3増。 この大会では学連選抜を編成せずに、 併せて上位13校が本大会出場。 インカレポイントによるタイム換算制度を廃止。 この年から地上波での生放送を実施。 |
| 第91回 ❘ 第94回 | 東京箱根間 往復大学 駅伝競走 予選会 | 陸上自衛隊 立川駐屯地 ↓ 立川市街地 ↓ 国営昭和記念公園 | 20.0km                | 合計タイム （10選手） | 10            | - |
| 第95回          | 東京箱根間 往復大学 駅伝競走 予選会 | 陸上自衛隊 立川駐屯地 ↓ 立川市街地 ↓ 国営昭和記念公園 | 21.0975km             | 合計タイム （10選手） | 11            | 記念大会で予選枠が1増。 この年に限り関東インカレ枠を導入。日本大学が前年予選会敗退ながらも予選免除となる。                                                              |
| 第96回          | 東京箱根間 往復大学 駅伝競走 予選会 | 陸上自衛隊 立川駐屯地 ↓ 立川市街地 ↓ 国営昭和記念公園 | 21.0975km             | 合計タイム （10選手） | 10            | 即位の礼の挙行日程を考慮し、この年に限り10月の第4土曜日(10月26日)に変更。                                                                                               |
| 第97回 ❘ 第98回 | 東京箱根間 往復大学 駅伝競走 予選会 | 陸上自衛隊 立川駐屯地                                 | 21.0975km             | 合計タイム （10選手） | 10            | 新型コロナの影響でコースを立川駐屯地周回コースのみ実施。 完全無観客で開催。                                                                                             |
| 第99回          | 東京箱根間 往復大学 駅伝競走 予選会 | 陸上自衛隊 立川駐屯地 ↓ 立川市街地 ↓ 国営昭和記念公園 | 21.0975km             | 合計タイム （10選手） | 10            | 立川駐屯地→立川市街地→国営昭和記念公園のコースに戻して実施。 沿道での応援は引き続き自粛を要請。                                                                         |
| 第100回         | 東京箱根間 往復大学 駅伝競走 予選会 | 陸上自衛隊 立川駐屯地 ↓ 立川市街地 ↓ 国営昭和記念公園 | 21.0975km             | 合計タイム （10選手） | 13            | 記念大会で予選枠が3増。 この大会に限り、全国の大学が参加可能。 この大会では関東学生連合チームを編成せず、 併せて上位13校が本大会出場。 4年ぶりに沿道での応援が解禁。    |
| 第101回         | 東京箱根間 往復大学 駅伝競走 予選会 | 陸上自衛隊 立川駐屯地 ↓ 立川市街地 ↓ 国営昭和記念公園 | 21.0975km             | 合計タイム （10選手） | 10            | 安全上の観点から、立川駐屯地内での一般観戦が禁止となる。 |

#### 関東学生連合チーム
現行
前年大会でシード権を獲得した大学10校と予選会を通過した大学10校の計20校のほかに関東学生連合チームが出場する（2015年の第91回大会以降の編成）。2014年2月の関東学連代表委員総会において「関東学連選抜チーム」から「関東学生連合チーム」に名称が変更された。
- 関東学生連合チームは1校から1名が選出される[9]。
- 選出選手は10月に行われた予選会に出走し、かつ本大会出場回数が2回を超えないことが要件となっている（第91回大会から適用）[9]。
- 関東学生連合チームはオープン参加である[9]。個人記録そのものは有効な記録であるが順位は付かず、チーム・個人ともに参考記録となる[15][注 3]。

沿革
第79回（2003年）から関東学連選抜チームの参加が認められることとなり、第82回（2006年）までオープン参加として個人記録のみが認められていた。
5年ごとの記念大会は日本学連選抜チームが関東学連選抜チームに代わって参加することが認められている（内規第12条）。最近では第80回（2004年）で特別に日本学連選抜チーム がオープン参加で出場した。
第79回（2003年）から参加が認められるようになった関東学連選抜チームのメンバーは、予選会で落選したチームに所属する選手のうち個人成績で上位に位置する選手から、各校最大2名までの枠内で選抜される。第80回（2004年）では日本学連選抜としての参加だったこともあり、6位相当の成績を収めたが、通常の関東学連選抜の場合には下位に低迷することが多かった。もっとも、日本学連選抜チームとしての出場の機会しかない関東以外の各地区の学生が最初から選抜チームのメンバー入りを目指し練習してきたのに対し、関東学連選抜チームの場合、所属大学の一員として箱根駅伝に出たいと言う気持ちがあるのは普通のことであり、予選会で落選したショックからわずか2か月後の本番に選抜チームとして招集されたとしてもモチベーションが上げにくいことも事実である。大学ごとの真剣勝負の場に趣の異なるチームが混じることへの違和感も根強い。このような意見もある一方、選抜チームの経験をチームに持って帰り次回へのモチベーションとすることは大いに意義のあることであり、参加選手からは「この経験を母校に持ち帰り来年に生かす」との声も聞かれ、後年予選会を勝ち抜き本選出場を果たした大学も多い。
第83回（2007年）からはチームとして正式にタイムおよび順位が記録されることになり、関東学連選抜チームが10位以内に入った場合は、シード校は9校となり次回の予選会では10校を選出することとなり、この場合は次年度の出雲駅伝への推薦校も9校とされた。これにより全体のレベル拮抗が予選会参加校のレベル向上へと結びつき、第84回（2008年）では関東学連選抜が総合4位という好成績を収め、続く第85回（2009年）も総合9位となり、2大会連続してシード圏内入りを果たした。予選会出場枠が1枠増えることにより自身の所属大学の翌年の箱根出場の可能性がわずかながらも広がることから、関東学連選抜の存在価値が増し、そのレース順位が大きな意味を持つようになった。第80回（2004年）に出場した日本学連選抜については、東京箱根間往復大学駅伝競走に関する内規第12条において、5年ごとの記念大会での参加が認められてはいるが、第85回（2009年）・第95回（2019年）記念大会では関東学連選抜が選抜チームとして出場している。
関東学連選抜チームについては、第86回（2010年）終了時から廃止・継続または新制度の導入などの議論を重ねた結果、2012年6月6日に行われた関東学連代表委員総会において、第89回（2013年）は現行どおり実施（ただし、各校から1名とし、16校から選出）、第90回（2014年）は不採用。第91回（2015年）以降は、廃止・継続のいずれの可能性も残し検討を重ねた 結果、2013年6月10日に行われた委員総会で当初案の5年ごとの記念大会の編成ではなく、第91回以降も継続して実施することが決定した。
2014年2月の関東学連代表委員総会において「関東学連選抜チーム」からオープン参加の「関東学生連合チーム」に変更された。
第100回（2024年）大会では、予選会に全国の大学が参加可能となる代わりに、本選での「関東学生連合チーム」の編成は行われなかった。

#### 沿革
第1回 - 第31回（1920年 - 1955年）
参加希望校の内、関東学連が承認したすべてのチーム
- 1920年のアントワープオリンピック代表選考予選から日本の陸上界でもアマチュア規定が採用となった。マラソンでは17歳以上でかつ「脚力ヲ用ウルヲ業トセサルモノ」と規定され、車夫（人力車）、牛乳、郵便配達夫、魚屋のひき子は締め出されることとなった。これにより多くの車夫が夜学に通い始めたが、後に農林大臣・建設大臣を歴任した早稲田大学主将の河野一郎が夜学生の締め出しを提案、第4回以降夜学生は出場できなくなった[20][21]。
- 1928年の第9回大会・1931年の第12回大会・1932年の第13回大会には、関西大学が出場した[22]。
- 開催30周年を迎えた第31回（1955年開催分）は本来開催予定だった予選会が後述の通り、降雨による予選会開催地のコンディション不良で開催を急遽中止した。

第32回（1956年）
出場校を15チームに限定し、出場全チームを当該同年度秋季の予選会にて選考
第33回 - 第46回（1957年 - 1970年）
以下の2種類の方法で選んだ合計15チーム
- 前年度の総合順位「10位」までをシード校とし、その中で参加希望校は予選会免除の上で本大会に参加
- 他の出場校については当該同年度秋季に行われる予選会に参加し、その予選会上位5チーム

※第35回（1959年）は予選会終了後に計算ミスで5位と6位が入れ替わったため、この年のみ予選会通過枠を1枠増やした16校で本大会を実施

※第40回（1964年）の記念大会時は、例年の15校のほかに特例として関西と九州から各1校の計2チームを招待
第47回 - 第78回（1971年 - 2002年）
以下の2種類の方法で選んだ合計15チーム
- 前年度の総合順位「9位」までをシード校とし、その中で参加希望校は予選会免除の上で本大会に参加
- 他の出場校については当該同年度秋季（第68回（1992年）から10月下旬）に行われる予選会に参加し、その予選会上位6チーム

※第50回、第60回、第70回（1974年、1984年、1994年）の記念大会時は、特例として20チームで実施。増加分の決定方法は年度により異なるので、後述の歴史の年表を参照のこと。
第79回 - 第89回（2003年 - 2013年）
箱根駅伝に出場できるのは、以下の4種類の方法で選んだ合計20チームとなった。
- 前年度の総合順位「10位」までをシード校とし、その中で参加希望校は予選会免除の上で本大会に参加
- 予選会タイムの上位6チーム
- 予選7位 - 予選9位の3チーム
  - 予選7位以降については予選会タイムに関東学生陸上競技対校選手権大会（関東インカレ）のポイント（順位・エントリー数をタイムに換算）を減算した上での上位3チーム（インカレポイントの詳細計算については外部リンクなどを参照。また後述の駅伝偏重とインカレポイントも参照）
- 本大会出場校以外のチームから選ばれた関東学連選抜1チーム（各校最大2名まで選出）
  - 第80回（2004年）の記念大会では関東学連選抜に代わり、日本学連選抜が参加した。
  - 関東学連選抜チームは第79回（2003年）から第82回（2006年）まではオープン参加扱いだったため、記録の公認は個人記録に限られ総合順位は付けられなかったが、第83回（2007年）からは総合順位も公認されることになった。関東学連選抜チームがシード権を獲得できる総合順位10位以内に入った場合、翌年のシード枠が1つ減り予選会からの出場枠が1つ増える（第84回で総合4位、第85回で総合9位となっている）。
  - 第89回（2013年）では関東学連選抜は各校1名ずつ16校からの選出に変更された。

※第85回（2009年）は出場校を3校増やす。これは第85回記念大会に伴う措置で、シード校9校（第84回（2008年）で関東学連選抜が第4位に入ったことにより、前項の規定に基づき第85回（2009年）のシード枠が1つ減ったため）と予選会から選考した13校に、関東学連選抜チームを加えた23チームで争われる。予選会選考方式は成績上位10校に自動的に出場権を与え、残り3校についてはインカレポイントを加味して選考する。
※第86回（2010年）は関東学連選抜が第9位に入ったことに加え、第3位に入った日本体育大学が跳躍選手の不祥事でシード権を剥奪されたことから、予選会枠が11校に拡大された。
第90回（2014年）以後
箱根駅伝に出場できるのは、以下の3種類の方法で選んだ合計21チームとなった（ただし第90回と第100回の記念大会では2枠増の23チーム）。
- 前年度の総合順位「10位」までをシード校とし、その中で参加希望校は予選会免除の上で本大会に参加
- 予選会タイムの上位10チーム（ただし第90回と第100回の記念大会では3枠増の上位13チーム）
  - 予選会タイムに関東インカレポイントを減算した成績順とする制度は廃止となった。
- 本大会出場校以外のチームから選ばれた関東学生連合1チーム（ただし第90回と第100回の記念大会では編成しない）

※第95回（2019年）以降の5年ごとの記念大会では、予選会の枠とは別個に予選会が免除される「インカレポイント枠」を創設する方向で検討され、第95回大会では関東インカレ5年間の総合成績の累計が最も多い大学に出場権を与える関東インカレ成績枠が設けられたが、同大会のみで廃止された。
※第100回（2024年）の予選会は、参加資格が関東学連登録者から日本学生陸上競技連合男子登録者に変更。。

### 競技者の参加資格
競技者は次の参加資格を満たしている必要がある。
1. 競技者の所属校が関東学連加盟校で競技者は当該年度の登録を完了していること（内規第4条）[3]。
2. 所属する加盟校が関東学連から処分を受けていないこと（内規第5条）[3]。
3. 本人が関東学連の資格審査委員会によって処分を受けていないこと（内規第6条）[3]。
4. 出場申込回数が4回（予選会のみ出場の場合も回数に含む）を越えないこと（内規第7条）[3][注 5]

年齢制限は、第68回（1992年）までは28歳以下という年齢制限があったが、第69回（1993年）から撤廃されている。
「実質5年生」のランナー
上記の参加資格の例外として、怪我によるエントリー漏れや年度途中での休学などに伴って留年し、「実質5年生」になった4年生ランナーが4回までとなっている参加資格の上限に到達していないことを理由に出場するケースも散見される。この場合には2通りのパターンがある。
1. 怪我による欠場：竹石尚人（青山学院大学）、島﨑慎愛（國學院大學）[28][注 6]
2. 年度途中での休学（による留年）：嶋津雄大（創価大学）[注 7]

また、「修士課程（博士前期課程）」「専門職学位課程」「博士課程（博士後期課程）」にある大学院生であっても、参加資格の上限に達していなければ学部生に混じって出場可能である。さらに「東京大学大学院」や「東京工業大学大学院」のように、大学院生のみで学部生とは別個のチームを組成して出場することも認められている。

## コースの特徴

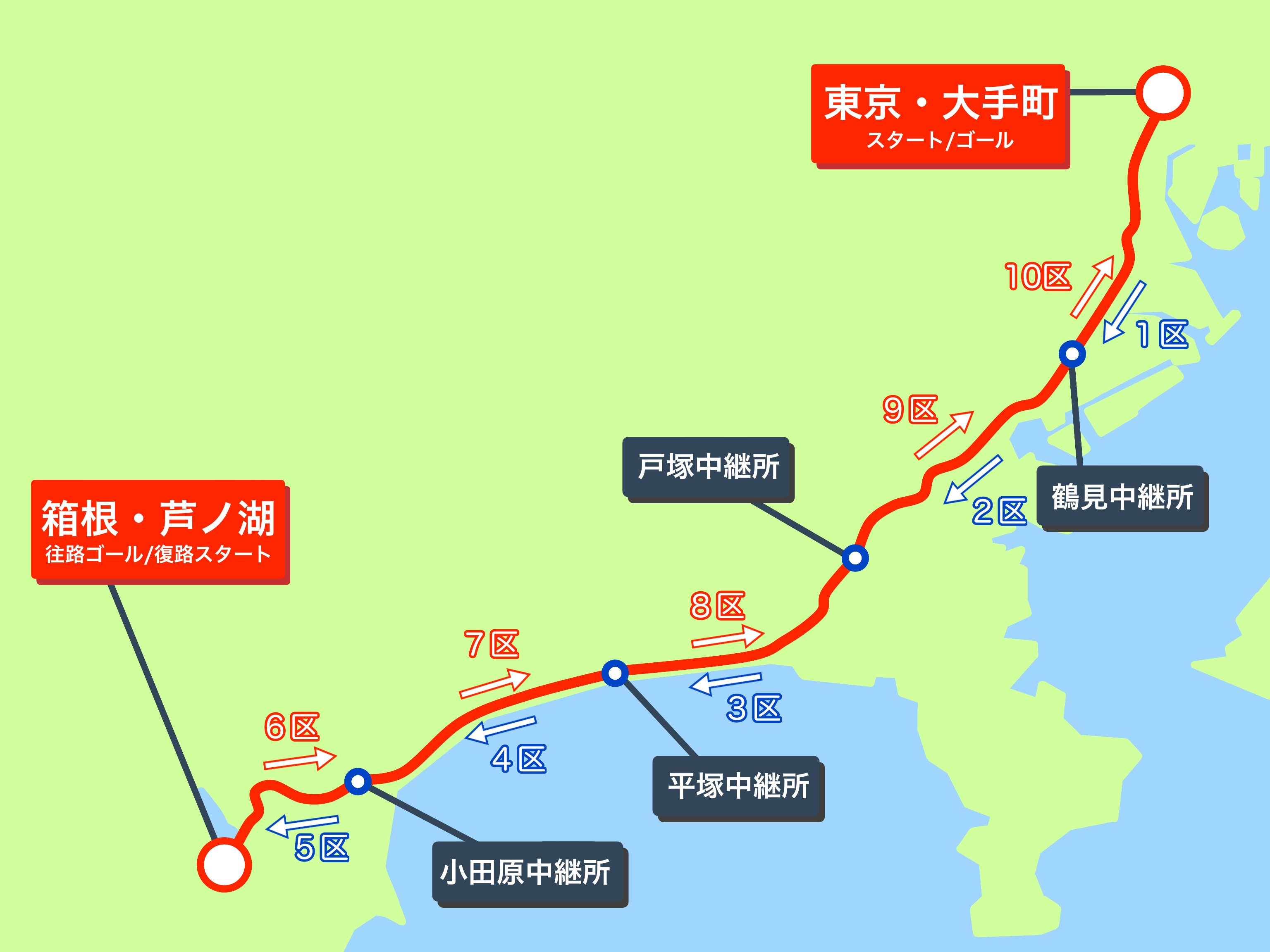
箱根駅伝のコース

コース（競走路）は東京・読売新聞社前から箱根・箱根町芦ノ湖駐車場入口間の往復217.1km。東京大手町読売新聞社前、日比谷、西新橋、三田、品川、六郷橋、鶴見、横浜駅、保土ケ谷、戸塚、藤沢、平塚、大磯、二宮、小田原、箱根町芦ノ湖駐車場入口の各点がコース上の通過点として設定されている（内規11条1項）。日本橋は復路のみ通過点とされている（内規11条1項）。
以下、各区の主な特徴について述べる。コース途中の括弧書きは主な経由地、および固定テレビカメラ設置地点。通過道路名は国道・主要道以外は割愛する。

### 往路（1月2日）
東京・大手町→箱根・芦ノ湖 5区間／107.5km

#### 1区（21.3km）
| 区間記録保持者（1区）    |
| 吉居大和 （中央大学2年） |
| 1時間00分40秒            |
| 第98回（2022年）         |
| ------------------------ |

東京・大手町 読売新聞ビル 前（北側）（往路スタート）→（東京都道409号日比谷芝浦線）→（国道15号）→（田町）→（品川駅前）
→（新八ツ山橋）→（大井）→（大森）→（蒲田（京浜急行電鉄・京急蒲田駅））→（六郷橋）→鶴見中継所
- 大手町・読売新聞ビル前から神奈川県横浜市の鶴見中継所までを走る区間（当区と裏返しの10区だけ東京都がある）。距離は21.3kmである[1]（第90回までは21.4kmとされていたが2014年の再計測で距離表示を変更）[1]。
- 午前8時00分に一斉スタート。スタート前からあらかじめ指定された場所で出場大学の応援団やチアリーディングが母校の幟と共に応援合戦を繰り広げる。
- この区間で重要なのは「次につなげること」（先頭の見える位置でタスキを渡すこと）である。スピードランナーや準エースクラスの投入が多い区間だが、集団になれば牽制などでスローペースになったり、それほど大きくばらけなかったりする傾向にある。そのため、鶴見中継所に多数の選手が僅差で殺到することが多い。一方で、各校を代表するエースクラスが集い、他校よりとにかく1秒でも先に出るべく、超ハイペースで進行することもある。また、スタート直後に飛び出して逃げ切りを狙う（俗に言う「大逃げ」）学校もあり、各校の戦術が現れる区間の1つである。コース上の大きなアップダウンは新八ツ山橋と六郷橋のみ。この付近における選手同士の駆け引きも見もの。特に六郷橋から川崎市街にかけての区間では、橋からの下りを利用してスパートをかける選手も多い。
- 運営管理車は、新八ツ山橋付近から入る。
- 六郷橋は東京都と神奈川県の境界に位置しており、六郷橋までの交通規制・先導等は警視庁、六郷橋から神奈川県警察が担当している[36][37]。
- 第88回まではコース中に京急蒲田第一踏切が存在したが、立体交差化に伴い、現在は撤去されている（変遷などについては#概要と走行方法の鉄道踏切におけるルールを参照）。

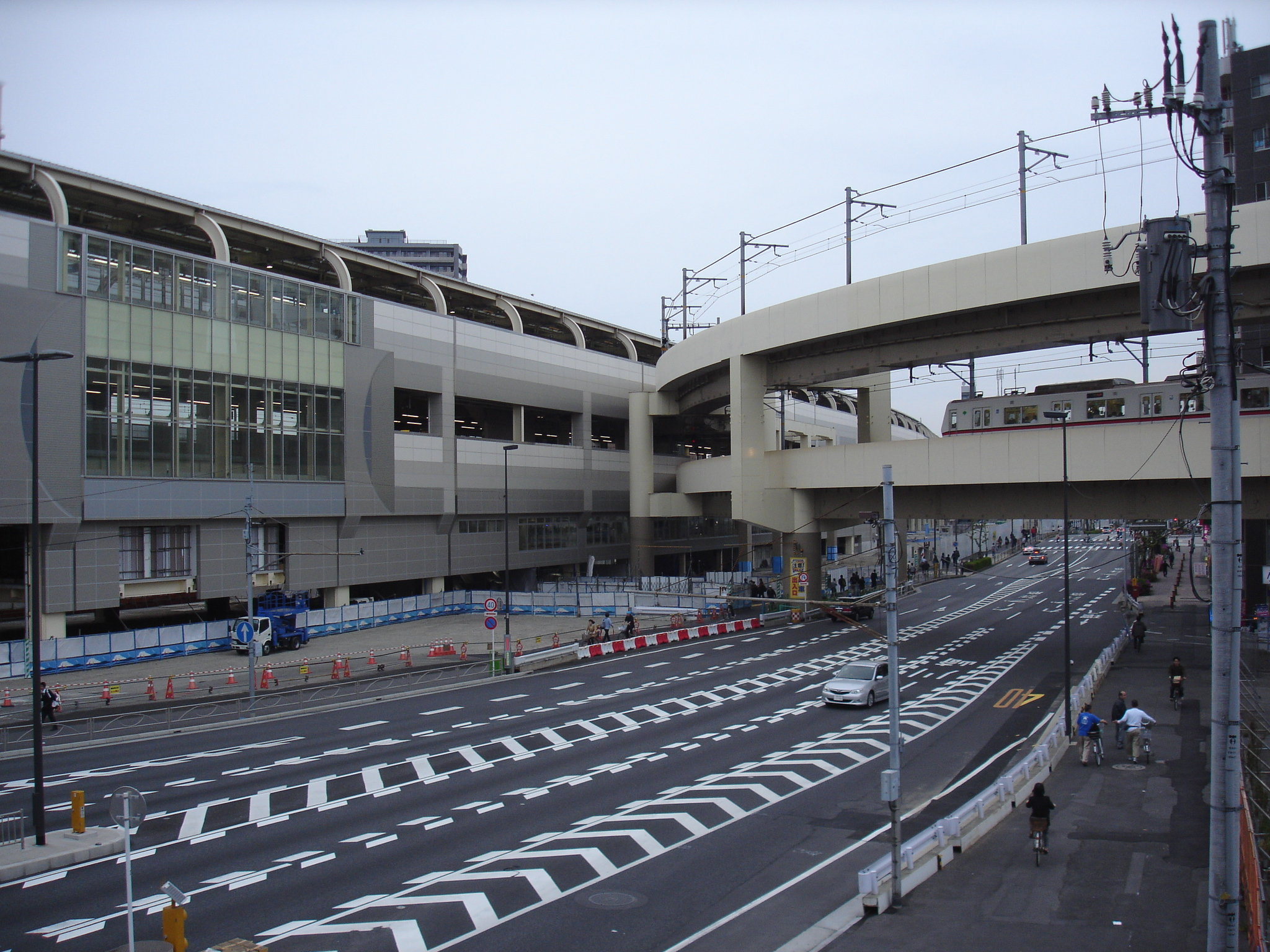
かつて踏切があった京急蒲田駅
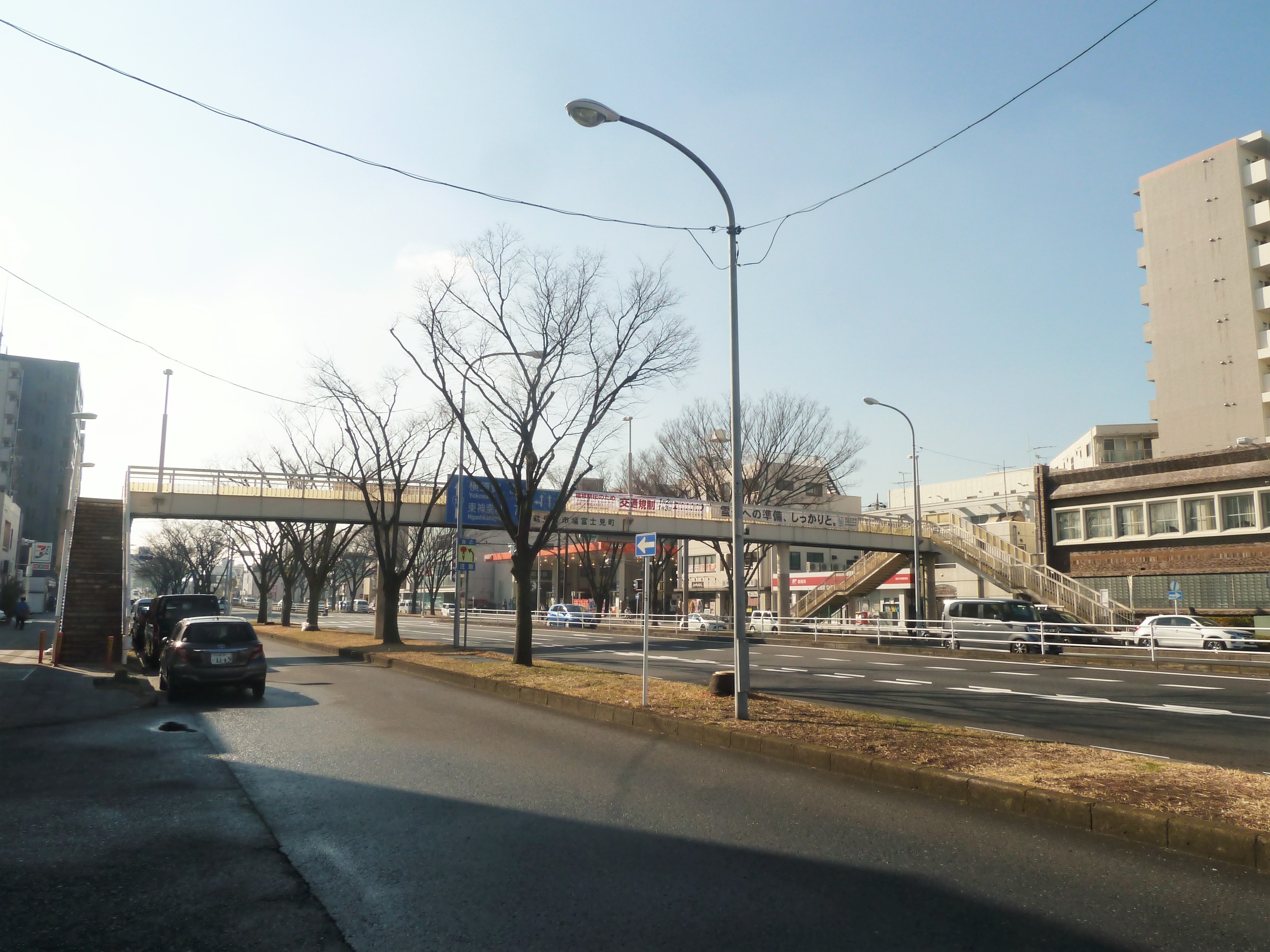
2区・10区起点の鶴見区市場大和町歩道橋前（鶴見中継所）

#### 2区（23.1km）
| 区間記録保持者（2区）                      |
| リチャード・エティーリ （東京国際大学2年） |
| 1時間05分31秒                              |
| 第101回（2025年）                          |
| ------------------------------------------ |

鶴見中継所→（横浜駅前）→（国道1号）→（権太坂）→戸塚中継所
- 鶴見中継所から戸塚中継所までの23.1kmである[1]（当区と裏返しの9区は横浜市内だけ）（第90回までは23.2kmとされていたが2014年の再計測で距離表示を変更）[1]。
- 第37回（1961年）以降は最長区間となっている（ただし第82回（2006年）から第92回（2016年）は小田原中継所の位置が変更となっていて5区が最長区間だった）。各校がエース級の選手を揃えて争い「花の2区」と呼ばれ続けている区間。
- 留学生を擁する大学は、この区間に留学生をエントリーさせることが多い。初めて留学生が出走した第65回（1989年）以降、2区で留学生が1人も出走しなかったのは第73回（1997年）～第76回（2000年）と第88回（2012年）、第91回（2015年）の6大会のみである。
- 箱根に限らず2区はその後の流れを決める重要な区間に挙げられることが多いが、各校のエース級の選手はほぼ均等な力を持っているため、ペース配分のミスやアクシデント発生以外の理由では差が広がりにくく、この区間の結果が総合優勝争いに直結することはほとんどない。
- 鶴見中継所から横浜駅前を経由して保土ケ谷駅までは標高差がほぼゼロの平坦なコースであるが、そこから東海道五十三次で箱根越えに次ぐ難所といわれた「権太坂」（ただ国道1号の権太坂は東海道のそれと比べて勾配が緩い）と、戸塚中継所手前3km地点からの2つのアップダウンと、ラスト1kmの通称「戸塚の壁」と呼ばれる急な登り坂がある。これら後半の難所をいかに攻略するかが最大のポイントとなる。
- 鶴見中継所までは差が付かないことが多く、激しい順位変動が起こる区間でもある。エースの結果いかんで後の流れが決まってくるともいわれる。
- コースの特徴からわかる通り、地形的にも走りづらい区間といえ、平坦なコース前半にペースを上げ過ぎると権太坂と戸塚の壁で力尽き、失速することがある。好タイムを出すためにはこの上りにいかに余力を残して臨むかがポイントとなり、第75回（1999年）に当時の区間新記録を樹立した三代直樹は残り3kmの上りを快走した。

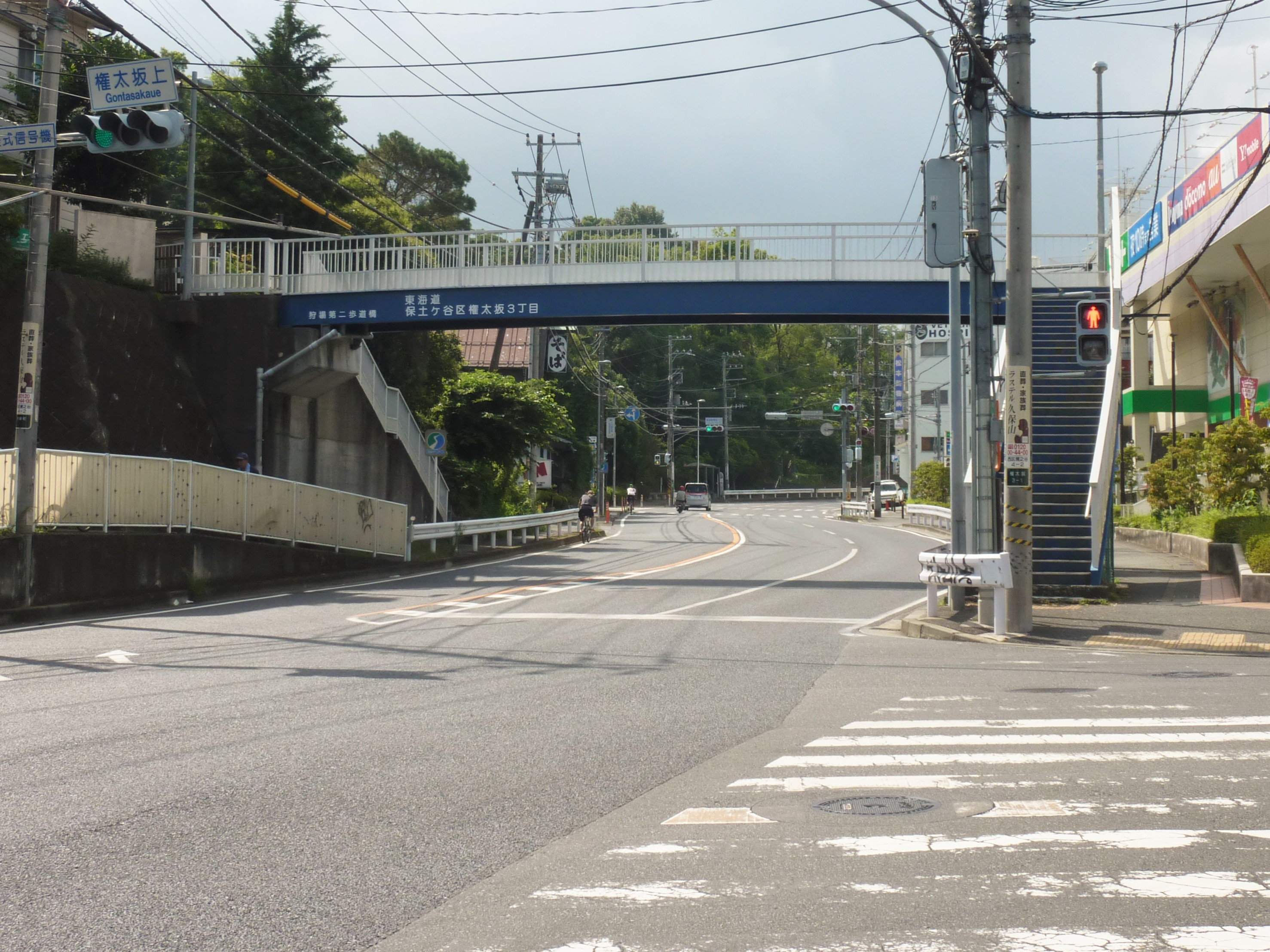
国道1号の権太坂
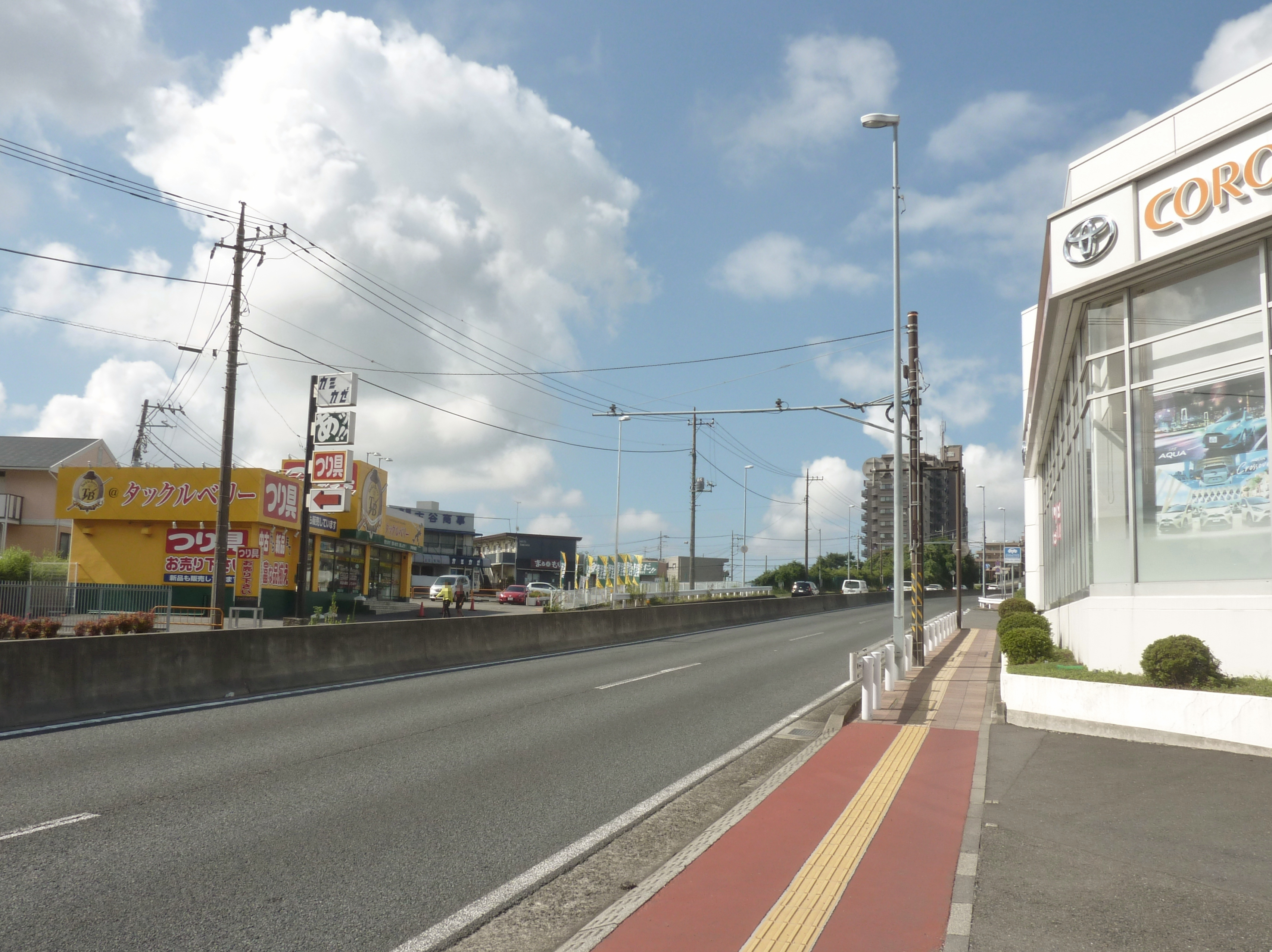
3区・9区起点の不動産会社および、自動車ディーラー店（戸塚中継所）

#### 3区（21.4km）
| 区間記録保持者（3区）                      |
| イェゴン・ヴィンセント （東京国際大学1年） |
| 59分25秒                                   |
| 第96回（2020年）                           |
| ------------------------------------------ |

戸塚中継所→（遊行寺坂）→湘南新道→(藤沢)→国道134号→（茅ヶ崎）→（湘南大橋）→平塚中継所
- 戸塚中継所から平塚中継所までの21.4kmである[1]（第90回までは21.5kmとされていたが2014年の再計測で距離表示を変更）[1]。
- 遊行寺坂を下って浜須賀交差点を右折すると湘南海岸に出るフラットなコースではあるが、海風の影響を受けやすい区間である。かつては「つなぎの区間」とされてきたが、2000年代以降、2区の流れを持続する、あるいは躓きを取り返すために、下りから平坦のコース形態も相まって力のあるスピードランナーを起用するチームが増え、この区間でもごぼう抜きが見られる様になった。
- 東京から小田原までのコースは東海道線と接近しているため、ファンはもちろん、出場校の走り終えた選手やコーチ、監督、付き添いなどが電車を使って移動することが多い。従って、大会開催中は移動の車中で選手や監督などに遭遇することもある（学校毎に揃いのグラウンドコートを着ている）。
- 晴れた日には選手の前方に富士山の雄大な姿を望むことができる。
- 第80回（2004年）の金栗四三杯創設以来、3区から選出されたことは一度もなく、これは全10区間で唯一である。

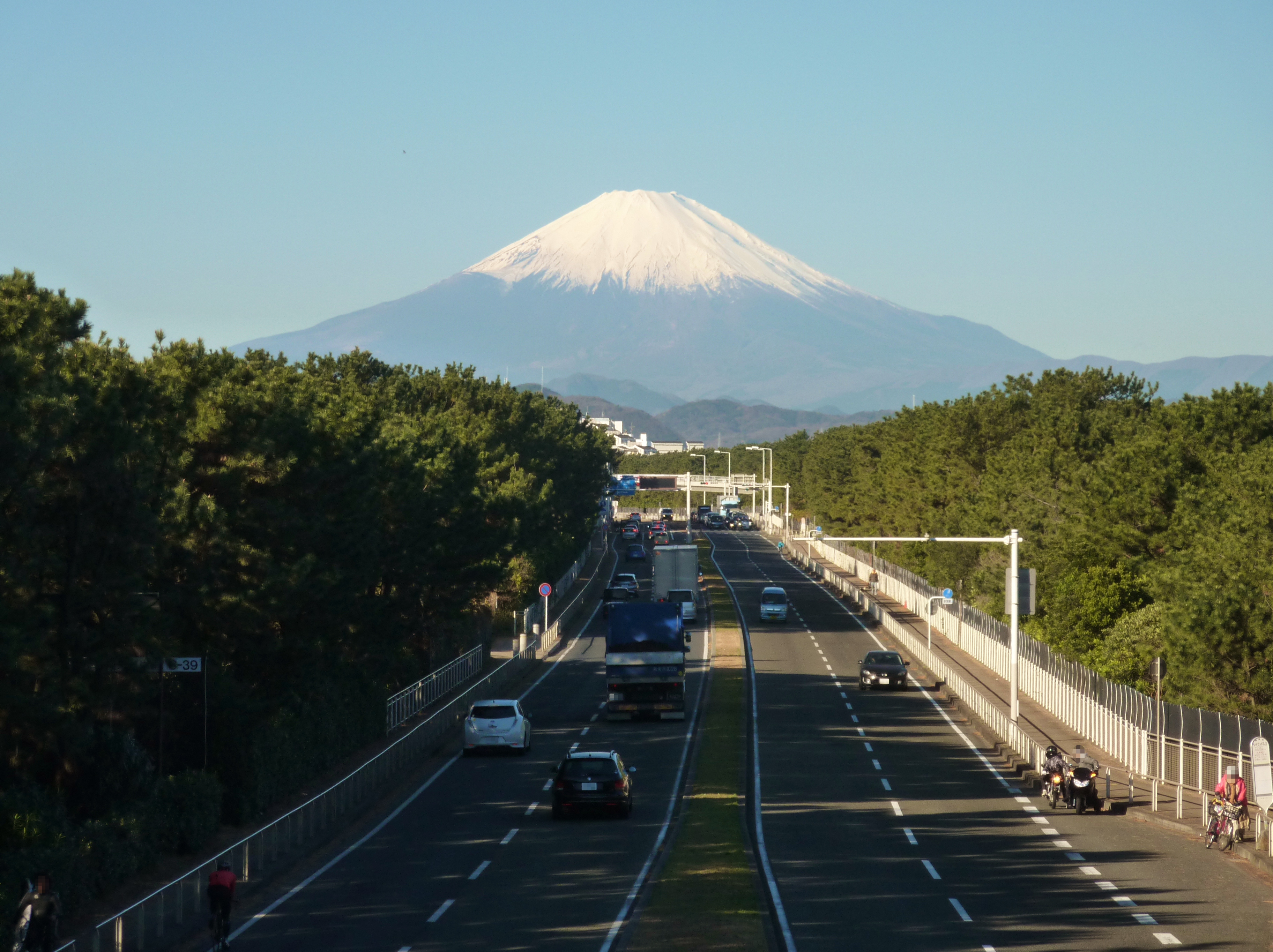
国道134号
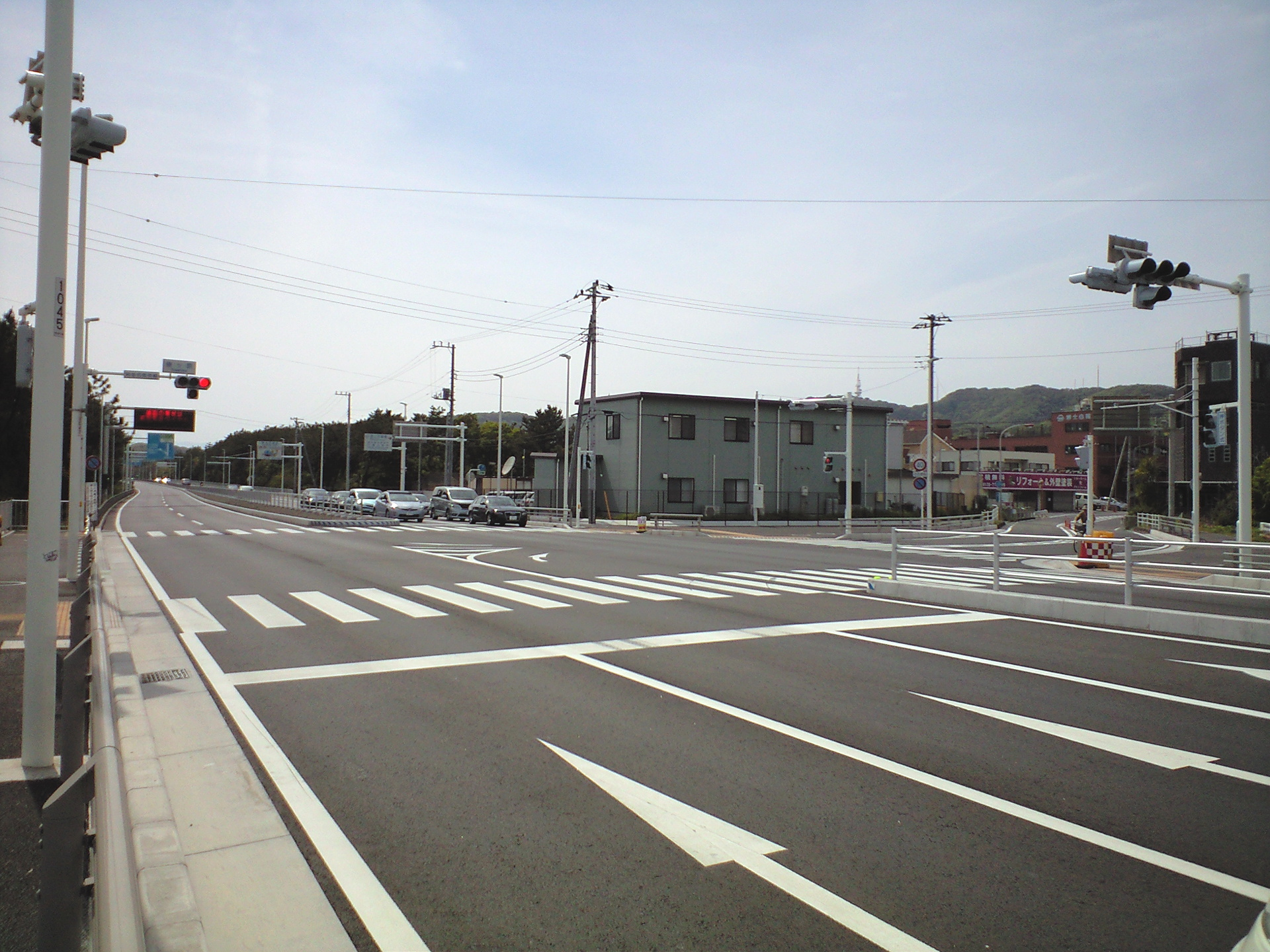
4区・8区起点の唐ヶ原交差点（平塚中継所）

#### 4区（20.9km）
| 区間記録保持者（4区）                      |
| イェゴン・ヴィンセント （東京国際大学4年） |
| 1時間00分00秒                              |
| 第99回（2023年）                           |
| ------------------------------------------ |

平塚中継所→（国道1号）→（大磯）→（二宮）→（酒匂橋）→（小田原市民会館前）→旧小田原中継所→新小田原中継所
- 平塚中継所から小田原中継所までの20.9kmである[38]。
  - 2006年の区間距離短縮以前は、4区がエース区間の一つとされており、4連覇時の駒澤大学のように、チームの絶対的エースを4区に置くケースも多く見られた。
  - 第82回（2006年）から第92回（2016年）までは18.5kmとされ、区間距離が大会唯一20kmを切る最も短い区間となっていた。第82回にて、往路の小田原中継所が2.5km東京寄りに変更となった（風祭鈴廣前→メガネスーパー本社前[注 8]）。4区短縮の背景には「中距離で活躍する選手にも箱根に出場する機会を与えたい」という関東学連の意向があり、短縮1年目の第82回は目論み通り1500mの日本インカレ王者である村上康則（順天堂大学）が区間賞を取った。しかし、平塚中継所から11.8kmの国府津駅前交差点まで細かいアップダウンが続き、距離のわりにスピードが出にくいため、4区よりも3区にスピードランナーを置く学校も多く、この区間はチームで10番手の選手や1年生を起用する傾向が強まっている。これらのことから、他の区間よりも区間距離が短い割に1kmに平均3分以上かけて走る選手がほとんどである。1km平均3分（55分30秒）を切って走った選手は計225名中21名（約9.3%）しかいない[いつ?]。
  - 第93回（2017年）からは中継所が再び鈴廣前となり区間距離も20.9kmで、第81回までのコースと同じになる[38]。4区については第82回大会以降の距離短縮がマラソンに順応できる選手の芽を摘み取っているという懸念が出され距離が再び延長された[38]。この区間距離の変更に伴い第93回大会以前の記録は参考記録となった[38]。なお、第81回以前と距離延長後の第93回以降は実質同一区間ではあるものの、あくまで別記録として扱われている。
- 平地区間では唯一21kmを下回っているものの、上記の通り中盤まではアップダウンが続き、ラスト2kmは小田原中継所まで緩やかな上り坂が続くため、タフなコースとなっている。
- 上位のチームは3区までの勢いを保って後続との差を広げて5区へ繋げたいのに対し、下位のチームはこの区間で前のチームとの差を縮めたいため、第93回のコース延長後は再びチームのエースが起用される区間となっている。
- 晴れた日には選手の前方に富士山の雄大な姿を望むことができる。

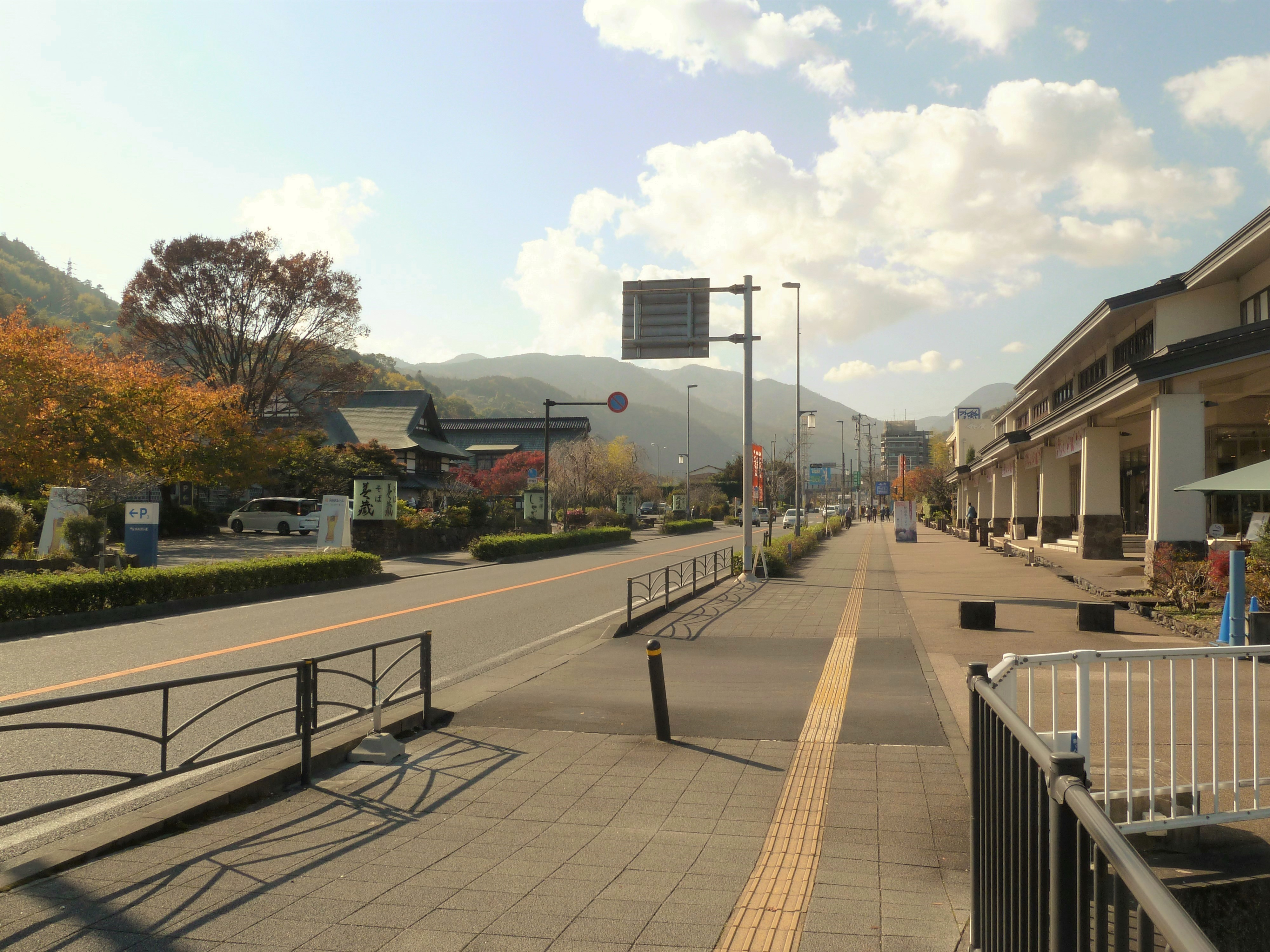
5区・7区起点の鈴廣前（小田原中継所）

#### 5区（20.8km）
| 区間記録保持者（5区）        |
| 若林宏樹 （青山学院大学4年） |
| 1時間09分11秒                |
| 第101回（2025年）            |
| ---------------------------- |

小田原中継所→（箱根湯本駅前）→（函嶺洞門バイパス）→（大平台ヘアピンカーブ）→（宮ノ下富士屋ホテル前）
→（小涌園ユネッサン前）→（恵明学園旧校舎跡地前）→（芦の湯）→（国道1号最高点）→（元箱根）→箱根・芦ノ湖（往路ゴール）
- 小田原中継所から芦ノ湖までの20.8kmである[38]。
  - 第82回（2006年）からは距離が延長され、全区間で最長の23.4kmとなっていた。
  - 第91回（2015年）で区間距離は23.2kmに変更された。これは2014年2月7日をもって従来の通過点となっていた函嶺洞門を迂回する「函嶺洞門バイパス」の開通に伴いコースが変更されたためであり[39]、約20m延長された[40]。これに伴い第90回大会以前の記録は参考記録となった[1][39]。コース変更と合わせて行った距離の再計測により、距離表示ではそれまでより200m短くなっている。
  - 第93回（2017年）からは中継所が再び鈴廣前となり区間距離も20.8kmとなる[38]。5区については第82回大会以降の区間距離延長により、走行後半に低体温症や低血糖症の症状に陥る例が多数発生するなど選手に対する負担が問題視され、また5区の総合成績に対する貢献度が大きくなりすぎているという指摘があったことから距離が再び短縮されることとなった[38]。この区間変更に伴い第92回大会以前の記録は参考記録となった[38]。
- 小涌園手前には小田急箱根鉄道線（箱根登山電車）の踏切（小涌谷踏切）があるが、選手が通過する際には列車を踏切の直前で一旦停止させる措置がとられている（#概要と走行方法の鉄道踏切におけるルールを参照）。
- 俗に「山上り」と呼ばれ、標高差864mを駆け上がる非常に特異な区間である。小田原中継所から箱根湯本駅前までの約3kmは若干の上り勾配はあるものの、比較的平坦ではあるがゆえに、序盤の平坦な区間では力を温存し、箱根湯本駅前から始まる本格的な上り坂でいかに力を発揮できるかがポイントとなる。相当な脚力とスタミナが要求され、コース適性が最も必要とされる。その為スペシャリストが担当することが多く、「4年連続同一区間走行選手数」が全区間中最多（37人）となっている。特殊な区間ゆえに個人成績で大差が付きやすく、4区終了までについた数分の大差を5区のみで挽回する大逆転も頻繁に発生する。シード制が導入された第33回以降、5区で区間賞を取った大学がシード権を逃したのは、参考記録扱いで個人記録のみ有効であった第80回（2004年）の日本学連選抜を除けば、第39回、第41回、第60回、第77回、第92回のわずか5例しかない。ことに第82回（2006年）の距離延長後は5区での成績如何により往路優勝が決しており、第82回から第92回（2016年）までのうち、5区で区間賞を取った大学が往路優勝できなかったことは第92回の日本大学のみであった（この年の往路優勝・青山学院大学の神野大地は区間2位）。山上りが注目される区間ではあるが、反対に最高点を過ぎた残り4kmの下りが勝負という言われ方もされる。事実、上りと下りでは使用する筋肉が異なるので向き不向きがあり、いきなり筋肉にかかる負荷が極端に変わることから、寒さも災いして中には下りで痙攣を起こして立ち止まる選手もいる。
- 5区は非常に気温の低い山中を走る。平地とは温度差があるため5区を走る選手の中にはタンクトップではなく、袖のあるユニフォームやアームウォーマーを着用することが少なからずある。
- 第80回（2004年）の金栗四三杯創設以来、5区で区間賞を取った選手が同賞を10回（第80～83回、第85～86回、第88～89回、第91回、第100回）受賞している。この区間で圧倒的な実力を示した選手（今井正人、柏原竜二、神野大地など）に対しては「山の神」など、「山の○○」という異名が付けられることがある。

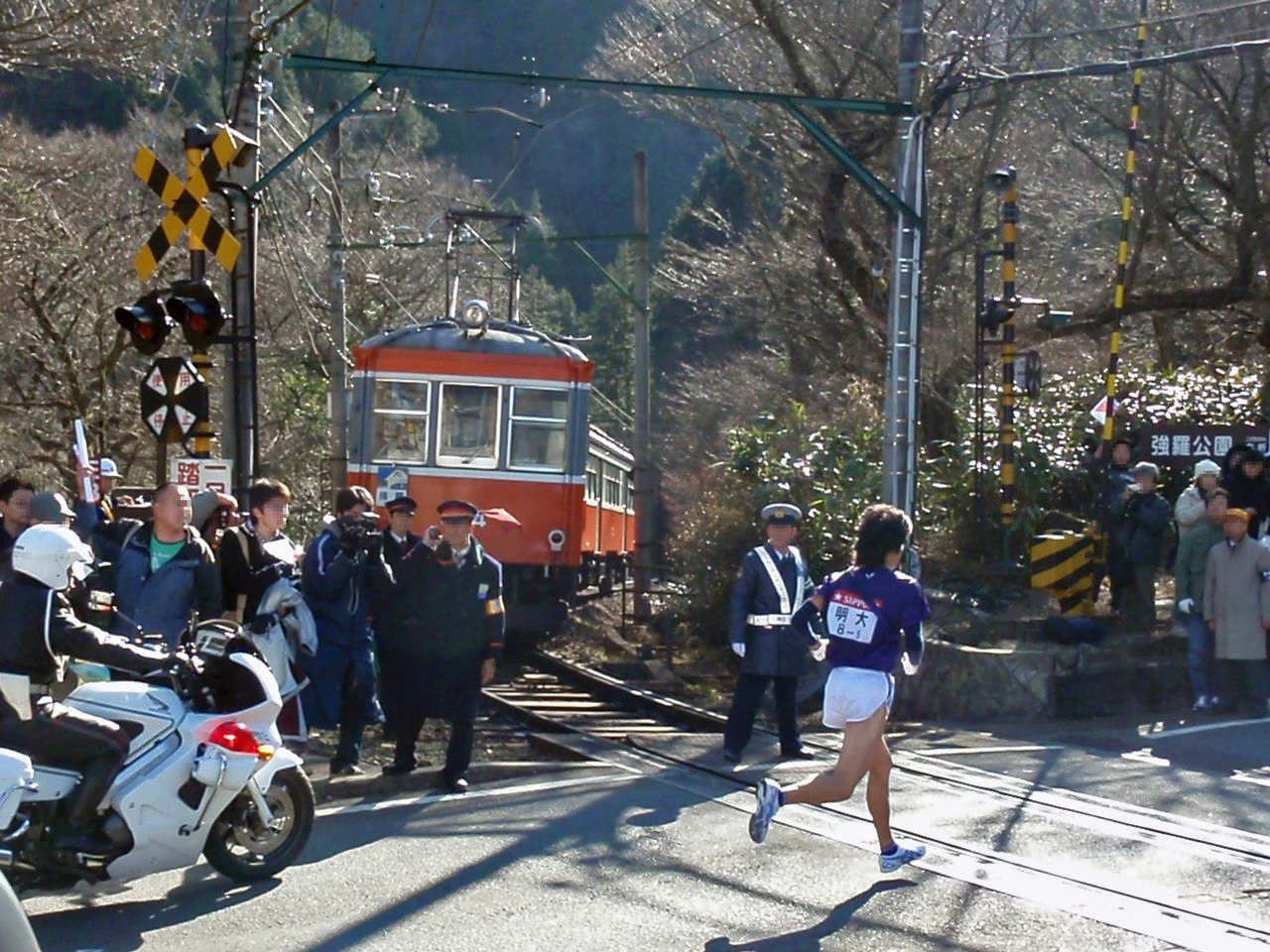
箱根登山電車の踏切では、選手が通過する際には電車を停止させる
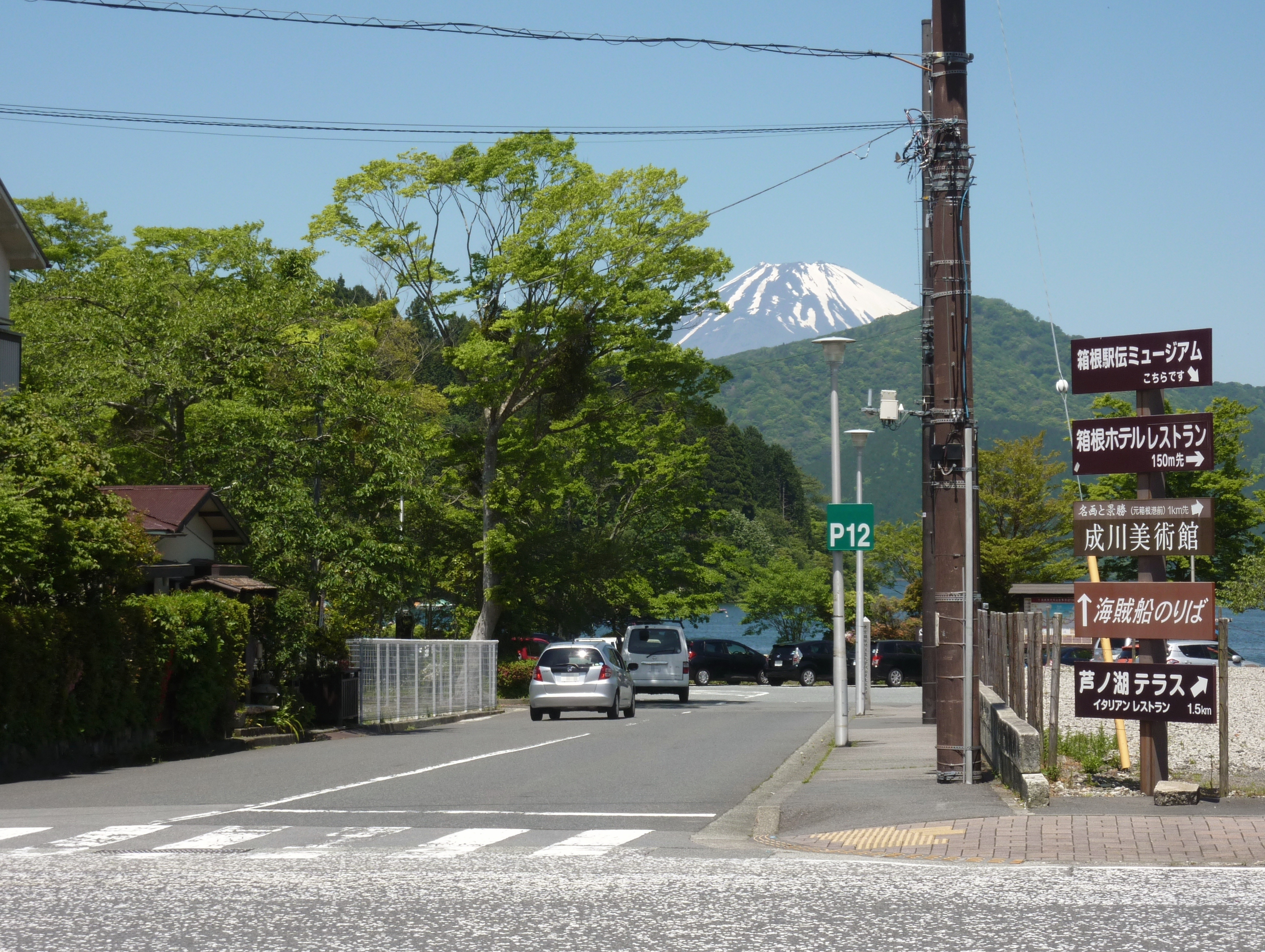
往路ゴールおよび復路起点の芦ノ湖駐車場入口

### 復路（1月3日）
箱根・芦ノ湖→東京・大手町 5区間／109.6km

#### 6区（20.8km）
| 区間記録保持者（6区）        |
| 野村昭夢 （青山学院大学4年） |
| 56分47秒                     |
| 第101回（2025年）            |
| ---------------------------- |

箱根・芦ノ湖（復路スタート）→国道1号→（芦之湯）→（恵明学園旧校舎跡地前）→（小涌園前）→（宮ノ下温泉郷）→（大平台）
→（塔ノ沢温泉郷）→（函嶺洞門バイパス）→（箱根湯本駅前）→小田原中継所
- 芦ノ湖から小田原中継所までの20.8kmである[1]。
  - 2014年2月7日をもって従来の通過点となっていた函嶺洞門が通行禁止となり、第91回（2015年）から函嶺洞門バイパスへとコースが変更となり[39]、約20m延長された[40]。これに伴い第90回大会以前の6区の記録は参考記録となった[1][39]。
- 復路は、往路のゴール地点である芦ノ湖から出発する（復路のスタート方法については#復路のスタートを参照）。
- 俗に「山下り」区間と呼ばれ、下りでの平均速度は時速25kmに達し、この高速で半径の小さなカーブを多く回るため、ひざに大きな負担がかかる。箱根湯本駅前過ぎからの残り3kmのほぼ平坦な道（若干の下り勾配はある）は選手にとって上り坂に感じると言われ、ここから1分以上の差をつけられることもある。このような事情から、5区の距離延長と同時に6区の距離短縮も検討されたが、中継所の問題等から見送られた。
- 膝に大きな負担がかかることもあり5区と同様、スペシャリストが担当することが多い。実際、「4年連続同一区間走行選手数」が5区に次いで多く（35人）、復路中最多。3番目である2区はこの半数以下となっており、山の上り下りという特殊性が現れている。
- 朝8時台に高地からスタートする事もあって氷点下まで気温が下がることが多く、山中では降雪することも珍しくない。体温低下を防ぐために長袖シャツのユニフォームを着用、またはTシャツにアームウォーマーを併用して体温調節をする選手がほとんどである。
- 前日の夜の気象状況によっては路面が凍結して滑りやすくなることもある。その影響により、下り坂の途中で選手が転倒するケースも見られる。
- 小田急箱根鉄道線（箱根登山電車）の小涌谷踏切では、往路と同様に選手が通過する際、職員が列車を踏切の直前で一旦停止させる措置がとられている（#概要と走行方法の鉄道踏切におけるルールを参照）。
- この区間は片側1車線しかなく平均速度が時速25kmに達することもあり、運営管理車の伴走が困難な事から、箱根町役場駐車場に設けられた基地に待機し、箱根湯本駅付近でコースに合流する。

#### 7区（21.3km）
| 区間記録保持者（7区）    |
| 佐藤圭汰 （駒澤大学3年） |
| 1時間00分43秒            |
| 第101回（2025年）        |
| ------------------------ |

小田原中継所→（小田原市民会館前）→（二宮）→（大磯）→（国道134号）→平塚中継所
- 小田原中継所から平塚中継所までの21.3kmである[1]。
- 往路（4区）では序盤、平塚中継所通過後直進し、海沿いのコースを通るのに対し、復路（7区）は終盤、大磯駅入口交差点通過後に陸寄りのコースを通るため、4区よりも若干距離が長い。
- 10区間中最も走りやすい区間といわれるが、9km以降は小刻みなアップダウンがある。当初は山から吹き降ろす冷気で冷え込むが、太陽が高くなるにつれて気温も上がるため、最も気温差が激しい区間となっている[41]。かつては、いわゆる「つなぎ区間」として、10人の中でもさほど走力が高くない選手を置くケースが多かったが、2010年代以降は「復路の2区」として位置付けられるようになり、優勝争いをする大学にとって、7区にいかに力のある選手を置けるかが鍵となっている。
- また、比較的平坦で走りやすいコースであることから、小林雅幸（早稲田大学）、阿部弘輝（明治大学）、葛西潤（創価大学）、佐藤圭汰（駒澤大学）などコンディションが万全ではないエース級の選手が起用される例も見られる。
- 二宮定点におけるフリーザの集団は名物と化しており、たびたびメディアで取り上げられている[42][43]。

#### 8区（21.4km）
| 区間記録保持者（8区）    |
| 小松陽平 （東海大学3年） |
| 1時間03分49秒            |
| 第95回（2019年）         |
| ------------------------ |

平塚中継所→（湘南大橋）→（茅ヶ崎）→（浜須賀交差点）→湘南新道→（藤沢）→（遊行寺坂）→戸塚中継所
- 平塚中継所から戸塚中継所までの21.4kmである[1]（第90回までは21.5kmとされていたが2014年の再計測で距離表示を変更）[1]。
- 前半はフラットで走りやすいが、藤沢を越えると通称「遊行寺の坂」が待ち構えるタフなコース。ここでどれだけ力のあるランナーを置けるかが逆転・シード権獲得への鍵となる。
- この区間では、日差しが強いと遊行寺坂付近で脱水症状を起こしやすい。後半のアクシデントに泣いて優勝を逃す、最悪棄権で涙を飲んだチームもある。ここでブレーキを起こすと後の2区間に大きな影響を及ぼすこともあるため、体調管理も重要な区間といえる。
- この区間は当日のエントリー変更が多く、3分の2近くが入れ替わることもある。第98回で区間賞を獲得した順天堂大学・津田将希など5区の経験者が配置[44] されたり、法政大学・青木涼真のように8区を走った選手が翌年以降5区に配置される事もある[45]。
- 遊行寺坂における「○＿○」と描かれた旗が名物と化しており、たびたびメディアで取り上げられている[43]。なお、「○＿○」はカセットテープの巻き戻しを表現しており、「（順位を）巻き返せ」という願いが込められている。

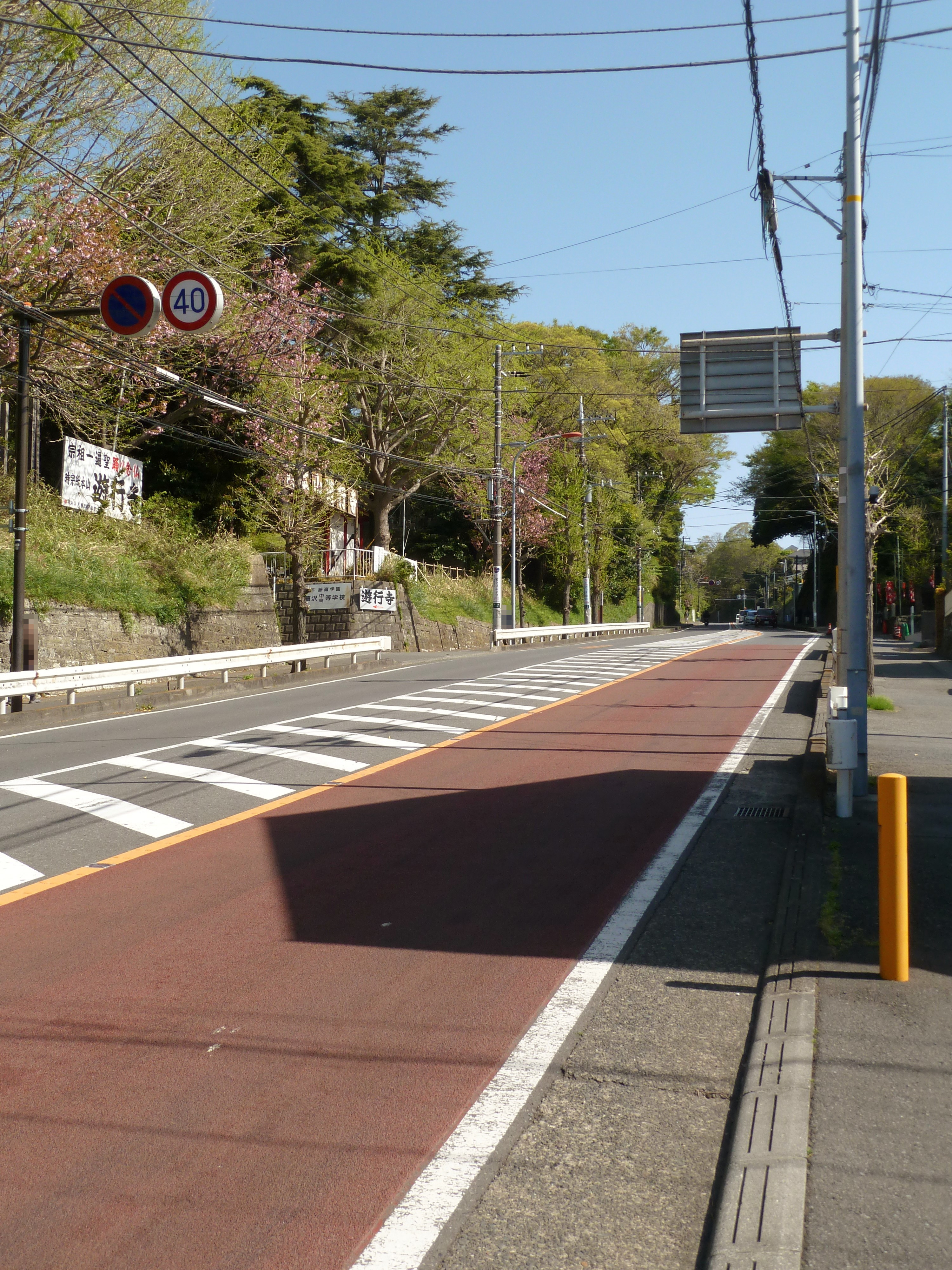
遊行寺坂

#### 9区（23.1km）
| 区間記録保持者（9区）        |
| 中村唯翔 （青山学院大学3年） |
| 1時間07分15秒                |
| 第98回（2022年）             |
| ---------------------------- |

戸塚中継所→（権太坂）→（横浜駅前）→国道15号→鶴見中継所
- 戸塚中継所から鶴見中継所までの23.1kmである[1]（第90回までは23.2kmとされていたが2014年の再計測で距離表示を変更）[1]。
- 「復路のエース区間」、往路2区の「花の2区」に対して「松の9区」とも言われる。各校のキャプテンないし準エースクラスが集うことが多い。前半は権太坂等の下り主体、後半の保土ヶ谷駅以降はほぼ平坦なレイアウトだが、長い区間なのできっちりとしたペース配分が必要。
- 交通の便の良さが手伝ってか、例年横浜駅前には大勢の駅伝ファンが押し寄せる。
- 復路の鶴見中継所は全中継所中最も繰り上げスタートが発生しやすく、さらに中継所への側道入口からリレーゾーンまで約160mの直線区間となっている。このため、9区のランナーの目の前で10区のランナーが繰り上げスタートしてしまい、タスキをつなぐことができず涙する光景が幾度も見られる。
- この区間での成績が総合成績に大きく影響する。事実、この区間は逆転が非常に多く、近年では第75回（1999年）の順天堂大学、第79回（2003年）と第84回（2008年）の駒澤大学、第82回（2006年）の亜細亜大学が、いずれも9区での逆転に成功し、総合優勝を成し遂げている。

#### 10区（23.0km）
| 区間記録保持者（10区）       |
| 中倉啓敦 （青山学院大学3年） |
| 1時間07分50秒                |
| 第98回（2022年）             |
| ---------------------------- |

鶴見中継所→（六郷橋）→（蒲田（京急蒲田駅））→（大森）→（大井）→（新八ツ山橋）→（品川駅前）→（田町）
→（日比谷通り（都道409号））→（鍛冶橋通り）→（中央通り）→（日本橋北詰交差点）→東京・大手町 読売新聞ビル 前（南側）（復路ゴール）
- 鶴見中継所から東京大手町までの23.0kmである[1]（第90回までは23.1kmとされていたが2014年の再計測で距離表示を変更）[1]。
- 1区とは異なり馬場先門から日本橋を経由するルートとなっている。日本橋経由のコースになったのは第75回（1999年）からで、その際に距離が1.7km延びている。六郷橋と新八ツ山橋付近のアップダウンを除きコース全体はほとんどフラットだが、時折ビル風が選手を襲うこともある。
- 最終区間である上に沿道の観衆も増える事からプレッシャーが一層掛かる区間。第75回（1999年）以降、距離の延長に伴って各チームとも準エースクラスを配するようになり、選手層の厚さが問われる区間になりつつある。近年では鎧坂哲哉（明治大学）、出岐雄大（青山学院大学）など、チームの絶対的エースながらコンディションが万全ではない選手がエース区間を回避して起用されるケースもある。
- 六郷橋は神奈川県と東京都の境界に位置しており、六郷橋までの交通規制・先導等は神奈川県警察が担当し、六郷橋で警視庁に交代する[36][37]。
- 第88回まではコース中に京急蒲田第一踏切が存在していたが、現在は京急線の高架化に伴い、撤去されている（変遷等については#概要と走行方法の鉄道踏切におけるルールを参照）。
- 第87回で寺田夏生（國學院大學）がラストスパートをかけ、テレビ中継車を追って誤って右折してしまった都道402号（大名小路）の交差点は、駅伝ファンに「寺田交差点」の俗称で知られている[46][47]。この交差点では第98回（2022年）でも川上有生（法政大学）が誤って中継車を追ってしまうハプニングがあった[47][48]。この交差点には名称はなかったが「寺田交差点」は駅伝マニア集団「EKIDEN News」の西本武司が命名したとされ、Google マップにおいても「寺田交差点」と表示される[49]。第99回（2023年）以降は誘導員を増やす、パイロンを置く、選手が真っ直ぐ進むまで車を止めることで誤進入しないように予防措置がとられるようになった[50][51][52]。

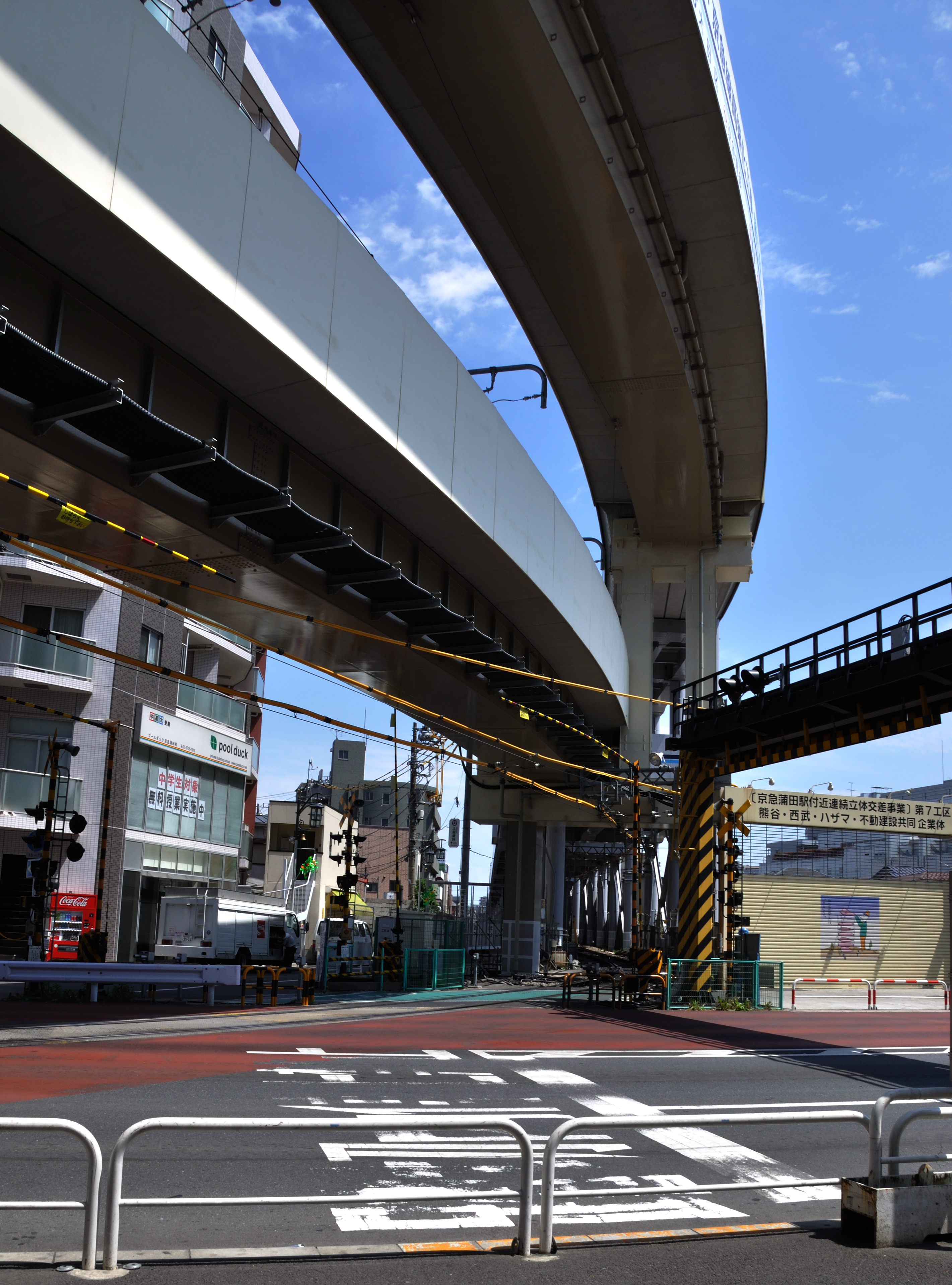
京急蒲田（空）第一踏切（現在は撤去済）
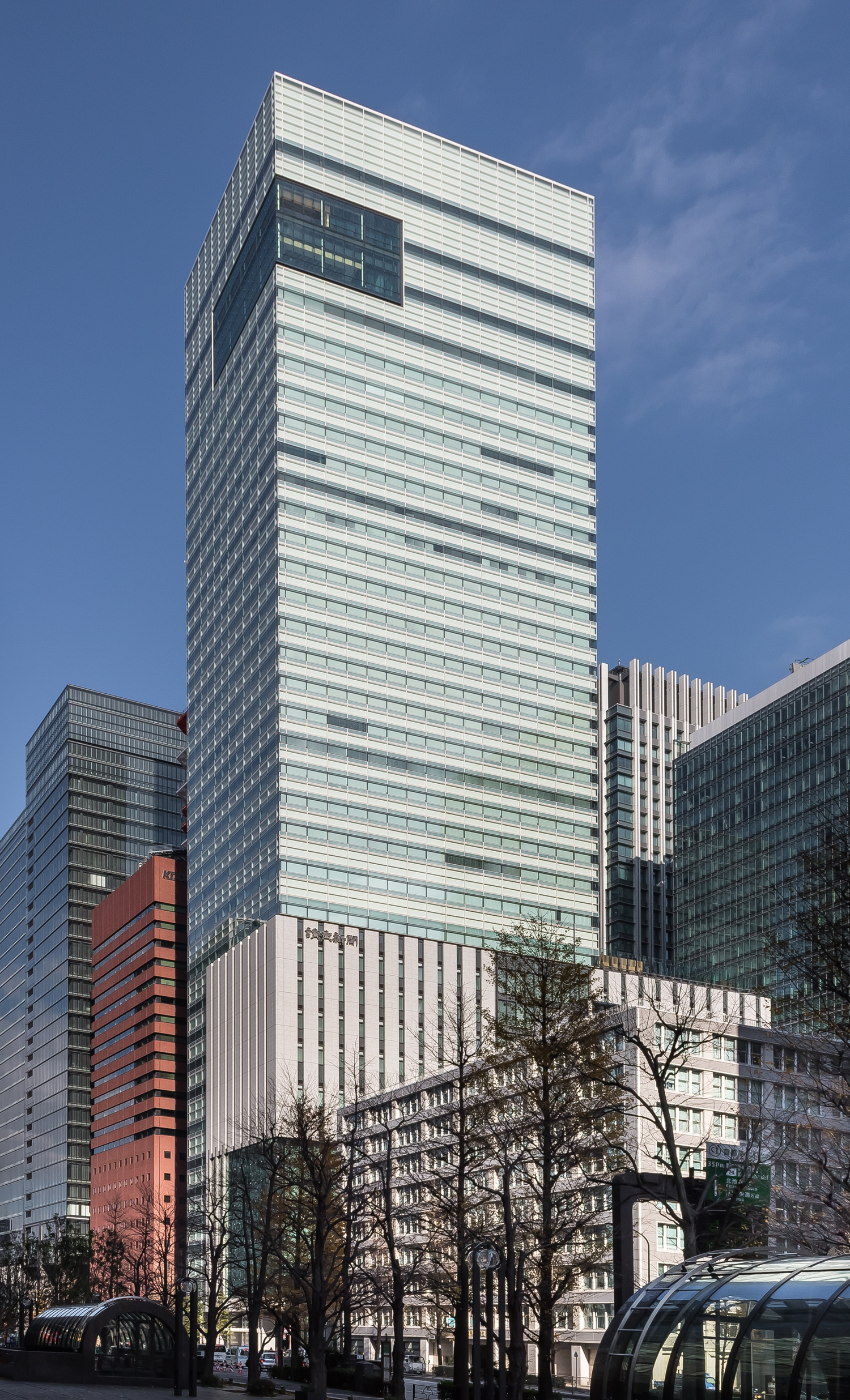
往路起点および復路ゴールの読売新聞ビル

## 競技方法・ルール
東京箱根間往復大学駅伝競走開催要項並びに東京箱根間往復大学駅伝に関する内規第5章「競技細則」第15条 - 第21条に基づいて行われる。

### 概要と走行方法
各競技者とも走行は1区間に限られる（内規第15条第2項）。
競技者は競技中に理由の如何を問わずいかなる人の手助けを受けても失格となるとされているが、大会医務員が触診のために競技者の身体にふれても手助けとはならない（内規第15条第4項）。
当然ながら禁止薬物の使用は厳禁とされており（内規第15条第5項）、大会の要項にはドーピング検査等に関する規定がある。
1区と6区を除く各区間において給水が実施されるが、給水場所の選定や実施方法については駅伝対策委員会で設定される（内規第15条第6項および給水要領）。各区間の給水場所（給水ポイント）は、近年チーム間で給水の必要性が議論されて設けられたものである。ただしマラソンなどで行われる給水とは異なり、テーブルに置かれたボトルなどを取るのではなく、各チームの部員あるいは各チームが許可した大学関係者が伴走しながら渡す。給水にあたっては主催者が用意する水、および指定ボトルに入れた飲料を使用することとしており、競技者はどちらかもしくは両方を飲むことができる。飲料は、主催者側が用意したスポーツドリンクか各校で用意した飲料のどちらかの選択が可能でボトルは協賛しているポッカサッポロフード&ビバレッジのものが使用されている（ヴィッテル→ヴァットヴィレール→富士山麓のきれいな水）。以前は監督による直接の給水が2回まで認められていたが、給水方法が道路交通法に抵触するおそれがあるため2015年の第91回大会から禁止された。
鉄道踏切における遮断閉鎖でタイムロスが発生した場合は、審判員が計時を行い、集計時に差し引かれる（内規第15条第7項）。実際には近年は鉄道会社の配慮によって電車の一旦停止やダイヤ調整が行われ、ランナー優先の運行がなされている。コース内に存在した踏切は以下の3か所。
- 東海道踏切（JR東海道線・横須賀線。通称・戸塚大踏切。現在は廃止） - かつては戸塚中継所の近くにある東海道線・横須賀線の東海道踏切（戸塚大踏切）を通るコースが設定されたが、開かずの踏切だったため、状況によっては長時間の立ち往生を余儀なくされた[56]。当時は踏切での足止めによるタイムロスが計算されず、業を煮やした選手が踏切上で立往生した貨物列車のすき間をかいくぐったり、列車が来ない合間を見計らって踏切を突破したりすることもあった。第20回（1939年）では、先行する専修大学を猛追していた日本大学が、ここでの足止めが元で優勝を逃したというケースもあり、このタイムロスを味わった選手は「あの時以来横須賀線には乗らない」と振り返っている。1953年にバイパスが造られ、箱根駅伝のコースもバイパス側に再設定されたため結果として踏切遮断による足止めが解消されることとなった[57]（バイパスは戸塚道路も参照）。戸塚大踏切は2015年3月25日にアンダーパスが開通して廃止された[58]。
- 蒲田第一踏切（京急空港線。現在は廃止） - 第86回（2010年）までは（詳細後述）コース上（往路1区・復路10区）には京急空港線の京急蒲田駅に隣接する京急蒲田（空）第一踏切があり、ランナーの通過が予想される時刻を対象に京急本線・空港線と、同路線に直通運転する都営地下鉄浅草線・京成押上線・成田スカイアクセス線・北総鉄道北総線で臨時ダイヤを組むなどして電車の行き先を変更していた。2007年の第83回から、列車の発車は京急社員の代用手信号によって許可されるなどの措置が取られていた[注 9]。第84回（2008年）では東海大学の選手が踏切内の線路につまづいて足を痛め、その後20km過ぎで棄権に至るというアクシデントが発生した。2010年5月16日に上り線が先行して高架化された為、第87回（2011年）・第88回（2012年）は臨時ダイヤで上下線共に高架上り線を走行するようになり、選手通過中は踏切を使用停止にする事が可能となったため当該ポイントでの踏切通過はなくなった。その後、2012年10月20日に下り線も立体交差化事業が完成したことによって蒲田第一踏切は完全に廃止され、臨時ダイヤでの運行も無くなった[59]。
- 小涌谷踏切（小田急箱根鉄道線〈箱根登山電車〉） - 小涌谷駅横のコース上（往路5区・復路6区）にあり、現在では選手が通過する時間帯に小田急箱根の係員が待機し、選手通過時には電車を踏切手前で停止させ、発車は代用手信号によって許可されるなどの措置がとられている[60]。第63回（1987年）では遮断直前に隊列からランナーのみが通り抜け、関係車両や中継車が後から追いかけるというハプニングもあった。第87回（2011年）以降は小涌谷踏切がコース上唯一の踏切となった。

その他特殊事情によって審判員に走行を制止された場合のロスタイムも同様に集計時に差し引かれる（内規第15条第8項）。
- 一例として、第77回（2001年）では、復路のスタート時のピストルによる号砲はそれまでは先頭のみだったのを改め、2位以下のチームについても鳴らすように変更されたが、ピストルに弾を詰め直す作業が間に合わなかったためか、3位の法政大学が本来の時間から25秒遅れてスタートするハプニングがあり、この年の法政大学の記録は実際の時刻から25秒差し引かれた。これを教訓として、翌年の箱根駅伝からは再び2位以下は手旗によるスタートに戻っている。

### チームエントリーと区間エントリー
申込み（チームエントリー、区間エントリー）は関東連盟が提示する日時と場所で所定の様式によって行われ、資格審査委員会の審査によって参加資格ありと認められた大学・競技者のみ正式出場が認められる（内規第8条）。
チームエントリーは16名以内で、区間エントリーのチーム編成は正選手10名と補欠選手6名以内である（内規第9条）。ただし、留学生については、エントリー2名以内、出走1名以内に制限されている（内規第9条）。現行の16人エントリーになったのは第79回（2003年）からである。第82回（2006年）までは区間エントリーの際にメンバーを16人から14人に減らす必要があったが、第83回（2007年）より区間エントリーでも16人のまま登録することができるようになった。したがって、補欠選手はそれまでの4人から6人に増えた。
区間エントリーは1区から10区までにエントリーされた正選手とその他の補欠選手とに大別される。そして、各選手には主催者側が用意したナンバーカードが配布される。ナンバーは1区から順に1、2…となり、補欠選手は11番から16番までとなる。ナンバーカードの記載は「（前年の順位・予選会の順位に従い大学に割り振られた番号）-（1番 - 16番）」となり、例えば前年3位の大学の6区にエントリーされた選手は「3-6」となる（第80回より。それ以前は大学ごとの番号は付されなかった）。
変更は正選手と補欠選手との入れ替えのみで、1日に変更できる選手は4名までとされている。区間変更は認められていない（内規第10条2項）。つまり、補欠選手は当日のエントリー変更で正選手と入れ替えとしてどの区間にも入ることができるが、既に区間ごとに配置されている正選手はその区間しか走ることができない（例えば2区に補欠から選手を入れることはできるが、2区と4区の走者を変えることはできない）。通常の駅伝では補欠選手との交代には医師による診断書の提出が義務付けられているが、この大会は長時間の移動への配慮からその必要がないため、戦略的に補欠との選手交代が行われるケースが数多くあり、補欠選手は言わばジョーカー的な意味合いを持つ。逆に区間エントリーで補欠選手と交替した選手は走ることができないため、当て馬的な要素もある。

### 服装・ナンバーカード・タスキ
出場各競技者の服装（ランニング用シャツ、ランニング用パンツ、トレーニング用シャツ等）は、各チーム統一のものを使用した上で胸部と背部に大会本部指定のナンバーカードを取り付けるが、学連選抜チームは各選手の所属校のものの着用が認められる（内規第16条第1項）。テレビ中継が始まったころからPRの目的でユニフォームを変更する大学も見られた。戦前から出場している伝統校は、胸にアルファベット1文字のユニフォームが多く（早稲田大学の「W」、中央大学の「C」など）、新興校は校名を漢字で記載するケースが多い。テレビの生放送開始後に初出場した大学は、色合いなどが目立つユニフォームの採用も見られる。
タスキは各チーム独自のタスキを3本製作し、うち1本はランナーが着用、残り2本は繰り上げ出発（後述）時に備えて大会本部が保管する（内規第16条第2項、第3項）。タスキの受け渡しは、前走者が完全に所定の中継線を通過した上で、中継線の進行方向20m以内で次走者に渡して行うこととなっている（内規第18条第2項）。

### 繰り上げ出発（繰り上げスタート）
各中継所において、先頭チームかの通過から一定時刻を過ぎても到着しないチームがある場合は、交通規制を長引かせないために、前走者が到着しなくても次の走者を出発させる（内規第19条）。これを「繰り上げ出発」という（報道などでは「繰り上げスタート」と言われる）。繰り上げ対象となる時間差は、往路の鶴見・戸塚中継所については先頭走者から10分、平塚・小田原中継所については15分、復路すべての中継所については20分遅れたチームである。これを「繰り上げ出発」という（報道などでは「繰り上げスタート」と言われる）。また、復路スタート時も、往路成績に基づいて時差スタートするが、10分以上遅いチームは、先頭スタートから10分後に一斉スタートする（報道では「復路一斉スタート」「繰り上げ一斉スタート」などと呼ばれる）。
これらの繰り上げスタートになったチームの成績には、繰り上げ分の時間を後で足すことになるため、実際の走行順番と集計後の順位が異なることになる。
繰り上げとなるランナーは、前走者のタスキを直接受けられないため、予め用意してあるタスキを着用する。2区から4区・7区から9区では、大会本部で用意する黄色と白色のストライプのタスキを使用することになる。5区と10区は、往路・復路の最終区間であることから、上述の、予め提出してある同じデザインのタスキを着用する。そのため、（6区を除き）繰り上げになる場合、1本のタスキが全区間つながらなかったことになるため、日本テレビの放送では「無念の繰り上げ」という表現も使われる。

### 途中棄権
競技者が競技中にケガや疾病などによって走行困難となり歩行、立ち止まり、横臥などの行動に移った場合は、本人が競技続行の意思をもっている場合であっても、運営管理車に同乗の競技運営委員、走路管理員、監督またはコーチの三者の合意によって競技を中止させることができる（内規第17条第1項）。競技中止の通告は、大会の競技運営委員が当該走者に対して赤旗を挙げて示す、という手順で行われる。
第101回までに15事例あり。
| 大会             | 学校名（区間/原因） |
| ---------------- | --- |
| 第25回（1949年） | 神奈川師範学校（3区） |
| 第34回（1958年） | 横浜市立大学（9区） |
| 第52回（1976年） | 青山学院大学（10区/脱水症状による痙攣） |
| 第71回（1995年） | 順天堂大学（10区/左足疲労骨折） |
| 第72回（1996年） | 神奈川大学（4区/左足疲労骨折） 山梨学院大学（4区/右アキレス腱損傷） |
| 第77回（2001年） | 東海大学（2区/体調不良） |
| 第78回（2002年） | 法政大学（2区/右足アキレス腱損傷および脹脛肉離れ） |
| 第84回（2008年） | 順天堂大学（5区/脱水症状による痙攣）=大学として2度目 大東文化大学（9区/脱水症状による低血糖症） 東海大学（10区/京急蒲田駅踏切での右足首捻挫による靱帯損傷）=大学として2度目 |
| 第85回（2009年） | 城西大学（8区/低血糖症による痙攣） |
| 第89回（2013年） | 城西大学（5区/低体温症及び脱水症）=大学として2度目 中央大学（5区/低体温症及び脱水症）                                                                                       |
| 第90回（2014年） | 山梨学院大学（2区/右足腓骨疲労骨折）=大学として2度目 |

途中棄権となった場合でも、その区間の前区間までの記録は公式に認められる。次区間以降は、繰り上げスタート扱いとなってランナーが走ることは可能だが、オープン参加扱いとなりその記録は公式に認められない（内規第17条第2項）。ただし、かつては個人記録および一部のチーム記録（往路で途中棄権した場合は復路のチーム記録のみ）が公認されたことがあり、第72回では7区と9区で神奈川大学（往路4区で棄権）が、10区で山梨学院大学（往路4区で棄権）が途中棄権した以降の区間で区間賞を獲得している。
次の区間のスタート時間は大会規定では繰り上げスタートと同様の扱いとなっているが、交通事情を考慮し、審判主任の裁定によりそのスタート時間を早める場合もある。第72回の4区で神奈川大学と山梨学院大学が途中棄権した際は、本来は先頭通過から20分後に小田原中継所をスタートするところ、交通渋滞を考慮し、最後尾（13位）の東洋大学がタスキリレーを行った1分後に両校が一斉スタートとなった。第78回の2区で法政大学が途中棄権した際は、本来は先頭通過から10分後に戸塚中継所をスタートするところ、最後尾（14位）の東海大学がタスキリレーを行ったと同時にスタートとなった。
代走（再走）
現行ルールでは存在しないが過去の記録の上では、正規の選手が走行不能となった時には補欠選手が同じ区間のスタート地点から改めて走り直す「代走（再走）」が行われているケースが確認できる。これは当時のルールが「走行不能になった場合、途中棄権とはならず、代走にて再度該当区間初めから走り直し記録は残る」 となっていた事による。このケースでは同一区間について複数名の選手名の記載が確認できる資料がある。
歴代で5件確認されている。
| 大会            | 大学名         | 区間 | 「代走（再走）」理由                 |
| --------------- | -------------- | ---- | ------------------------------------ |
| 第11回 (1930年) | 日本大学       | 9区  | 正規選手の転倒による走行不能         |
| 第13回 (1932年) | 東京文理科大学 | 1区  | 正規選手のアキレス腱痛による走行不能 |
| 第13回 (1932年) | 明治大学       | 4区  | 正規選手の心拍異常による走行不能     |
| 第29回 (1953年) | 日本体育大学   | 3区  | 正規選手の右大腿骨骨折による走行不能 |
| 第29回 (1953年) | 法政大学       | 8区  | 正規選手の転倒による走行不能         |

### 同タイムの順位
走行結果が同タイムの場合はゴールの着順に基づき成績順位とする。ただし、繰り上げ出発などによりゴールの着順が成績順位を示さない場合の同タイム校の順位決定は、区間上位者数の多少によるものとされる。まず区間1位の数で比較し、同数ならば区間2位の数と順位を一つずつ下げながら数を比較していき、多い方が上位となる（内規第21条）。
この方法でも同タイム校が複数になった場合は、すべて同順位として扱われ、10位同タイム校が複数になった場合は、すべて10位校として翌年へのシード権が与えられる（内規第21条）。

## 歴史
創設当時の関係者達から取材した詳細な記録としては、箱根駅伝が着想されたきっかけは以下のとおりである。1919年10月、東京高等師範学校出身の金栗四三（日本人初のオリンピック選手、「日本マラソン界の父」と呼ばれた）、明治大学競走部の沢田英一（明治大学の出口林次郎と札幌～東京間を22日間で走破）、東京高等師範学校体育課教授の野口源三郎（1924年パリオリンピック出場）の3人が、明治大学競走部の山口六郎次（後の国会議員、大日本体育協会常務理事）から招聘され、山口の母校である埼玉県の鴻巣で行われた小学校の運動会で審判を務めた際、東京との車中での3人の談論の中で、沢田英一がその年の6月に同窓の出口林次郎と二人で札幌・東京間の走破を成し遂げていたことを踏まえ、世界の耳目を集め、日本の長距離選手を育成するような外地での長距離走はできないものかと考えた。このときの結論が「アメリカ大陸横断駅伝」であった。その「予選会」という位置づけで国内での駅伝大会の実施が企図された。アメリカ大陸横断コースで最も大きな障壁となるであろうロッキー山脈の走破を見据え、この「予選会」のコースとして選ばれたのが山越えをコースに含む東京-箱根間であった。金栗らは大学や新聞社を回って参加と協力を訴え、金策に苦労しながら1920年2月14日に第1回箱根駅伝を実施した。箱根駅伝は始まるが、肝心の「アメリカ大陸横断駅伝」は実現しなかった。明治大学の出口林次郎と早稲田大学の生田喜代治らは箱根駅伝の実施に協力を惜しまなかった報知新聞社を訪ねて再び計画への協力を願ったが、実現は難しいという答えしか得られなかった。二人はあきらめず毎日新聞社の資金を得て調査のため1922年にアメリカに渡った。結局「アメリカ大陸横断駅伝」の話はそのまま頓挫した。その後、出口はコーネル大学からベルリン体育大学に学び、母校明治大学で教鞭をとることになった。しかし生田は渡米5年目の1927年メキシコのカンセンシコで事業をめぐるトラブルに巻き込まれて横死している。資料によっては「アメリカに渡った学生が殺害されたため、アメリカ横断駅伝の計画はついえた」という書き方がされていることがあるが、実際には計画は早々に頓挫しており、生田の死によって駅伝計画が中止されたわけではない。
別の説もある。箱根駅伝は、宿駅間を継走し文書や情報を伝達していた宿駅伝馬制（真ん中の２文字を略して「駅伝」）の飛脚（現在の郵便配達制度）をもとに、手紙に見立てた襷を、東京から東海道の宿駅があった鶴見（川崎宿）、戸塚（戸塚宿）、平塚（平塚宿）、小田原（小田原宿）で引継ぎ、箱根町郵便局（箱根関所）に届けて、東京に戻るまでの速さを競う大学対抗戦のイベントとして開催されたという説もある。第1回から第12回までの往路ゴール地点は箱根関所跡で、第13回から第44回までは箱根町郵便局がゴール地点だった。（第22回（箱根神社）を除く）その開催目的は、東海道の要衝として置かれていた箱根関所の明治維新による廃止(1869年)と、その情報通信の重要性から関所近くに建てられた箱根町郵便局（1871年日本で最初にできた特定郵便局）の開局50周年を記念すると同時に、寒さや雪で観光客が少なくなる冬の箱根に観光客を呼び込むためで、宿泊客を増やすために２日間に渡って開催されたという説がある。その企画は、当時の箱根町郵便局長と神奈川県議会議員・河野治平によってなされた。当時の箱根町郵便局長は、1917年に行われた「東海道駅伝徒歩競争」(日本で最初の駅伝競走。陸上競技では無く、宿駅伝馬制を基にしたイベント)に影響されて企画したといわれている。また河野治平は、政治家を目指す息子・河野一郎を駅伝で走らせることで息子の知名度を上げようと考えた。実際、河野一郎は選挙区がある小田原を４回走っている。そして始まった箱根駅伝だが、第1回大会・5区箱根の山中で、慶應義塾大学の二木選手（山岳部主将）が遭難して消息が全く不明になり、箱根町の青年団は松明を持って捜索し、小雪が降る寒さと暗闇の中、木にしがみつき泣きじゃくる選手を発見した。選手はパニック状態であり、「もう嫌だ！もう走りたくない！」と泣き叫び続け、木から離れようとしなかったため、青年団は選手をなんとか説得し落ち着かせ、ゴールまで伴走し事なきを得たという話が地元に残っている。時にマイナス10℃以下になる冬の箱根で、最悪の事態にならずに済んだが、この遭難により観光地箱根のイメージ悪化を懸念し、観光客を呼ぶという目的を公にすることが出来なくなり、代わりに運営実行役だった金栗四三により「長距離選手を育成する」という目的になったといわれている。現在では「長距離選手を育成する」という目的が定説になっている。当初はイベントだったためルールが曖昧で、人力車夫や陸上以外の他競技の選手が走ったこともあったが、「長距離選手を育成する」という目的になることで回数を重ねるごとに陸上競技性が強くなり、1953年NHKによるラジオ放送、1987年日本テレビが中継を開始するなど放送技術の進化もあり、細かいタイムを競い合う大会になった。ルールが厳格化し競技性が強くなる過程で、駅伝という言葉の意味が「宿駅伝馬制」（リレー形式での情報通信手段）から「陸上競技」（リレー形式での長距離走）に変化した。そしてその陸上競技の駅伝は、箱根駅伝を参考に全国で開催されるようになり、日本独自のスポーツとして定着した。
黎明期は現在のように開催期日が固定されていたわけではなかった。「学生の本分は勉強」という理由で、午前中に授業をした後で午後からスタートすることもあった。このためにレース途中で日没となり、中でも5区の選手が暗闇の中を走らなければならなかったが、実際には地元の青年団の団員が松明を持って伴走したために事なきを得た。
山登りの5区は当初はスタートとゴールしか決まっておらず、出場校は箱根山中をできるだけ近道をしようと思っていた。選手を心配した地元住民たちが松明を持って伴走するなど協力を得て近道をするチームはなく、全チームが無事に走り終える。しかし山登りのあまりの苦しさに、道端の木にしがみつき泣きじゃくる選手もいた。
1925年の第6回大会で、日本大学は選手の代わりにタスキをもらった人力車夫が走ったこともあり4人抜きを見せたが、翌年の出場を辞退した（人力車夫事件）。
勤労学生の出場で二重登録による失格処分になったり、ゴール直前で失神した選手を関係者がラインまで引きずり込んだにもかかわらず失格にならなかったりと失格に関する基準も曖昧だった。箱根駅伝関係の書籍に出場校の歴代全成績が掲載されているが、公式順位がついているものの実際には失格扱いになっている大学がいくつかある。かつての成績については資料によって若干の相違点が見受けられる。
第二次世界大戦前は学制の違いもあり、大学予科から大学本科まで入れると5回以上の出場が可能だった。大学専門部から予科を経て本科まで通い、最高で8回出場を果たした選手がいる。
第二次世界大戦前から終戦直後に掛けては学生数の絶対的な不足もあって、1チーム10人のメンバーを組むこと自体が困難だった。そのため、戦後すぐのころまでは他の種目の選手が起用されることは決して珍しいことではなかった。同じ陸上競技である短距離や跳躍、投擲選手が起用されたことはまだいい方で、ラグビーやスキーの選手が登場した例も多かったという。現在でも高校から陸上を始めた選手は多く見受けられ、第82回（2006年）・第83回（2007年）大会に出場した亜細亜大の岡田晃や第84回（2008年）・第85回（2009年）・第86回（2010年）に出場した大東文化大の清野篤のように大学から陸上競技を始めた選手もいる。1970年代ごろまでは実業団経由で入った選手も多かった。
モータリゼーション化で交通渋滞が増えてきたのが高度経済成長のころ。全国的な知名度はまだ低かったがコース沿線地域での人気は高かったため、コース周辺の交通渋滞に警察からも開催中止要請が出たこともあった。主催者側と警察側との折衝で15校制や繰り上げスタートなどのルール改正がなされたことにより、中止要請は出なくなり15校制は第78回（2002年）まで続いた。
1960年代から1970年代に体育系学部を擁する大学が台頭したが、この頃は学生運動の時期と重なり好成績にも影響しているとする説もある。

## 歴代成績・表彰
注：出場校数に学連選抜チームは含まない。
| 回次    | 西暦 / 和暦     | \| 日程 \| 往路 復路 \| | 総合優勝校        | 優勝回数       | 出場 校数 | 初出場校                                                          | 概要 |
| ------- | --------------- | ----------------------- | ----------------- | -------------- | --------- | ----------------------------------------------------------------- | --- |
| 第1回   | 1920年 大正09年 | 2月14日 2月15日         | 東京高等 師範学校 | 初優勝         | 4         | 慶應義塾大学 東京高等師範学校 （現:筑波大学） 明治大学 早稲田大学 | 4校が出場。 呼びかけられた多くの大学・旧制専門学校・師範学校は選手を10人そろえられず、参加を断念。 午前中は授業を行い午後にスタートしたため、ゴールしたときには夜になっていた。 |
| 第2回   | 1921年 大正10年 | 1月08日 1月09日         | 明治大学          | 初優勝         | 7         | 中央大学 東京農業大学 法政大学                                    | |
| 第3回   | 1922年 大正11年 | 1月07日 1月08日         | 早稲田大学        | 初優勝         | 10        | 東大農学部実科 （現:東京農工大学） 日本大学 日本歯科大学          | |
| 第4回   | 1923年 大正12年 | 1月06日 1月07日         | 早稲田大学        | 02年連続02度目 | 9         | -                                                                 | この回から夜間部在籍選手の出場が禁止される （人力車夫などが学籍を置いて出場するケースがあったため）。 |
| 第5回   | 1924年 大正13年 | 1月12日 1月13日         | 明治大学          | 03年ぶり02度目 | 9         | -                                                                 | |
| 第6回   | 1925年 大正14年 | 1月06日 1月07日         | 明治大学          | 02年連続03度目 | 10        | -                                                                 | 大会後、日本大学が3区の走者としてエントリー選手ではない選手を出したことが発覚、 順位成績取消は免れたものの、翌年の大会参加を辞退。 |
| 第7回   | 1926年 大正15年 | 1月09日 1月10日         | 中央大学          | 初優勝         | 7         | -                                                                 | |
| 第8回   | 1927年 昭和02年 | 4月09日 4月10日         | 早稲田大学        | 04年ぶり03度目 | 5         | -                                                                 | 大正天皇崩御の影響により4月開催。そのため参加校は5校のみとなった。 早稲田大学が初の完全制覇（総合、往路、復路の全部門で優勝）。 |
| 第9回   | 1928年 昭和03年 | 1月07日 1月08日         | 明治大学          | 03年ぶり04度目 | 10        | -                                                                 | 明治大学が初めて13時間台の総合成績を記録。 関西大学を特別招待。 |
| 第10回  | 1929年 昭和04年 | 1月05日 1月06日         | 明治大学          | 02年連続05度目 | 9         | -                                                                 | |
| 第11回  | 1930年 昭和05年 | 1月04日 1月05日         | 早稲田大学        | 03年ぶり04度目 | 9         | -                                                                 | 9区で日本大学が正規選手の走行不能により初の補欠による再走。 |
| 第12回  | 1931年 昭和06年 | 1月10日 1月11日         | 早稲田大学        | 02年連続05度目 | 10        | -                                                                 | 関西大学を特別招待。 |
| 第13回  | 1932年 昭和07年 | 1月09日 1月10日         | 慶應義塾大学      | 初優勝         | 9         | -                                                                 | 関西大学を特別招待。 1区で東京文理科大学、4区で明治大学がそれぞれ正規選手走行不能のため補欠による再走を実施。 |
| 第14回  | 1933年 昭和08年 | 1月07日 1月08日         | 早稲田大学        | 02年ぶり06度目 | 11        | 拓殖大学 東洋大学                                                 | 早稲田大学が初めて12時間台の総合成績を記録。 |
| 第15回  | 1934年 昭和09年 | 1月06日 1月07日         | 早稲田大学        | 02年連続07度目 | 13        | 専修大学 立教大学                                                 | |
| 第16回  | 1935年 昭和10年 | 1月05日 1月06日         | 日本大学          | 初優勝         | 13        | -                                                                 | 日本大学が完全優勝。 |
| 第17回  | 1936年 昭和11年 | 1月04日 1月05日         | 日本大学          | 02年連続02度目 | 14        | 横浜専門学校 （現:神奈川大学）                                    | 日本大学が2年連続完全優勝。 |
| 第18回  | 1937年 昭和12年 | 1月09日 1月10日         | 日本大学          | 03年連続03度目 | 14        | -                                                                 | 日本大学が完全優勝で3連覇を達成し、当時の大会規約により優勝旗が授与された。 その後大戦による混乱で紛失し、竿だけが大学内に保管されている。 |
| 第19回  | 1938年 昭和13年 | 1月08日 1月09日         | 日本大学          | 04年連続04度目 | 12        | -                                                                 | 戦前唯一の4連覇。 2着の明治大学が6区の走者の資格疑義（夜間部に在籍する学生で二重登録に該当）により失格、以下順位が繰り上がる。 |
| 第20回  | 1939年 昭和14年 | 1月07日 1月08日         | 専修大学          | 初優勝         | 10        | -                                                                 | |
| 第21回  | 1940年 昭和15年 | 1月06日 1月07日         | 日本大学          | 02年ぶり05度目 | 10        | -                                                                 | |
| -       | 1941年 昭和16年 | -                       | -                 | -              | -         | -                                                                 | 第二次世界大戦の激化により東海道・箱根路の使用が禁止され大会中止。 代替駅伝として明治神宮水泳場前-青梅熊野神社間往復駅伝を1月と11月に実施 （歴代大会には含めない）。 |
| -       | 1942年 昭和17年 | -                       | -                 | -              | -         | -                                                                 | 戦時命令により日本学連が解体する。 |
| 第22回  | 1943年 昭和18年 | 1月05日 1月06日         | 日本大学          | 02期連続06度目 | 11        | 青山学院 （現:青山学院大学）                                      | 戦時中により従来の東京-箱根間大学駅伝に代わり 靖国神社・箱根神社間往復関東学徒鍛錬継走大会を第22回大会として実施。 |
| -       | 1944年 昭和19年 | -                       | -                 | -              | -         | -                                                                 | 戦況激化・終戦後の混乱により再び中断。 |
| -       | 1945年 昭和20年 | -                       | -                 | -              | -         | -                                                                 | 戦況激化・終戦後の混乱により再び中断。 |
| -       | 1946年 昭和21年 | -                       | -                 | -              | -         | -                                                                 | 戦況激化・終戦後の混乱により再び中断。 |
| 第23回  | 1947年 昭和22年 | 1月04日 1月05日         | 明治大学          | 18年ぶり06度目 | 10        | 神奈川師範学校 （現:横浜国立大学）                                | 駅伝大会を復活。 初めての予選会（第1回関東大学高専10マイル）を前年12月に実施。 読売新聞社が共催に入るが、「学生の大会を私企業が催すことは好ましくない」と GHQからの指導があり、後援となる。 |
| 第24回  | 1948年 昭和23年 | 1月06日 1月07日         | 中央大学          | 22年ぶり02度目 | 12        | -                                                                 | この年の大会からスタート・ゴールを当時の銀座の読売新聞社前（現在のプランタン銀座）とする。 |
| 第25回  | 1949年 昭和24年 | 1月05日 1月06日         | 明治大学          | 02年ぶり07度目 | 12        | 日本体育専門学校 （現:日本体育大学）                              | 神奈川師範学校（現:横浜国立大学）が大会史上初の途中棄権〈3区〉。 報知新聞社が後援につく。 |
| 第26回  | 1950年 昭和25年 | 1月05日 1月06日         | 中央大学          | 02年ぶり03度目 | 14        | -                                                                 | 前年4月に新制大学が発足し、参加チームも再編の影響をうけ新しい校名で参加 （神奈川師範学校→横浜国立大学、文理科大学・東京体育専門学校→東京教育大学、 日本体育専門学校→日本体育大学、横浜専門学校→神奈川大学）。早稲田大学篠田正浩が出場。 |
| 第27回  | 1951年 昭和26年 | 1月05日 1月06日         | 中央大学          | 02年連続04度目 | 11        | -                                                                 | 駅伝有害論の影響により慶應義塾大学が大会参加を取りやめを決定 （不参加に因る選手数の影響もあり、慶應義塾大学は以後約10年間出場せず）。 東京農業大学が復路で失格。 |
| 第28回  | 1952年 昭和27年 | 1月06日 1月07日         | 早稲田大学        | 18年ぶり08度目 | 14        | 成蹊大学                                                          | |
| 第29回  | 1953年 昭和28年 | 1月04日 1月05日         | 中央大学          | 02年ぶり05度目 | 14        | -                                                                 | NHKラジオによる全国放送を開始。 3区で日本体育大学、8区で法政大学がそれぞれ正規選手走行不能のため補欠による再走を実施。 |
| 第30回  | 1954年 昭和29年 | 1月06日 1月07日         | 早稲田大学        | 02年ぶり09度目 | 15        | 横浜市立大学                                                      | |
| 第31回  | 1955年 昭和30年 | 1月02日 1月03日         | 中央大学          | 02年ぶり06度目 | 15        | -                                                                 | 交通事情を考慮し大会日程を1月2日及び3日に変更。 |
| 第32回  | 1956年 昭和31年 | 1月02日 1月03日         | 中央大学          | 02年連続07度目 | 15        | 東京学芸大学                                                      | 前年11月の予選会で初めて下位成績の4校が予選会落選。予選上位15校が本大会に出場。 |
| 第33回  | 1957年 昭和32年 | 1月02日 1月03日         | 日本大学          | 14年ぶり07度目 | 15        | 国士舘大学                                                        | 第33回大会からシード権制度を初めて適用。前回大会の上位10校を予選会を免除して参加可能とする。 順天堂大学が本大会でチーム編成が不能となったため、神奈川大学が繰り上がりで出場。 |
| 第34回  | 1958年 昭和33年 | 1月02日 1月03日         | 日本大学          | 02年連続08度目 | 15        | 順天堂大学                                                        | 横浜市立大学が途中棄権〈9区〉。 |
| 第35回  | 1959年 昭和34年 | 1月02日 1月03日         | 中央大学          | 03年ぶり08度目 | 16        | 埼玉大学                                                          | 予選会5位が神奈川大学、6位が埼玉大学であったが後に計算ミスが発覚し 順位が入れ替わる事態となった為、特例で両校の出場が認められる。 この大会のみ16校が出場。 |
| 第36回  | 1960年 昭和35年 | 1月02日 1月03日         | 中央大学          | 02年連続09度目 | 15        | -                                                                 | 中央大学が初めて11時間台の総合成績を記録。 |
| 第37回  | 1961年 昭和36年 | 1月02日 1月03日         | 中央大学          | 03年連続10度目 | 15        | 防衛大学校                                                        | |
| 第38回  | 1962年 昭和37年 | 1月02日 1月03日         | 中央大学          | 04年連続11度目 | 15        | -                                                                 | |
| 第39回  | 1963年 昭和38年 | 1月02日 1月03日         | 中央大学          | 05年連続12度目 | 15        | -                                                                 | 中央大学が初の5連覇達成。 |
| 第40回  | 1964年 昭和39年 | 1月02日 1月03日         | 中央大学          | 06年連続13度目 | 17        | -                                                                 | 最終10区で追う中大若松軍蔵が日大高野俊雄を青物横丁で遂に捉え、中央大学が初の6連覇達成。 第40回を記念して立命館大学と福岡大学を招待（オープン参加）し全17校にて実施。福岡大学の重松森雄が2区区間賞相当（参考記録）の走りを見せた。 |
| 第41回  | 1965年 昭和40年 | 1月02日 1月03日         | 日本大学          | 07年ぶり09度目 | 15        | -                                                                 | |
| 第42回  | 1966年 昭和41年 | 1月02日 1月03日         | 順天堂大学        | 初優勝         | 15        | -                                                                 | 復路スタートを全校一斉スタートに変更。 予選会会場を千葉市の検見川ロードレースコースに変更。 |
| 第43回  | 1967年 昭和42年 | 1月02日 1月03日         | 日本大学          | 02年ぶり10度目 | 15        | 亜細亜大学 駒澤大学                                               | |
| 第44回  | 1968年 昭和43年 | 1月02日 1月03日         | 日本大学          | 02年連続11度目 | 15        | 大東文化大学                                                      | |
| 第45回  | 1969年 昭和44年 | 1月02日 1月03日         | 日本体育大学      | 初優勝         | 15        | -                                                                 | 日本体育大学が初優勝。 |
| 第46回  | 1970年 昭和45年 | 1月02日 1月03日         | 日本体育大学      | 02年連続02度目 | 15        | -                                                                 | |
| 第47回  | 1971年 昭和46年 | 1月02日 1月03日         | 日本体育大学      | 03年連続03度目 | 15        | -                                                                 | シード権枠を9校に変更。 |
| 第48回  | 1972年 昭和47年 | 1月02日 1月03日         | 日本体育大学      | 04年連続04度目 | 15        | -                                                                 | 予選会会場を八王子市内の富士森競技場付属コースに変更。 |
| 第49回  | 1973年 昭和48年 | 1月02日 1月03日         | 日本体育大学      | 05年連続05度目 | 15        | 東海大学                                                          | 日本体育大学が5連覇を達成。 自衛隊車両が大会関係車両として登場。 この回のみ、NHKは後述の理由でラジオ中継を中止している。 |
| 第50回  | 1974年 昭和49年 | 1月02日 1月03日         | 日本大学          | 06年ぶり12度目 | 20        | -                                                                 | 第50回を記念して全20校で実施。過去の全優勝校を参加させるためにシード9校以外で 過去に優勝した5校を招待参加とし、残り枠6を予選通過校とした。 |
| 第51回  | 1975年 昭和50年 | 1月02日 1月03日         | 大東文化大学      | 初優勝         | 15        | -                                                                 | |
| 第52回  | 1976年 昭和51年 | 1月02日 1月03日         | 大東文化大学      | 02年連続02度目 | 15        | -                                                                 | 復路スタートで上位数チームを時差スタートに変更。 青山学院大学が途中棄権〈10区、ゴール前150m地点での棄権〉。 |
| 第53回  | 1977年 昭和52年 | 1月02日 1月03日         | 日本体育大学      | 04年ぶり06度目 | 15        | -                                                                 | 1区から一度も首位を譲らず完全優勝。 |
| 第54回  | 1978年 昭和53年 | 1月02日 1月03日         | 日本体育大学      | 02年連続07度目 | 15        | -                                                                 | 予選会会場を大井埠頭周回コースに変更。 |
| 第55回  | 1979年 昭和54年 | 1月02日 1月03日         | 順天堂大学        | 13年ぶり02度目 | 15        | -                                                                 | 東京12チャンネルが初めてテレビ中継を行う（ダイジェスト版で、最後のゴールのみ生放送）。 |
| 第56回  | 1980年 昭和55年 | 1月02日 1月03日         | 日本体育大学      | 02年ぶり08度目 | 15        | -                                                                 | 当年のモスクワ五輪有力選手であった早稲田大学・瀬古利彦を取り上げる目的で、2区終盤の約3分間をNHKテレビの全国多元リレー番組「日本の新春」内で中継。中央大学が7区と8区の走者の区間エントリーミスにより、 7・8区の区間記録、復路及び総合の順位、記録が無効となる。 |
| 第57回  | 1981年 昭和56年 | 1月02日 1月03日         | 順天堂大学        | 02年ぶり03度目 | 15        | -                                                                 | |
| 第58回  | 1982年 昭和57年 | 1月02日 1月03日         | 順天堂大学        | 02年連続04度目 | 15        | -                                                                 | |
| 第59回  | 1983年 昭和58年 | 1月02日 1月03日         | 日本体育大学      | 03年ぶり09度目 | 15        | -                                                                 | 2区・9区のコースが変更。 |
| 第60回  | 1984年 昭和59年 | 1月02日 1月03日         | 早稲田大学        | 30年ぶり10度目 | 20        | 東京大学                                                          | 第60回を記念して全20校で実施。 本大会では過去の優勝校を無条件で参加させるのではなく、制限タイムつきでの予選会突破を 義務付けたが、対象3校（中央・慶應・明治）はいずれも予選会を突破。 小田原中継所(往路)の位置が変更。 |
| 第61回  | 1985年 昭和60年 | 1月02日 1月03日         | 早稲田大学        | 02年連続11度目 | 15        | -                                                                 | |
| 第62回  | 1986年 昭和61年 | 1月02日 1月03日         | 順天堂大学        | 04年ぶり05度目 | 15        | -                                                                 | 小田原中継所(復路)の位置が変更。 |
| 第63回  | 1987年 昭和62年 | 1月02日 1月03日         | 順天堂大学        | 02年連続06度目 | 15        | 山梨学院大学                                                      | 日本テレビによる生中継放送が開始。 日本テレビが後援、サッポロビールが協賛につく。 最終10区で順天堂大学の工藤康弘が、突然飛び出してきた男性との接触により転倒。 |
| 第64回  | 1988年 昭和63年 | 1月02日 1月03日         | 順天堂大学        | 03年連続07度目 | 15        | -                                                                 | |
| 第65回  | 1989年 昭和64年 | 1月02日 1月03日         | 順天堂大学        | 04年連続08度目 | 15        | -                                                                 | 留学生選手が初めて登場。 |
| 第66回  | 1990年 平成02年 | 1月02日 1月03日         | 大東文化大学      | 14年ぶり03度目 | 15        | -                                                                 | 伴走車（監督車）が交通事情により廃止。 |
| 第67回  | 1991年 平成03年 | 1月02日 1月03日         | 大東文化大学      | 02年連続04度目 | 15        | -                                                                 | 大東文化大学が、出雲駅伝、全日本大学駅伝と合わせて史上初の大学駅伝三冠達成。 |
| 第68回  | 1992年 平成04年 | 1月02日 1月03日         | 山梨学院大学      | 初優勝         | 15        | -                                                                 | |
| 第69回  | 1993年 平成05年 | 1月02日 1月03日         | 早稲田大学        | 08年ぶり12度目 | 15        | -                                                                 | |
| 第70回  | 1994年 平成06年 | 1月02日 1月03日         | 山梨学院大学      | 02年ぶり02度目 | 20        | 関東学院大学 中央学院大学                                         | 山梨学院大学が初めて総合成績10時間台を記録。 第70回を記念して例年より5校多い11校を予選通過とし20校にて実施。 特例として慶應義塾大学、筑波大学が出場。 |
| 第71回  | 1995年 平成07年 | 1月02日 1月03日         | 山梨学院大学      | 02年連続03度目 | 15        | -                                                                 | 順天堂大学が途中棄権（10区）。 |
| 第72回  | 1996年 平成08年 | 1月02日 1月03日         | 中央大学          | 32年ぶり14度目 | 15        | -                                                                 | 史上初の2校（神奈川大学〈4区〉、山梨学院大学〈4区〉）途中棄権。 |
| 第73回  | 1997年 平成09年 | 1月02日 1月03日         | 神奈川大学        | 初優勝         | 15        | -                                                                 | 前年途中棄権からの優勝、予選会突破からの優勝は初めて。 監督会議にて給水の必要性が議論され、以後14キロ過ぎに給水ポイントを設置することが決まる。 |
| 第74回  | 1998年 平成10年 | 1月02日 1月03日         | 神奈川大学        | 02年連続02度目 | 15        | 帝京大学                                                          | |
| 第75回  | 1999年 平成11年 | 1月02日 1月03日         | 順天堂大学        | 10年ぶり09度目 | 15        | -                                                                 | 10区のコースを日本橋経由に変更。 |
| 第76回  | 2000年 平成12年 | 1月02日 1月03日         | 駒澤大学          | 初優勝         | 15        | -                                                                 | 5区と6区のコースが一部変更。元の東海道を通るコースになる。 |
| 第77回  | 2001年 平成13年 | 1月02日 1月03日         | 順天堂大学        | 02年ぶり10度目 | 15        | 國學院大學 平成国際大学                                           | 順天堂大学が史上2校目の大学駅伝三冠達成。 東海大学が途中棄権〈2区〉。 予選会会場を国営昭和記念公園に変更。 |
| 第78回  | 2002年 平成14年 | 1月02日 1月03日         | 駒澤大学          | 02年ぶり02度目 | 15        | -                                                                 | 法政大学が途中棄権（2区。スタートから最短地点(2014年現在)での途中棄権）。 |
| 第79回  | 2003年 平成15年 | 1月02日 1月03日         | 駒澤大学          | 02年連続03度目 | 19        | -                                                                 | 前年度成績上位校によるシード枠を10校、予選会からの出場枠を9校に増加、 さらにオープン参加として関東学連選抜チームを加えて20チームとする。 エントリー人数が16人に拡大。運営管理車の導入など大幅な変更。 |
| 第80回  | 2004年 平成16年 | 1月02日 1月03日         | 駒澤大学          | 03年連続04度目 | 19        | 城西大学                                                          | 第80回を記念して同年のみ関東学連選抜に代わり、日本学連選抜がオープン参加した。 この大会から、最も優秀な記録を出した選手に最優秀選手賞として、金栗四三杯が授与される。 この大会で陸上自衛隊第1師団からの車両・要員支援が終了。 読売新聞社が共催に復帰。 箱根町の要望により第80回を記念し、予選会をこの回限定として芦ノ湖畔コースで実施。 年末にかけてシンポジウムやトークショーなどの記念行事が行われた。                             |
| 第81回  | 2005年 平成17年 | 1月02日 1月03日         | 駒澤大学          | 04年連続05度目 | 19        | -                                                                 | 距離を再計測し、全区間の距離表示を変更（ルート自体は変更せず）。 表彰式を東京ドームホテルで公開して開催。 箱根駅伝ミュージアムが往路ゴール脇に完成。 予選会での外国人枠は2人までに限定（実際に走るのは1人のみ）。 駒澤大学が平成初の4連覇を達成。 予選会のコースが陸上自衛隊立川駐屯地→立川市街地→国営昭和記念公園のルートに変更された。                                                                                             |
| 第82回  | 2006年 平成18年 | 1月02日 1月03日         | 亜細亜大学        | 初優勝         | 19        | -                                                                 | 中距離及びマラソンランナーの育成を目的として往路の小田原中継所を東京寄りの位置に変更。 4区が20kmを切る最短区間（18.5km）、5区が2区や9区を上回る最長区間（23.4km）になる。 |
| 第83回  | 2007年 平成19年 | 1月02日 1月03日         | 順天堂大学        | 06年ぶり11度目 | 19        | -                                                                 | 関東学連選抜が正式参加となる。 |
| 第84回  | 2008年 平成20年 | 1月02日 1月03日         | 駒澤大学          | 03年ぶり06度目 | 19        | -                                                                 | 史上初の3校（順天堂大学〈5区〉、大東文化大学〈9区〉、東海大学〈10区〉）途中棄権。 関東学連選抜が4位に入り、シード枠を1校分減らしたため、次年度の予選会枠が1つ増えた。 |
| 第85回  | 2009年 平成21年 | 1月02日 1月03日         | 東洋大学          | 初優勝         | 22        | 上武大学                                                          | 第85回を記念して全23チームで実施。シード校9校と選抜チーム以外の13校を予選会で選考。 青山学院大学が33年ぶりの出場。 城西大学が途中棄権〈8区〉。 関東学連選抜が9位に入ったほか、3位の日本体育大学が跳躍選手の 不祥事（大麻使用歴及び偽札製作）によりシード権が剥奪されたため、次年度の予選会枠が2つ増えた。 |
| 第86回  | 2010年 平成22年 | 1月02日 1月03日         | 東洋大学          | 02年連続02度目 | 19        | -                                                                 | |
| 第87回  | 2011年 平成23年 | 1月02日 1月03日         | 早稲田大学        | 18年ぶり13度目 | 19        | -                                                                 | 早稲田大学が史上3校目の大学駅伝三冠達成。 史上2回目、当時においてコース初の総合成績10時間台を記録。 |
| 第88回  | 2012年 平成24年 | 1月02日 1月03日         | 東洋大学          | 02年ぶり03度目 | 19        | -                                                                 | 東洋大学が完全優勝。 往路成績、復路成績、総合成績の全部門で記録更新。 日本テレビが特別後援となる。 |
| 第89回  | 2013年 平成25年 | 1月02日 1月03日         | 日本体育大学      | 30年ぶり10度目 | 19        | -                                                                 | 城西大学〈5区〉、中央大学〈5区〉が途中棄権。 |
| 第90回  | 2014年 平成26年 | 1月02日 1月03日         | 東洋大学          | 02年ぶり04度目 | 23        | -                                                                 | 第90回大会を記念して、シード校10校と予選会を通過した13校の最多23校で実施。 関東学連選抜は今大会のみ編成せず。 東洋大学が完全優勝。復路成績で記録更新。 山梨学院大学が途中棄権〈2区〉。 予選会でのインカレポイント制度廃止。 |
| 第91回  | 2015年 平成27年 | 1月02日 1月03日         | 青山学院大学      | 初優勝         | 20        | 創価大学                                                          | 関東学連選抜が関東学生連合に名称変更し、オープン参加となる。 函嶺洞門が通行禁止になったため函嶺バイパスにコース変更、 それまでの第5区・第6区の区間記録、往路・復路・総合記録は参考記録とされた。 競走路の再計測に伴い、第1区、第2区、第3区、第8区、第9区、第10区の距離表示が変更された。 青山学院大学が完全優勝。 |
| 第92回  | 2016年 平成28年 | 1月02日 1月03日         | 青山学院大学      | 02年連続02度目 | 20        | 東京国際大学                                                      | 青山学院大学が1区から一度も首位を譲らず完全優勝（39年ぶり）。 |
| 第93回  | 2017年 平成29年 | 1月02日 1月03日         | 青山学院大学      | 03年連続03度目 | 20        | -                                                                 | 総合成績による第5区の貢献度が大きすぎる等の理由により 往路の小田原中継所を箱根寄りの位置に変更。 4区が20.9km、5区が20.8kmになる。 それまでの第4区・第5区の区間記録、往路・総合記録は参考記録とされた。 青山学院大学が完全優勝で3連覇（80年ぶり）、史上4校目の大学駅伝三冠達成。 完全優勝をしての三冠は史上初。 中央大学が予選会11位で敗退。連続出場記録が87で途切れた。                                                              |
| 第94回  | 2018年 平成30年 | 1月02日 1月03日         | 青山学院大学      | 04年連続04度目 | 20        | -                                                                 | 青山学院大学が史上6校目の4連覇。初優勝からの4連覇は史上3校目（56年ぶり）。 現コース初の総合成績10時間台を記録。 |
| 第95回  | 2019年 平成31年 | 1月02日 1月03日         | 東海大学          | 初優勝         | 22        | -                                                                 | 第95回を記念して全22チームで実施。シード校10校と選抜チーム以外の11校を予選会で選考。 日本大学は関東インカレ成績枠として出場。 |
| 第96回  | 2020年 令和02年 | 1月02日 1月03日         | 青山学院大学      | 02年ぶり05度目 | 20        | -                                                                 | 7区間で13選手が区間新記録を樹立。 東京国際大学（総合5位）と創価大学（総合9位）がシード権を獲得。 |
| 第97回  | 2021年 令和03年 | 1月02日 1月03日         | 駒澤大学          | 13年ぶり07度目 | 20        | -                                                                 | 新型コロナウイルス感染拡大防止の為、沿道応援の自粛を要請。 前回大会でシード権を獲得した創価大学が史上19校目の往路優勝・総合2位と大躍進。 |
| 第98回  | 2022年 令和04年 | 1月02日 1月03日         | 青山学院大学      | 02年ぶり06度目 | 20        | 駿河台大学                                                        | 新型コロナウイルス感染拡大防止の為、前回大会に続き沿道応援の自粛を要請。 大会最多優勝の中央大学が10年振りにシード権を獲得し、古豪復活を印象付ける。 青山学院大学が復路記録・大会記録を更新した。 |
| 第99回  | 2023年 令和05年 | 1月02日 1月03日         | 駒澤大学          | 02年ぶり08度目 | 20        | -                                                                 | 3年ぶりに沿道での応援が解禁された。観戦者は91万人。 立教大学が史上最長となる55年ぶりの出場。襷を繰り上げスタートで途切れることなく最後まで繋いだ。 関東学生連合の1区・育英大学のランナーがスタート直後、飛び出して話題となる。 駒澤大学が史上5校目の大学駅伝三冠達成。3月に勇退が決まっていた28年駒澤一筋の大八木弘明監督が有終の美を飾った。 前回大会に10年振りのシード権を獲得した中央大学は更に躍進し準優勝、完全復活を果たした。 |
| 第100回 | 2024年 令和06年 | 1月02日 1月03日         | 青山学院大学      | 02年ぶり07度目 | 23        | -                                                                 | 第100回大会を記念して、シード校10校と予選会を通過した13校の23校で実施。 関東学生連合は今大会では編成されず。 史上最多タイとなる16校が復路一斉スタート。 青山学院大学が完全優勝。往路成績、総合成績で記録更新。 |
| 第101回 | 2025年 令和07年 | 1月02日 1月03日         | 青山学院大学      | 02年連続08度目 | 20        | -                                                                 | 青山学院大学が総合成績を更新。 復路成績も更新したものの、駒澤大学がそれを上回り完全優勝とはならなかった。 |
| 日程    | 往路 復路       |                         |                   |                |           |                                                                   | |

歴代出場校順位成績
歴代本戦出場校一覧
表彰
以下のような表彰がある。
- 総合優勝校には、賞状、優勝カップ、金メダル、優勝旗などを授与（内規第24条第1項）[3]。優勝校監督には記念品を授与（内規第24条第6項）[3]。
- 準優勝校、3位校には、賞状、カップ、メダルを授与。
- 総合1位から10位までのチームを入賞として賞状とトロフィーを授与（内規第24条第2項）[3]。第78回（2002年）までは入賞は8位までとされていた。
- 往路優勝校、復路優勝校には賞状とトロフィーと副賞を授与（内規第24条第3項）[3]。往路優勝校に関しては往路ゴール後に箱根町から提供される地元の名産寄木細工のトロフィー（箱根町長杯）が第73回（1997年）より授与されている。
- 区間賞者（各区間1位の者）には賞状とトロフィーを授与（内規第24条第4項）[3]。
- 最優秀選手には金栗四三杯が授与される（内規第24条第5項）[3]。「日本マラソンの父」と評された金栗四三の功績を讃えるため、第80回（2004年）に新設された最優秀選手賞[87]。最も優秀な記録を出した選手に授与される。金栗四三杯の名称は富士登山駅伝でも用いられておりこちらの方が先に命名されている。山登りの5区を中心に往路から選出されることが多い。復路からの授与者は第84回（2008年）の篠藤淳（中央学院大学）、第90回（2014年）の大津顕杜（東洋大学）、第93回（2017年）の秋山清仁（日本体育大学）、第94回（2018年）の林奎介（青山学院大学）、第95回（2019年）の小松陽平（東海大学）、第98回の中村唯翔（青山学院大学）、第101回の野村昭夢（青山学院大学）の7名である。現在のところ3区（戸塚 ⇒ 平塚間）からの選出はない。

| 回数    | 受賞者                         | 所属大学                  | 学年 | 成績           | 備考 |
| ------- | ------------------------------ | ------------------------- | ---- | -------------- | --- |
| 第80回  | 鐘ヶ江幸治                     | 日本学連選抜 （筑波大学） | 4年  | 5区 区間賞     | 学連選抜初の区間賞。 |
| 第81回  | 今井正人                       | 順天堂大学                | 2年  | 5区 区間新記録 | 区間記録を2分以上更新。11人抜き。 |
| 第82回  | 今井正人 (2度目)               | 順天堂大学 (2度目)        | 3年  | 5区 区間賞     | 距離が延長された新5区で初・自身は2年連続の区間賞。2分26秒差を逆転し5人抜きで往路優勝。                                                                    |
| 第83回  | 佐藤悠基                       | 東海大学                  | 2年  | 1区 区間新記録 | 13年ぶりに1区の区間記録を更新。2位に4分1秒差をつける。 |
| 第83回  | 今井正人 (3度目)               | 順天堂大学 (3度目)        | 4年  | 5区 区間新記録 | 1位との差4分9秒を逆転し4人抜きで往路優勝。自らの持つ区間記録を25秒更新し3年連続の区間賞。                                                                 |
| 第84回  | 篠藤淳                         | 中央学院大学              | 4年  | 9区 区間新記録 | 復路から初の選出。中央学院大学初の区間新記録。中央学院大学史上最高位となる総合3位躍進に貢献した。                                                         |
| 第85回  | 柏原竜二                       | 東洋大学                  | 1年  | 5区 区間新記録 | 1位との差4分58秒を逆転し8人抜きで往路優勝。区間記録を47秒更新。                                                                                           |
| 第86回  | 柏原竜二 (2度目)               | 東洋大学 (2度目)          | 2年  | 5区 区間新記録 | 1位との差4分26秒を逆転し6人抜きで往路優勝。自らの持つ区間記録を10秒更新し2年連続の区間賞。                                                                |
| 第87回  | 村澤明伸                       | 東海大学 (2度目)          | 2年  | 2区 区間賞     | 2区歴代5位のタイムで最下位から2分31秒差で先行する3位までの17人をごぼう抜き。チームの往路3位、総合4位に貢献。                                              |
| 第88回  | 柏原竜二 (3度目)               | 東洋大学 (3度目)          | 4年  | 5区 区間新記録 | 自らの持つ区間記録を29秒更新し史上2人目4年連続同一区間賞。往路記録の5分5秒更新、更に大会総合記録の8分15秒更新にそれぞれ貢献した。                         |
| 第89回  | 服部翔大                       | 日本体育大学              | 3年  | 5区 区間賞     | 風速18m/sの強風の中で1時間20分35秒を記録。日本体育大学30年ぶりの総合優勝に大きく貢献した。                                                                |
| 第90回  | 大津顕杜                       | 東洋大学 (4度目)          | 4年  | 10区 区間賞    | 10区歴代3位の記録で盤石な総合優勝し、大会復路記録更新にも貢献した。                                                                                       |
| 第91回  | 神野大地                       | 青山学院大学              | 3年  | 5区 区間賞     | 5区の歴代記録（コース変更により参考記録扱い）を上回る区間記録で大学初の総合優勝に大きく貢献した。                                                         |
| 第92回  | 久保田和真                     | 青山学院大学 (2度目)      | 4年  | 1区 区間賞     | 39年ぶり12度目となる「全区間首位」での総合優勝の端緒となり、大学2連覇に大きく貢献した。                                                                   |
| 第93回  | 秋山清仁                       | 日本体育大学 (2度目)      | 4年  | 6区 区間新記録 | 自らの持つ区間記録を8秒更新。チームの総合7位に貢献した。                                                                                                  |
| 第94回  | 林奎介                         | 青山学院大学 (3度目)      | 3年  | 7区 区間新記録 | 設楽悠太が持っていた区間記録を17秒更新。大学4連覇に大きく貢献した。                                                                                       |
| 第95回  | 小松陽平                       | 東海大学 (3度目)          | 3年  | 8区 区間新記録 | 古田哲弘が持っていた区間記録を16秒更新。大学初となる総合優勝に大きく貢献した。                                                                            |
| 第96回  | 相澤晃                         | 東洋大学 (5度目)          | 4年  | 2区 区間新記録 | メクボ・ジョブ・モグスが持っていた区間記録を7秒更新。 |
| 第97回  | イェゴン・ヴィンセント         | 東京国際大学              | 2年  | 2区 区間新記録 | 相澤晃が持っていた区間記録を8秒更新。外国人留学生初の受賞。                                                                                               |
| 第98回  | 吉居大和                       | 中央大学                  | 2年  | 1区 区間新記録 | 佐藤悠基が持っていた区間記録を26秒更新。チームの10年ぶりシード権獲得に貢献した。                                                                          |
| 第98回  | 中村唯翔                       | 青山学院大学 (4度目)      | 3年  | 9区 区間新記録 | 篠藤淳が持っていた区間記録を46秒更新。復路新記録及び大会新記録に大きく貢献した。                                                                          |
| 第99回  | イェゴン・ヴィンセント (2度目) | 東京国際大学 (2度目)      | 4年  | 4区 区間新記録 | 吉田祐也が持っていた区間記録を30秒更新。異なる3つの区間で区間記録を更新した。シードを逃した大学の選手が金栗四三杯を獲得するのは初めて（学連選抜を除く）。 |
| 第100回 | 山本唯翔                       | 城西大学                  | 4年  | 5区 区間新記録 | 自らの持つ区間記録を50秒更新。城西大学史上最高位となる総合3位躍進に貢献した。                                                                             |
| 第101回 | 野村昭夢                       | 青山学院大学 (5度目)      | 4年  | 6区 区間新記録 | 館澤亨次が持っていた区間記録を30秒更新。復路新及び大会新記録に大きく貢献した。(復路優勝は駒澤大学)また、野村は今回より新設されたMVPの初代受賞者となった。 |

往路優勝の表彰は往路終了後に芦ノ湖の往路ゴール地点で実施。その他の賞（優勝校・入賞校・区間賞・金栗四三杯等）は3日の大会終了後によみうり大手町ホールで行われる閉会式で行われる。

## 大会運営

### 本大会

#### 現在
- 主催 - 関東学生陸上競技連盟[53]
- 共催 - 読売新聞社[53]
- 特別後援 - 日本テレビ放送網[53]
- 後援 - 報知新聞社[53]
- 特別協賛 - サッポロホールディングス[88]
  - 第63回（1987年） - 第79回（2003年）[89]：サッポロビール（旧法人、現在：サッポロホールディングス）。
  - 第80回（2004年） - 第93回（2017年）：サッポロビール（新法人）[注 15]

- 協賛 - トヨタ自動車[53]、ミズノ[53]、セコム[注 16]、（第93回以降）敷島製パン（Pasco）[53][注 17]
- 運営協力 - 東京陸上競技協会[53]、神奈川陸上競技協会[53]、名橋日本橋保存会[53]、箱根町[53]、陸上競技社[53]
- 警察 - 選手の先導及び安全確保任務のため選抜された白バイ隊員は、このために事前に特別訓練を行なって本番に臨んでいる。
  - 警視庁第一方面交通機動隊：大手町 - 六郷橋（先導担当は各方面隊から特に選抜された隊員が担当）
    - 第88回（2012年）の10区では、かつて箱根を走った日大陸上部OB（第九方面隊所属、1年次に7区で区間賞、4年次に主将を務め総合4位に貢献）が先導を担当するというエピソードが生まれた[90]。

  - 神奈川県警察（先導担当隊員は全国白バイ安全運転競技大会にて優勝など優秀な成績を収めた隊員が選抜される[91]）
    - 六郷橋 - 遊行寺坂付近[92]：第一交通機動隊
    - 遊行寺坂付近 - 芦ノ湖：第二交通機動隊
- その他協力
  - ウェザーニューズ - 気象面で運営をバックアップしている。具体的には、各中継地点で、気象情報を収集し、日本テレビに報告、大会運営や実況中継コメントなどで活用されている。第86回（2010年）からはテレビ中継の各中継地点の気象情報表示時に「気象情報 ウェザーニューズ」のクレジットが表示されている。
  - 医師 - 順天堂大学OB[93]

#### 過去
- アシックス（第39回（1963年） - 第70回（1994年））
- 日産自動車（第63回（1987年） - 第68回（1992年））
- マツダ（第69回（1993年））
- 三菱自動車工業（第70回（1994年） - 第79回（2003年））
- 本田技研工業（第80回（2004年） - 第86回（2010年））

#### 運営車両の変遷
運営車両は以下の編成
- 大会会長車：審判長が乗車
- 大会本部車：審判員が乗車
- 技術総務車：走路の安全確認
- 広報車：選手の接近を告知

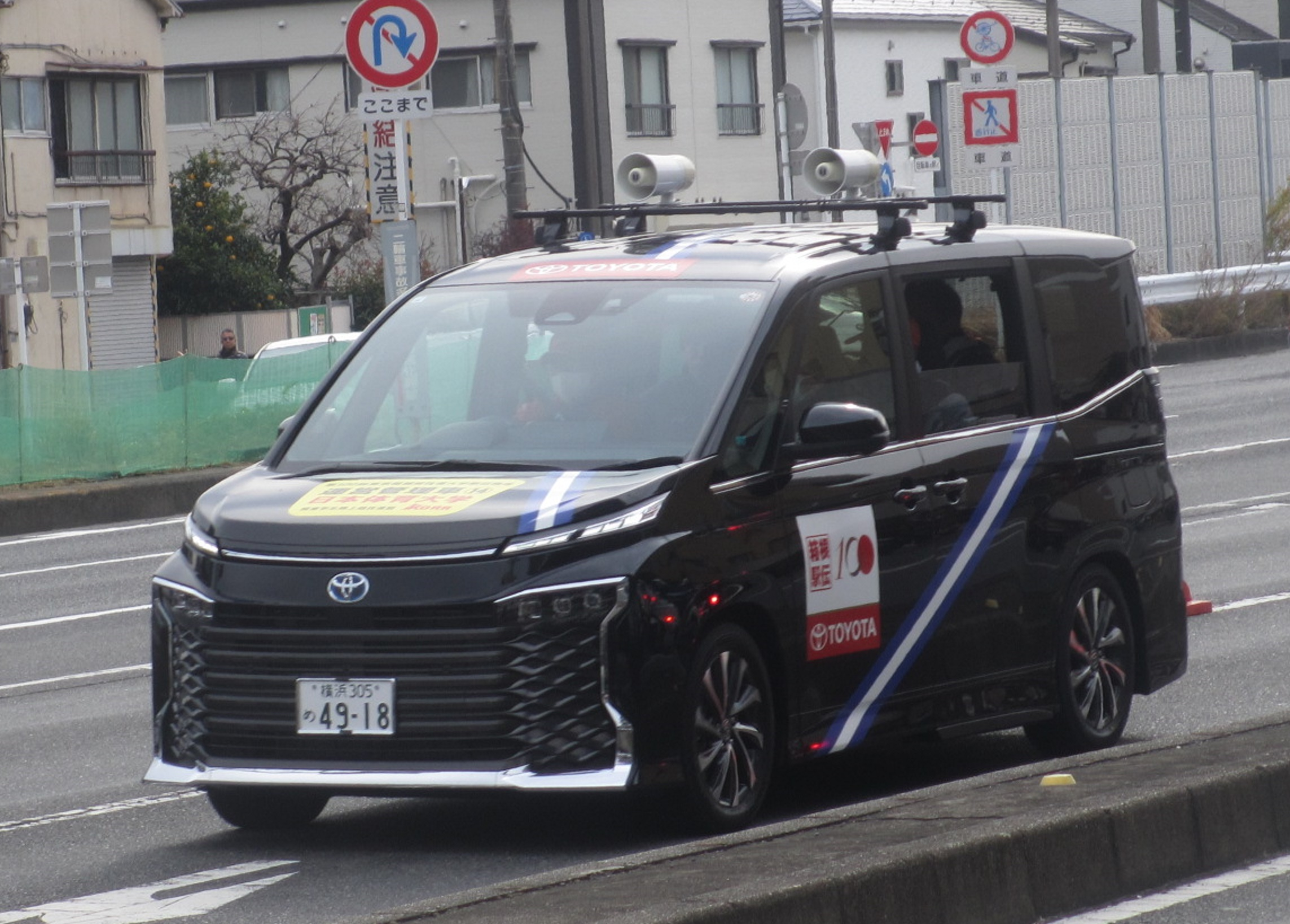
第100回（2024年）運営管理車

- 運営管理車：各大学の監督が乗車し、選手に指示を送る。監督・アシスタント・大会運営側委員が乗車。乗車人数が多い為、ミニバンが選ばれる。
- 緊急対応車：3台投入。走路の最後尾を走り、選手のトラブルなどに対応
- 医務車

その他、報道関係車両（日本テレビ所有のテレビ中継車とバイク中継車、NHK（日本放送協会）所有のラジオ中継車、共同カメラ車（小型トラック）、新聞社の報道車）や、警視庁・神奈川県警察の警察車両が隊列を組む。
第78回までは陸上自衛隊が担当。陸自撤退後の第76回からは三菱自動車が運営車両を提供していたが、リコール隠し騒動の影響で第79回（2003年）をもって撤退。第80回（2004年）から第86回（2010年）まではホンダが運営車両を提供した。この間は大会本部車に、ホンダで開発していた燃料電池自動車を冬季公道走行試験を兼ねて投入していた。
第89回（2013年）まではホンダが車両提供契約を締結していたが、第87回（2011年）以降はトヨタが運営車両全て（医務車と一部の車両を除いてハイブリッドカー）を提供。また第90回（2014年）以降の運営管理車には、各チームのたすきと同じ色のラインテープによる装飾（ボンネット・リアハッチ・左側面）が行われている。

### 予選会
- 主催 - 関東学生陸上競技連盟[88]
- 共催 - 読売新聞社[88]
- 特別後援 - 日本テレビ放送網[88]
- 後援 - 報知新聞社、国営昭和記念公園、立川市、立川商工会議所[88]
- 特別協賛 - サッポロホールディングス[88]
  - 第63回（1987年） - 第79回（2003年）：サッポロビール（旧法人、現在：サッポロホールディングス）。
  - 第80回（2004年） - 第93回（2017年）：サッポロビール（新法人）[注 15]
- 協賛 - トヨタ自動車[88]、ミズノ[88]、セコム[注 16]、 （第93回以降[注 18]）敷島製パン（Pasco）[88]
- 運営協力 - 東京陸上競技協会[88]、陸上自衛隊立川駐屯地[88]

### 学生スタッフ
大会を支えているのは関東学連に加盟している加盟校である。創設以来の学生主体を現在も守り、沿道の走路員スタッフとして学生が起用されている。
箱根駅伝に出場するチームで選手や付き添い以外の部員、予選会で落選したチームの選手のほかにも1年生を多数スタッフとして送り込んでくる大学、トラック&フィールドも抱える大所帯の大学からも多数のスタッフが派遣されており、過去には末續慎吾、為末大なども走路員としてスタッフに加わった。

### 医療スタッフ
駅伝に出走する選手のアクシデント等への対応のため、走者に車で伴走する医者のほか、各中継所に数人程度の医者が待機している。1992年より、順天堂大学医学部同窓会「順神会」の有志がメディカルボランティアを行っている。
かつてはスタートとゴールのみに医師がいる状態で、大手町側は読売新聞社の産業医が担当していたが、読売新聞本社ビルの建て替えのため対応できなくなった。昭和年代にも、途中棄権者が出た際に医師が不在であることが問題になったこともあり、関東学連と順天堂大学医学部OBの宮川政久（2022年現在は川崎市の宮川病院院長）が医学部を持つ大学への協力を求めたが、無報酬であることなどがネックとなり協力を得られなかった。やむなく宮川が順大同窓会に助けを求め、1992年から同窓会が医師の派遣を行うようになった。

## トピック

### 紫紺対決
ユニフォームが白地に紫（藤色）のラインが入った駒澤大学と、紺色（茄子紺）の順天堂大学が激しい優勝争いを繰り広げていた2000年前後に使われていた言葉。第75回（1999年）から第84回（2008年）までは、亜細亜大学が優勝した第82回（2006年）を除き、駒澤大学、順天堂大学のいずれかが制している。

### 山の神
「山の神」は、全10区の中でも箱根の山登り区間を含む5区を担当し、特に優秀な成績を修めかつ人々の記憶に強い印象を与えた選手を讃える称号である。現在は3人の選手が「山の神」と呼ばれている。
- 今井正人（順天堂大学、2005年 - 2007年）
2年生で出場した第81回大会（2005年）にて5区を担当した今井は、山上りで11人抜きを達成するとともに区間新記録を樹立[99]。この激走を前に、実況アナウンサーが「山の神、ここに降臨」と実況したことが「山の神」の由来であり、当時同じ5区を担当した日本体育大学の北村聡が「今井さんは神様のような存在です」と言ったことに端を発する。今井はその後も5区を担当。「山の神・今井」という言葉で常に紹介された上で3年連続で区間賞を獲得し、3年時には往路優勝、4年時には総合優勝に貢献した[99]。
- 柏原竜二（東洋大学、2009年 - 2012年）
1年生で出場した第85回大会（2009年）で5区を担当した柏原は、今井の記録を破る区間新記録を達成。その際に実況アナウンサーが「山の神を越える山の神童がここに誕生」と実況した。さらに第86回（2010年）では7位でタスキを受けた後、自己記録を10秒縮めた上で2位に3分38秒差を付けるという快走を見せ「新・山の神」と称された。紙面などではその名前と箱根芦ノ湖から「竜神」とも言われた。その後も第87回大会（2011年）、第88回大会（2012年）と4年間全てで5区を担当し、特に第88回大会では自身が持つ区間記録の更新とともに、東洋大学の総合優勝にも貢献した[99]。今井と柏原は共に福島県の浜通り地方（今井は南相馬市、柏原はいわき市）の出身である。
- 神野大地（青山学院大学、2015年 - 2016年）
3年生で出場した第91回大会（2015年）で5区を担当した神野は、先述の通りコース変更に伴って20m延長された新コースを走った上で、参考記録扱いとなっていた柏原の記録を24秒更新する区間新記録を樹立。3代目「山の神」と称され[100][101][102][103]、青山学院大学初の総合優勝（完全優勝）の立役者となった[99]。この時ラジオ中継で解説を務めた柏原も「これで御役御免です」と発言した[104]。翌年の第92回大会（2016年）でも5区を担当し区間2位を記録。1区〜10区までの全てで1位通過する総合完全優勝に貢献した[99]。

スポーツライターの生島淳は『元祖・山の神』を1974年から4年連続で5区の区間賞を獲得した大久保初男（大東文化大学）であるとし、今井以前の「山の神」に上田誠仁（順天堂大）や木下哲彦（金哲彦、早稲田大学）を挙げている。奈良修（大東文化大）も今井以前の「山の神」とみなす記事もある。
なお、4代目の「山の神」の条件として、5区の距離延長前の第81回で今井が樹立した1時間9分12秒に近い記録を出すことが挙げられている。その後第93回で元の距離に戻され、ほぼ同じコースになったためである（ただしその間に函嶺洞門バイパスへコース切り替えがあったため、完全に同じコースではない）。2025年の第101回大会では、若林宏樹（青学大）が1時間9分11秒とそれを超える記録を樹立した。ただ、神野の第91回の記録を現在の距離に換算した「事実上の区間記録」とされる1時間8分54秒を超えなければ4代目とは認められないという意見もある。

### コースへ礼
タスキを次走者へ渡したあとにコースへ礼をする選手も散見される。これは箱根駅伝へ出場でき、無事に走れたことへの感謝を示す行為で戦前から見受けられる。従来は個人的な行為であり、チーム全体としては行われてこなかったが、第85回（2009年）に東洋大学が優勝した際、前年に元部員による不祥事があったにもかかわらず関係者の配慮などで出場できたこと、沿道で暖かい声援を送ってくれた全ての観衆へのお礼として自粛した胴上げのかわりに行われた。東洋大学は第86回（2010年）、第88回（2012年）に総合優勝した際も胴上げの前にまずコースに向かって監督・コーチ・選手全員で礼をした後に胴上げをしている。

### 超高速化
第87回（2011年）で優勝し、大学駅伝三冠を達成した早稲田大学の優勝タイムは、従来の総合記録を3分以上更新し、復路が日本橋を経由するルートに変更された第75回（1999年）以降では初めて11時間を切った。そして早稲田大学とはわずか21秒差で2位の東洋大学（11時間00分）、3位の駒澤大学（11時間03分）も、従来であれば十分に優勝出来るタイムであった（従来の総合2位の最高記録は11時間07分台であり、11時間06分以内のタイムで総合優勝を逃したケースはなかった）。
以降の大会では高速化はさらに進化し、第88回（2012年）では優勝した東洋大学の総合タイムは、前年の早稲田大学の記録を8分以上更新する10時間51分台であった。5区の山登りを（柏原が走ったことを）加味しても全区間の1kmラップが3分を切るという、驚異的なタイムであった。4位早稲田大学でも11時間3分台前半でフィニッシュしており、優勝争いするには11時間を切る実力が求められるようになった。第91回（2015年）で優勝した青山学院大学は、初めて10時間50分を切る10時間49分台でゴールした。
第96回（2020年）では、1区・8区・9区を除く7区間で区間新記録が生まれ、往路では全チームが5時間40分を切るタイムでゴール。復路でも全チームが5時間40分を切るタイムでゴールした。総合タイムでは青山学院大学と東海大学が10時間50分を切ったほか、シード権を得られる上位10校が全て11時間を切るタイムを記録した。さらに、第98回（2022年）では東海大学が、第99回（2023年）では東京国際大学が総合タイムで11時間を切ったにもかかわらず、シード権を獲得できなかった。第101回（2025年）では、上位10校が10時間55分を切り、13位の立教大学までが11時間を切るタイムでフィニッシュしている。
2010年度以降、総合優勝タイムが11時間を超えたのは、強風に見舞われた第89回と、4区・5区の距離の再改正が行われた第93回のみである。往路優勝および復路優勝のタイムが5時間30分を超えたのもその2大会のみである。
2010年代以降の高速化の要因として、各大学ともに選手のスカウティングやトレーニングに力を入れ、またスカウティング対象の高校生選手の走力も上がっている事から、結果、選手層が厚くなり優勝争いのレベルが非常に高くなったこと、ナイキの厚底シューズに代表される高性能ランニングシューズが普及し、記録が更新しやすくなったことが挙げられる。
優勝を目指す大学にとっては、「つなぎ区間」という概念は無くなりつつあり、全ての区間が「重要区間」「エース区間」と位置づけられるようになってきており、いかに力のある選手が万全の体勢で走れるかが鍵となっている。
一方、ハイペースに付いて来られない下位の大学にとっては、繰り上げスタートのリスクが非常に高くなっており、如何にタイム差を抑えて母校のタスキを繋ぎきれるかが焦点となっている。事実、高速化が顕著になった第88回と第90回から第95回まで、第100回の計8大会は、復路の鶴見中継所（10区スタート地点）で4チーム以上が繰り上げスタートになっており、戸塚中継所（9区スタート地点）でも繰り上げスタートが発生。さらに、第92回から第94回までの3大会は復路の平塚中継所（8区スタート地点）で繰り上げスタートが発生していた。
ただ、下位校の記録も年々向上し、第95回以降、復路の鶴見中継所での繰り上げスタートは2チーム - 4チームにとどまっており、各校の戦力も徐々に均衡するようになってきている。

### 練習（試走）中の事故で死亡
第32回大会が開催された1956年の12月11日、箱根町の国道1号線・宮ノ下界隈に於いて駅伝練習（試走）を行っていた専修大学の学生、小山国夫が交通事故に遭い、死亡した。事故当時、小山は前記国道1号線を駆け下りていたところだったという。小山は、前記第32回大会に専修大学の第7区走者としてエントリー、1時間13分35秒のタイムで区間9位という成績を残していた。
事故から2年余り経過した1959年3月5日、宮ノ下観光協会の手により、小山に対する鎮魂の意を込めた当駅伝35回記念碑が建立された。その記念碑は宮ノ下交差点から元箱根方向に約300m上ったところの右手、箱根神社宮ノ下別院付近に存在し、裏面には小山の母親による鎮魂の句が刻み込まれている。
コースに於ける事前試走は、現在、安全上の理由から当駅伝の主催者・関東学連により禁止されている。しかし実際には、箱根山中を試走する箱根駅伝出場ランナーとおぼしき姿が散見されている。

### 箱根駅伝ミュージアム
2005年3月に芦ノ湖畔に箱根駅伝を題材にした箱根駅伝ミュージアムがオープンした。スポーツを題材にした博物館は多いが、1つの行事として博物館化されることは極めて珍しい。運営は富士屋ホテルが行っている。

### ゴミ拾い駅伝
箱根駅伝復路の翌日から2日間、出場した大学の学生たちなどがゴミ拾いして同じコースをもう一度歩く。1998年に神奈川大学のウォーキング活動を復活させる動きがきっかけとなり、2006年に「大学対抗・ゴミ拾い」の形式でリニューアルされた。「もう一つの箱根駅伝」と呼ばれた。
日程は往路の5区間を2日に分けて行い、1日目が東京・大手町から神奈川・平塚までの3区間。2日目は平塚 - 箱根の2区間をゴミ拾いしながら歩く。順位は1袋10Pで半分だと5P。到着時間は最後のチームを基準とし、1分早いごとに1Pが加算される。
チーム人数は原則5人だが、5人集まらない限り3人1チームで参加が認められる。
当初は大学のみだったが現在は一般の参加も可能となり箱根駅伝に出場できない女性や社会人、海外からのチームも参加している。
2011年に「もう一つの東海道駅伝」と名称を改め、京都・三条大橋までのゴミ拾い駅伝を実施。東京 - 神奈川間以外に活動を広げた。

## エピソード
箱根駅伝は日本のスポーツの中でも長い歴史を持つイベントである。そのために様々なエピソードが生まれた。
- 箱根駅伝の開催目的に「アメリカ大陸横断駅伝」を開催するための「予選会」とあるが、これは1980年代に放送されていたテレビ番組「アメリカ横断ウルトラクイズ」の人気とともに言われ始めたもので、何かしらの誤認があるという説がある。名前が似ているだけでなく、そのクイズ番組では「予選会」が行われており、箱根駅伝と同じ日本テレビが放送局であった。箱根駅伝で予選会が行われたのは第23回からであり、それまで予選会は行われていない。
- 箱根駅伝を目標にする選手が多く、一度大学を卒業、実業団に入ったものの「箱根を走りたい」という思いだけで有力校に再入学し箱根を走った選手も多い[114]。
- 第79回（2003年）では、大学近くで万引き犯を見つけた専修大学の選手が「俺は絶対に箱根駅伝を走るんだ。どこまでも追い掛けてやる」と犯人を取り押さえ逮捕に貢献[115]。この選手は実際に本番で走ったが腹痛で区間最下位に終わったものの、一連の善行で知名度が上がり、その本番では「沿道から名前で呼んで応援してもらえて、とても嬉しかった」と喜んだ。
- 箱根駅伝の楽しみ方として、走る選手を応援するだけでなく、各大学の歴史ある応援団(東農大の大根踊り（青山ほとりなど)、チアリーディング、ブラスバンド、マスコットキャラクターを見学するという楽しみ方もある。但し大根踊りとの双璧と云われる日本体育大学のエッサッサ（日体大独自の応援スタイル運動）は、総合優勝しないと見られない。
- 箱根駅伝ではゴールや中継所近くの土地所有者が、応援団に応援場所を無償で提供している。その土地所有者の中には、応援団・チアリーディング・ブラスバンドを、邪気を祓い福を招く正月の縁起の良いものとして捉えている人もいる。
- 往路ゴール地点では、協賛企業が物品を販売したり、商品を無料配布することがある。企業以外では、箱根町の隣に位置する湯河原町が、名物のみかんを振る舞うことがある。

## 箱根駅伝が抱える問題
箱根駅伝は、1987年以後の全国完全生中継（日本テレビ）による人気沸騰により、多くの問題が浮き彫りにされてきた。以下に主要な議論をまとめる。これらを解決すべく、関東学連に設けられた「駅伝対策委員会」の存在に期待が集まる。

### 留学生
テレビの全国生中継開始と同じ、第63回（1987年）に初出場を果たした山梨学院大学は、出場3年目からアフリカ人留学生の選手を呼び入れた。主催者側の判断により箱根駅伝を外国人選手が走ることができるようになり、その圧倒的な走りで新風を巻き起こした。特に、彼らは往路のエース区間とされる「花の2区」で、「ごぼう抜き」を演じるケースが非常に多かった。その後、山梨学院大学が彼らの快走によって3回の総合優勝を果たしたことと、初出場からの連続出場を30年以上も続けたことも、アフリカ系留学生の増加に拍車を掛ける大きな要因となっている。
1980年代後半からレース全体のスピードアップが進んだことにも、留学生の登場が大きく影響している。既に全国高校駅伝やニューイヤー駅伝では、外国人選手の起用制限事項（1チームあたりのエントリー数、起用区間の制限など）があり、箱根駅伝においても第82回（2006年）からは、前述の内規第9条を変更し、16名のエントリー時点では2人まで登録可能だが、実際に本番で走ることができるのは1人に限ると決められ、2005年秋に実施された予選会より適用されている。2006年以降、留学生を2名エントリーしたのは山梨学院大学（第85回・第92回・第99回 - 第101回）、日本大学（第86回・第89回・第92回）、拓殖大学（第87回 - 第88回）、国士舘大学（第95回）、創価大学（第96回・第99回）、東京国際大学（第96回 - 第99回・第101回）、駿河台大学（第100回）の例があり、いずれの例も、実際に走ったのは1名のみで、もう1名は補欠選手となっている。大学三大駅伝のうち、全日本大学駅伝では2011年より箱根駅伝と同様の人数規制が行われることになったが、出雲駅伝においては規制がない。
留学生の起用が好成績に結びつくとは限らない。実際に留学生を擁して総合優勝を果たしたのは前述の山梨学院大学のみで、第71回（1995年）以降、新たに留学生を擁して総合優勝を成し遂げた大学は出ていない。シード権においても例外ではなく、第100回（2024年）では7校が留学生を起用し、シード権を獲得できたのは城西大学（3位）、創価大学（8位）、大東文化大学（10位）の3校であった。しかしレースの高速化が顕著となった2010年代以降、留学生を受け入れる学校が増加しており、第100回大会予選会では参加57校中18校から留学生が出場し、そのうち5校が予選を通過している。
箱根駅伝本大会で初めてアフリカ系留学生が走った大学は、第65回（1989年）の山梨学院大学を筆頭に、亜細亜大学（第69回）、平成国際大学（第77回）、日本大学（第81回）、拓殖大学（第87回）、東京国際大学（第92回）、創価大学（第93回）、国士舘大学（第95回）、専修大学（第98回）、駿河台大学（第98回）、大東文化大学（第99回）、城西大学（第99回）の12校である。
予選会で初めてアフリカ系留学生が走った大学は、山梨学院大学（第65回）、亜細亜大学（第69回）、流通経済大学（第72回）、平成国際大学（第75回）、日本大学（第87回）、拓殖大学（第87回）、東京国際大学（第89回）、桜美林大学（第91回）、日本薬科大学（第92回）、創価大学（第93回）、武蔵野学院大学（第93回）、国士舘大学（第95回）、駿河台大学（第95回）、専修大学（第98回）、大東文化大学（第98回）、城西大学（第99回）、麗澤大学（第99回）、上武大学（第99回）、立正大学（第99回）、札幌学院大学（第100回）の20校である。
白人やアジア系留学生が出場した例としては、戦前の草創期に権泰夏・金恩培・南昇竜ら朝鮮出身選手の活躍が見られたものの、戦後はほとんど例が無い。

### 駅伝偏重とインカレポイント
大学経営策の一環として、箱根駅伝にPR効果を期待する大学が増えている。そのため「陸上競技部」と称しながら実際には長距離部門を中心に運営している大学や、「駅伝部」を称する大学、「陸上部監督」とは別に、駅伝に特化した「駅伝監督」を擁する大学も見られる。予選会に出場する大学の中には予選会に全力を傾けるため、インカレへの出場に消極的になりがちな大学もある。
予選会の成績に関東インカレのポイントを導入した背景には、上記の「駅伝偏重」対策が大きく影響している。主催者側も箱根駅伝を「世界に通じる陸上競技者の育成」としており、その原点に立ち返る意味で導入した。このシステムは導入時から物議を醸しており、関東学連も導入後5年を経過した2007年を機にシステムの再構築も考える可能性を残した。一方で廃止論などに対し澤木啓祐は「たまたま同じ大学が悲劇の対象になっているだけ」という見方を示し、既に導入から5年経過しており各大学とも対策を練っていると廃止論を一蹴。青葉昌幸も「出場枠増にも様々な経緯があるだけに、そのような事情を知らないで（落選したチームが）かわいそうだと言われても困る」とコメントしている。総じて関東学連側は、見直し論については当初の予定どおり検討。第84回（2008年）の予選会よりポイント方式が変更されたものの廃止には否定的な見方を示していた。
インカレポイントについて、第86回（2010年）終了時から廃止・継続又は新制度の導入などの議論を重ねた結果、2012年6月6日に行われた関東学連代表委員総会において、第89回（2013年）は現行どおり実施、第90回（2014年）は不採用とすることが決定された。第91回（2015年）以降については、廃止・継続のいずれの可能性も残し、継続して検討を重ねたところ、2013年6月10日の関東学連代表委員総会で「インカレポイントは5年に1回の記念大会にのみ採用する」と決定された。具体的な運用については今後決定するとしている。現在検討されている方式は予選会の枠とは別個に予選会が免除される「インカレポイント枠」の創設である。この方式では、直近5年間の関東学生対校選手権の総合順位とエントリー人数をポイント換算して上位1位の大学が本戦の出場権を獲得することになる（時事通信社の報道による）。
2014年3月31日の関東学連代表委員総会において、従来の関東インカレポイントにかわって、第95回大会からの5年ごとの記念大会において5年間の総合成績の累計が最も多い大学に出場権を与える関東インカレ成績枠が創設されることが正式に決定された。しかし、第95回大会後、この関東インカレ成績枠は1回限りで廃止されることが決定。今後インカレポイントがどのように活用されていくのかは不明である。

### 関東への戦力偏重と門戸開放論
箱根駅伝は、地方組織である関東学連が主催する関東大会であるが、日本学連主催の全国大会として存在する出雲駅伝、全日本大学駅伝よりも歴史が長いため関東地区の男子学生駅伝では古くから重要視されてきた大会であり、テレビ中継の影響で全国的な知名度も高いことから、男子学生駅伝の分野ではブランド力、実力ともに、事実上の頂点をとっている。一方で、出場は原則として関東学連の加盟校に限られるため、有力選手が箱根出場を目標に関東地区の大学へ進学するようになり、男子陸上長距離の人材の東京一極集中が起こっている。
他地域の大学からは、箱根駅伝への門戸開放を求める声がしばしば発生する。古くは、1960年代に関東学連内で、予選会への出場権の門戸開放を検討したこともあるが、予選会への参加を全国に開放した場合には全国大会となるため、大会の主管を日本学連へ移す必要が生じる。開催の主導権が変わることを避けたかった関東学連有力校のOBらが中心になって反対したため、結局この時の門戸開放は実現しなかった。
この動きを受けた他の学連、特に関西学連・東海学連が中心になり、箱根より高い権威を持たせようと1970年に全日本大学駅伝が創設される。続いて、1989年には出雲駅伝が創設された。この両駅伝大会は、日本学連が主催する全国大会であり、形式上はこの両大会が最も高い権威を持っている。
しかし、以降も出雲駅伝、全日本大学駅伝と箱根駅伝を合わせて「大学三大駅伝」と並び称されるなど、箱根駅伝のブランドは相変わらず健在であり、更に地区間の実力差は広がりつづけ、出雲駅伝、全日本大学駅伝では、関東地区の大学が上位を独占する事例が常態化している。更に関東地区大学の側でも、そのブランド力に加えて、選手に求められる力量も箱根駅伝が一番大きいことから、箱根駅伝を年間の最大目標に据えてスケジュールを組んでおり、それより前の時期に行われる出雲駅伝と全日本大学駅伝を、箱根駅伝の前哨戦と考え、必ずしもベストメンバーを送り込まない大学も少なくない。
箱根駅伝の門戸開放は以降も議論されているが、教育機関を指導している文部科学省は、スポーツの全国大会は実力本位の選手権大会と、各地区代表の選抜大会の2つしか開催しないよう学生競技団体へ指導を行っており、全日本大学駅伝が選手権大会、出雲駅伝が選抜大会であるため、箱根駅伝を門戸開放されると、この三大会の関係が問題となる。第80回（2004年）には日本学連選抜として地方大学の学生が出走し6位相当の成績を残したが、これに対し関東の大学から反発の声が上がった結果、以降の記念大会では日本学連選抜自体が編成されなくなってしまった。第100回（2024年）には、予選会に全国の大学の出場を認めたが、この発表が2022年6月だったことから地方大学の関係者からは「すでに関東の大学への高校3年生のスカウトが終わっているタイミングであり、あまりにも強化に時間が足りなすぎる」との声が上がり、青山学院大学監督の原晋も「1回限りの解放は茶番」と批判している。そしてその言葉通り、予選会を通過した大学は全て関東地区の大学となり、第101回（2025年）以降は元の関東地区の大学のみに戻されている。

### 箱根駅伝不要論
従来はテレビ東京がゴールのみ放送していたが、1987年から日本テレビが全国にネットして生放送を始めると、出場大学にとって宣伝効果も現れて下記のような弊害を挙げる者も散見する。

#### トラックの軽視
持久力向上のために長い距離を走る練習ばかり行い、速度を付けさせるトラック競技を軽視することで、選手に速度が身に付かず、世界大会で勝てなくなるという指摘がある。高校時代のトップ選手であった遠藤日向や長嶋幸宝、外国人留学生のジュリアス・ギタヒ、サムエル・ワンジル、ビタン・カロキのように、敢えて関東の大学に進学せず、直接実業団に入る例も見られる。

#### 箱根駅伝燃え尽き症候群
箱根駅伝で大活躍した選手が大学卒業後に実業団に入ったものの、期待された程の活躍ができずに故障や不調に悩まされて引退した選手も少なくない。出場できても卒業せずに中退した者まで現れている。
- 早稲田大学時代に箱根駅伝で4年連続区間賞（区間新3回）を記録した武井隆次は、トラック、駅伝と季節を問わずフルに走り続けた影響からか卒業後は長い故障にさいなまれ、ヱスビー食品時代の日本代表歴は、29歳の時のアジア大会・マラソン代表のみにとどまった。
- 同じく早稲田大学出身の渡辺康幸は、箱根駅伝では2年次に1区区間新、3年次に2区区間新など華々しく活躍し、トラックでも4年次に世界選手権イェーテボリ大会10000m12位、ユニバーシアード福岡大会10000m金メダルと輝かしい成績を残した。しかし過密スケジュールによる慢性疲労が徐々に体を蝕み、卒業前に予定していた東京国際マラソンは欠場に追い込まれ、急遽出場したびわ湖毎日マラソンも7位に終わった。ヱスビー食品入社後1996年アトランタオリンピック10000m代表に選ばれるが、左アキレス腱の故障で欠場。以降度重なるアキレス腱の故障に苦しみ、2002年に29歳の若さで引退した。
- その渡辺が樹立した2区の区間記録を上回る区間新記録を樹立した順天堂大学の三代直樹は富士通入社後坐骨神経痛に悩まされ、30歳の若さで引退している。
- 近年では「新・山の神」と称された柏原竜二が、卒業後相次ぐ怪我に悩まされ富士通入社からわずか5年で引退した[122] 他、青山学院大学の過渡期のエースとして活躍した出岐雄大はモチベーション低下により中国電力入社からわずか3年で引退[123]。8区で20年ぶりの区間新記録を樹立した東海大学の小松陽平はロジスティード入社からわずか4年で引退した[124]。
- 外国人留学生ではメクボ・ジョブ・モグス、ギタウ・ダニエル等が実業団入り後、大学時代ほどの活躍が出来ていない。

対照的に、箱根駅伝を走らずに実業団や世界に通用した選手も存在する。
- 龍谷大学出身の高岡寿成は洛南高校時代、3年連続で全国高校駅伝に出場し、3年次に4区で当時の区間新記録を樹立する等ロードでの実績はあったことから、関東の大学からもスカウトを受けていたが全て断った。しかしトラック中心の練習の成果により、大学4年次には5000mの日本記録を樹立した。カネボウに入社後も、3000m、5000m、10000mで日本記録を次々に樹立し、2002年のシカゴマラソンでは日本記録を樹立。世界大会でのメダルこそ獲得できなかったものの、30代後半まで第一線で活躍を続けた。
- 1988年ソウルオリンピック、1992年バルセロナオリンピックで4位入賞した中山竹通、そのバルセロナオリンピックで銀メダルに輝いた森下広一はともに高校から実業団に進んでいる。
- 青山学院大学出身の橋本崚は、大学在籍時は全日本大学駅伝には2回出場したが、箱根駅伝は一度も走っていない。卒業後、GMOアスリーツに入ってからは頭角を現し、2016年の防府読売マラソンで初優勝。2019年のMGCでは5位に入っている。

箱根駅伝創設の目的は「世界に通用する長距離選手の育成」であるが、実際には多くの選手が箱根駅伝を最終目標としており、卒業後は実業団に進まず競技の第一線から退くのが現状であり区間賞・区間新記録を樹立した選手も例外ではない（鐘ヶ江幸治、高橋宗司、若林宏樹）。一方で、箱根駅伝という大きな目標があるからこそ、モチベーションを保って陸上競技を続けている選手が多い、という一面もあり、日本の男子陸上長距離界の裾野の拡大に箱根駅伝は貢献していると主張する者も多い。
- 山梨学院大学出身の尾方剛は、箱根駅伝は2年次の第70回箱根駅伝10区で区間賞を獲得し山梨学院大学の優勝に貢献したものの、度重なる故障に苦しみその1回しか出場できなかった。中国電力入社後、30歳ごろからフルマラソンで結果を表して、2004年12月の福岡国際マラソンでフルマラソン初優勝を果たす。2005年8月の世界陸上ヘルシンキ大会本大会では、2時間11分16秒の好成績で日本人トップの3位入賞、銅メダルを獲得した。尾方を最後に現在まで世界陸上、およびオリンピックでメダルを獲得した日本人選手は現れていない。
- 学習院大学で学連選抜の一員として出場した川内優輝も卒業後実業団に所属しなかったが、公務員と市民ランナーを両立しながら実業団の選手に引けをとらない活躍を見せ、2019年にプロランナーに転向している。
- 青山学院大学出身の吉田祐也は、3年次までは箱根駅伝に出場経験が無く、大学卒業後は競技の第一線から退く事を表明していた。しかし、最終学年に初めての箱根駅伝（第96回箱根駅伝）で4区を走ると区間新記録を樹立し、青山学院大学の2年ぶりの優勝に貢献。その1ヶ月後の別府大分毎日マラソンで初マラソンを走り、学生歴代2位・初マラソン歴代2位となる2時間8分30秒を記録したことから、原晋監督をはじめ、陸上関係者から競技継続を薦められる。結果、引退を撤回して内定先の企業を辞退。GMOアスリーツで競技を継続した。卒業後、2020年12月の福岡国際マラソンに出場、2時間7分05秒の自己記録で2回目のマラソンにして初優勝を飾った。
- 北京オリンピック以降の男子マラソン代表は、全て箱根駅伝経験者で占められている（北京…尾方、佐藤敦之、大崎悟史。ロンドン…中本健太郎、山本亮、藤原新。リオデジャネイロ…佐々木悟、北島寿典、石川末廣、東京…中村匠吾、服部勇馬、大迫傑、パリ…小山直城、赤崎暁、大迫）。
- 2019年のMGCでエントリーした31人中、箱根駅伝経験者が25人を占め、箱根駅伝未経験の選手は前述の橋本崚を含めわずか6人であった[注 30]。また、2023年のMGCでエントリーした65人中、箱根駅伝経験者は56人を占めた[注 31]。
- 2017年後半以降、箱根駅伝経験者である大迫、設楽悠太、鈴木健吾等がマラソンで相次いで好記録を出している。

### 大学陸上部関係者による不祥事とその対応
大学陸上部関係者が事件や不祥事を起こした場合、各大学で相応の処分がなされるほかに、箱根駅伝参加大学に対しては競技団体である関東学連が同連盟の規約に基づき審査を行い、当事者又は所属大学に対して罰則を与えることがある（規約第62条）。
近年発覚した事件・不祥事の概要と処分
- 2008年12月1日、第85回（2009年）のシード校である東洋大学経済学部2年の陸上部員（駅伝選手）が、通学途中の東武東上線電車内での強制わいせつ行為で現行犯逮捕されるという事件を起こした。本大会出場大学所属の陸上部員による不祥事が発覚したのは、これが初めてのことであった。箱根駅伝本大会まで1カ月を切った時期ではあったが、東洋大学はこの問題に対する処分として、当該学生の退部処分と監督と部長の引責辞任、陸上部長距離部門のチーム練習を無期限自粛する決定をした。この対応を受けた関東学連は特別審査委員会を開き、12月5日に、東洋大学への補助金の支給停止、本大会での集団応援の禁止といった条件を付けた上で、東洋大学の出場を認める決定をした[注 32]。この決定について関東学連は、集団ではなく個人での犯罪であった点、加害者が個人的に責任を問える成人である点、合宿などチームの活動中ではない時に起きた点を挙げた上で「一部員の不祥事によって真摯に勉学とトレーニングに励んだ部員諸君がその成果を発表する機会まで失うことは誠に不憫」との見解を表明した。無期限の活動自粛は12月6日に解除された（自粛期間5日間）。
- 2009年3月、日本体育大学陸上部の跳躍種目選手が同部合宿所内で大麻を栽培し、大麻取締法違反容疑で書類送検されたことなどを理由に関東学連の特別審査委員会は4月17日、日本体育大学陸上部全体に対して箱根駅伝の次大会シード権の剥奪、出雲全日本大学選抜駅伝と全日本大学駅伝への推薦取消を含めた処分を決定した。日本体育大学側は当初、陸上競技部の学生約400人に連帯責任を負わせるのは筋違いなどと反発し、関東学連に対して質問状を出した[125][126] が、最終的には処分を受け入れた。次大会のシード権剥奪は箱根駅伝史上初めてである。
- 2021年5月、同年1月の第97回大会で総合優勝した駒澤大学のアンカー選手が未成年者に対するわいせつ行為をしたとして神奈川県警に逮捕される事件が発覚した。

## 中継番組

### テレビ放送

#### テレビ東京制作
第55回（1979年〈昭和54年〉）から東京12チャンネル（1981年〈昭和56年〉にテレビ東京へ改称）が初めてのテレビ放送を開始した。しかし完全中継ではなく、1月3日12:00 - 13:54の録画ダイジェスト放送（ゴールは生放送、放送を開始した1979年は13:25 - 14:10の放送）であった。その後、日本テレビが中継することに伴い第62回（1986年〈昭和61年〉）でテレビ東京での放送は終了した。
1979年から1982年まではサンテレビにもネット。1983年からは前年に開局したテレビ大阪に関西地区のネット局が移行した。近畿放送（当時）は京滋オープンゴルフ中継などのため一度もネットしなかった。
テレビ東京制作版の映像は長らく日の目を見る機会がなくお蔵入りしていたが、2014年〈平成26年〉放送の『テレビ東京開局50周年特別企画 50年のモヤモヤ映像大放出! この手の番組初めてやりますSP』の中で第59回（1983年〈昭和58年〉）の映像が放送された。同番組によると、テレビ東京で中継されていた時代の最高視聴率は13.4%（ビデオリサーチ調べ、関東地区・世帯・リアルタイム）だった。

#### 日本テレビ制作

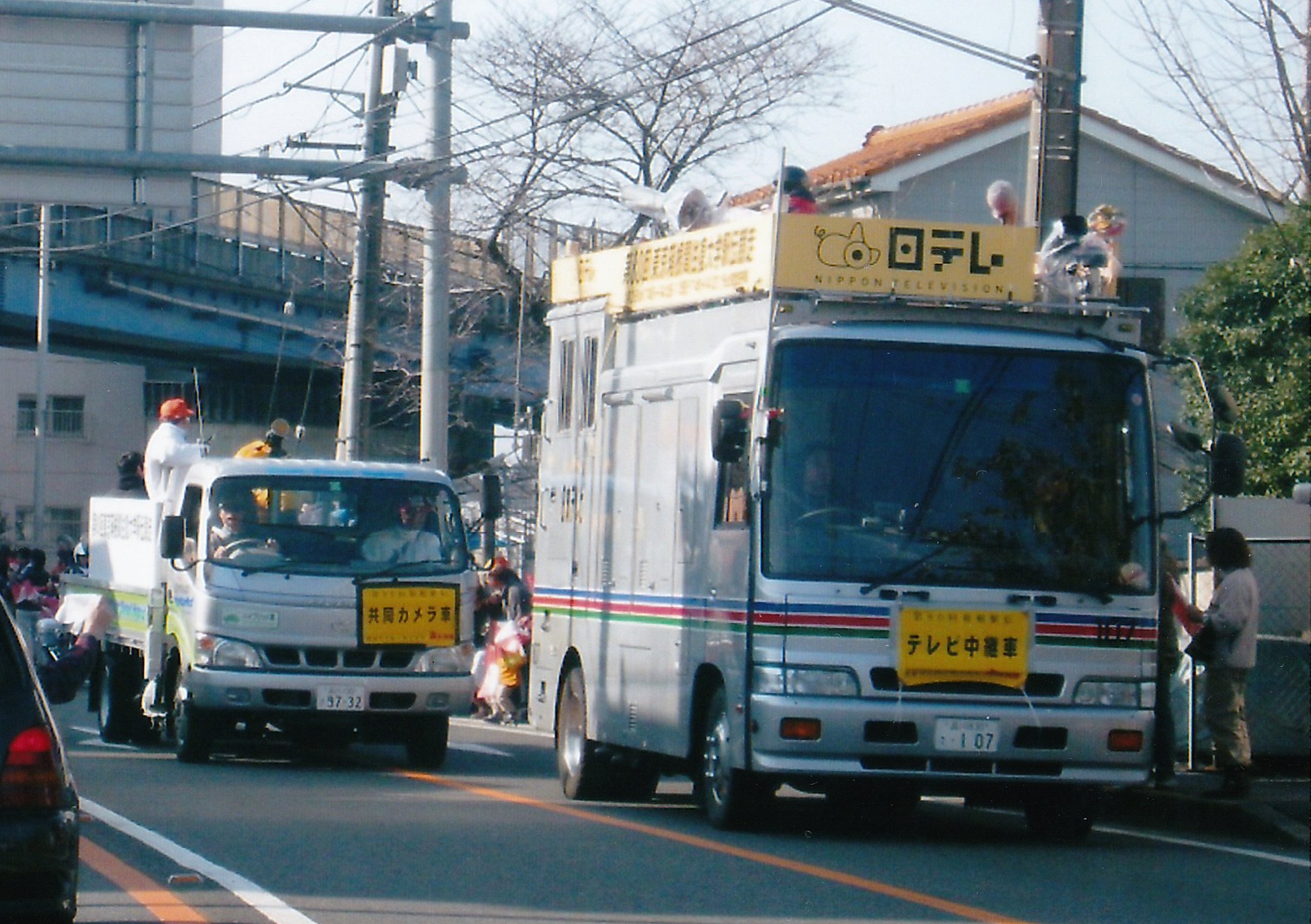
駅伝の先頭を走る中継車（2004年）

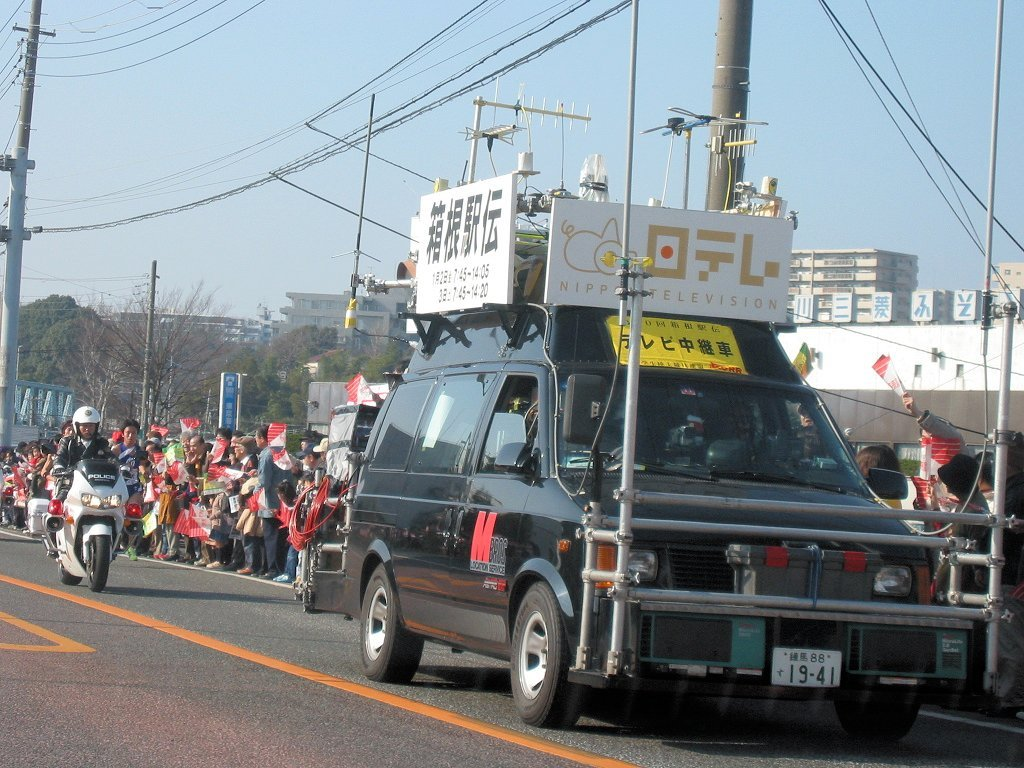
箱根駅伝のテレビ中継車（2004年）

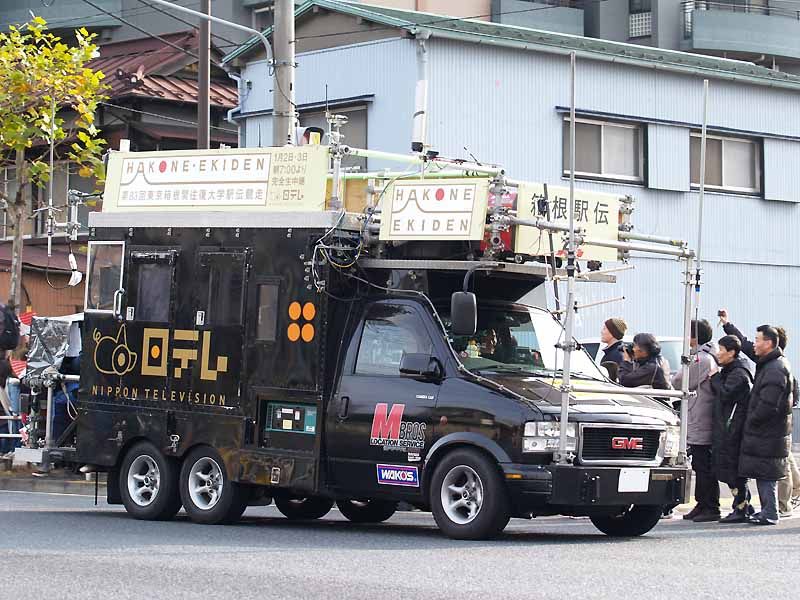
箱根駅伝仕様の撮影車

第63回（1987年）から日本テレビが特別後援に入り、全国ネットの本格的なテレビ中継が開始された。
地上波に加え、第73回 - 第76回（1997年 - 2000年）の中継はCS★日テレでも同時放送。その後はBS日テレ（当日）にてダイジェスト版、G+ SPORTS & NEWS→日テレジータス（大会終了から数日後）にてダイジェスト版や完全版が放送されている。また第94回（2018年）以降、インターネットでの動画配信も行っている（後述）。
系列局がない沖縄県内では、系列外ネットもなく、上記の衛星放送やインターネットを介した視聴が主だったが、県内のケーブルテレビ局が自主チャンネルの中で鹿児島読売テレビの一部番組を区域外再放送する方式を導入したことにより、本番組も第96回（2020年）から沖縄ケーブルネットワーク（テレビにらい）で、第99回（2023年）から宮古テレビでもリアルタイム放送が行われている。
予選会についても、第68回（1991年）から地上波の録画中継（ダイジェスト版）を開始し、後に生中継をG+ SPORTS & NEWSにて開始。第90回（2013年）から生中継は地上波での放送となり、全国の大学に参加資格が与えられた第100回（2023年）は初の地上波全国ネットでの放送となった（その他詳細は当該項参照）。

### ラジオ放送
ラジオでの中継はテレビでの中継よりも古くから行われ、複数の放送局が中継を行っている。以下に制作局の体制や概要について記述する。ラジオ中継の実況用の映像は日本テレビが制作、テレビ放送用とは別に各局に送っている。

#### NHK制作
1953年（第29回）からNHKラジオ第1（R1）で放送。初めはラジオ第2での放送で、中継開始当初は品川から小田原の間はノイズが酷く生中継が困難だったことから、往路と復路共に12時30分頃からの放送で、番組途中までは録音による時差中継、後半は生中継としていた。やがてスタートからの生中継が行われるようになるも、長時間の中断があった。1993年時点でもこの体制は続き、別番組放送のため10時台はまるまる中断していた。第70回（1994年）以降はこのような中断のない完全中継態勢だが、それでも毎正時前後にニュースによる中断が入る（正午前後はローカル枠気象情報・交通情報を含め20分、それ以外は数分）。
- 第49回大会（1973年）は中継自体が取り止められた。第42回（1966年）から導入された復路の全校一斉スタートなどの影響で本来の順位が全くわからなくなったこと[83]や、交通量の問題から関係車両を削減する必要に迫られNHKの中継車が出せなくなったこと[85]が理由とされている。

- 第100回大会（2024年）は往路はR1で中継したが、復路は1月1日に発生した令和6年能登半島地震の報道関連番組を編成したため、FMでの振替放送となった。

ラジオ中継車も出している。第66回（1990年）までは3台使用していたが、第67回（1991年）以降はラジオセンター132スタジオ内のブースから、モニターに映し出される日本テレビの映像を見ながら実況を行う方式をとり、沿道に出す中継車は1台のみとして主に第2集団に付くことになった。また、各拠点にアナウンサーを配置し、電話リポートで臨場感のある実況中継を行う。なおコースにはテレビ取材用報道カメラ車も出ていて、日本テレビの移動1号車の後に付く。
NHKワールド・ラジオ日本は第88回（2012年）までは放送権上の制約および電波運用面の都合上、12時台の中断ニュースを除いて同時放送せず、当該時間帯はFM放送の邦楽関連の年始特集番組や定時番組および地上デジタルラジオ実用化試験放送の音楽番組を中心に別番組へ差し替えていたが、第89回（2013年）から全編同時放送している。
日本テレビでのテレビ独占生中継が決まる前に、関東学連はNHKにもラジオに加えてテレビも生中継を要請するも、全国参加ではないことや、山間部における中継が困難であることを理由として断られている。ただしNHKとしては、第56回大会（1980年）で、同年開催のモスクワオリンピック（後に日本は出場ボイコット）の男子マラソン出場が有力視されていた瀬古利彦（早稲田大学）が2区を走る模様を『日本の新春』という特番の中で生中継しており、「わずか3分」ながらNHKテレビでの中継事例となっている。

#### 文化放送制作
『文化放送新春スポーツスペシャル 第○回箱根駅伝実況中継』として中継。第33回（1957年）から第62回（1986年）までは部分的に中継し、第70回（1994年）以降の大会で完全実況生中継を実施している。
文化放送では、「箱根駅伝への道」と題した10分番組を制作したうえで、毎年10月から12月にかけて平日のナイターオフ期間限定番組に内包。毎年の大会終了後には、『箱根駅伝への道～襷と絆の物語（ストーリー）～』と題した特別番組も放送している。また、箱根駅伝と並んで「大学3大駅伝」に数えられている『出雲駅伝』『全日本大学駅伝』も中継しているため、「大学駅伝ラジオ独り占め -FIGHT THE FUTURE-」をキャッチフレーズに掲げている。
2022年からチーフディレクターを担当する黒川麻希（文化放送）によれば、アナウンサー、ディレクター、技術スタッフ、インターネットへの速報・情報発信に専念するスタッフ、アルバイトスタッフを含めて70名前後で中継を制作。同局の放送対象地域である関東地区では、他のスポーツ中継やレギュラー番組を凌ぐほどの聴取率を例年記録しているという。
第79回大会（2003年）からは原則としてNRN加盟局でも放送。後述するネット局（2020年以降は32局）では、『新春スポーツスペシャル 第○回箱根駅伝実況中継』というタイトルで、基本として8:00、8:30、9:00のいずれかの時間から14:00まで中継の同時ネットを実施する。文化放送（関東ローカル）のみで放送される時間帯（7:30 - 8:00および14:00以降）には「文化放送新春スポーツスペシャル」というタイトルを使用しているが、ネット局でも放送する時間帯には、CM明けのジングルもネット局向けに文化放送からの裏送り方式で差し替えている。
自前の中継車を出していないため、メイン実況のアナウンサー（公式サイト上の呼称は「センター実況」→「総合実況」、2023年以降は往路：斉藤一美、復路：寺島啓太）は、スタジオ（放送上の呼称は「放送センター」）で日本テレビの映像を見ながら実況（いわゆる「オフチューブ」方式）。同局の中継とは別に、大学生時代に箱根駅伝で目覚ましい活躍を見せた人物を、「メイン解説者」（2023年以降は柏原竜二が復路のみ、2024年には柏原に加えて往路・復路共通で大志田秀次）や「ゲスト解説者」（2024年は「プレーヤーズ解説」との肩書で近藤幸太郎）に迎えている。
また、「放送センター」とは別のスタジオを、「情報センター」という名称で使用。記録・タイムを伝えるアナウンサー1名（2023年以降は往路：寺島、復路：斉藤）、中継所通過時点での順位速報や（1区・6区を除く）区間の走者の氏名・大学名を伝える女性アナウンサー1名（2023年以降はフリーアナウンサーの小川真由美）、「ネットスタジオ担当」（提供クレジットの読み上げや途中飛び乗り・飛び降りネット局向けの案内を担当するアナウンサー）1名（2022年・2023年は往・復路とも松井佐祐里）を入れている。順位速報担当の女性アナウンサー は、2018年まで、Twitter上の公式アカウントに寄せられた大会・中継関連のツイートの一部も読み上げていた。2019年からは、ツイートに代わって、「応援一口メモ」（本選出場全校への事前取材に基づく注目選手の情報）を紹介している。
その一方で、中継ではニュース、天気予報、交通情報、首都圏の鉄道情報を随時挿入している。11時台後半に放送する文化放送発のニュース、天気予報、交通情報はネット局でもそのまま流れるため、同局のみで関東ローカル向けに放送する場合のタイトル（「文化放送ニュース」「文化放送交通情報」「文化放送天気予報」）やジングルを使用せず、「全国のニュース」「首都圏の交通情報・天気予報」と改題。BGMも、「箱根八里」に変更している。ネット局は9:58、10:58、12:58から5分間ずつ中継を中断したうえで、ローカル向けのニュース、天気予報、交通情報を放送。さらに、「情報センター」からの記録の読み上げや、中継所・拠点からのリポート、「応援一口メモ」の直前にはジングルを鳴らし分けている。
実況については、放送事業局報道スポーツセンター所属のスポーツアナウンサーを総動員。往路・復路とも、すべての中継所と区間内の一部拠点にアナウンサーやリポーターを配置している ため、「総合実況」と「情報センター」を担当しないスポーツアナウンサー、「情報センター」を担当しない制作部所属のアナウンサー（2023年は砂山圭大郎）、文化放送の元アナウンサー（鈴木光裕）、フリーアナウンサー（2024年は鬼頭里枝・小笠原聖）で分担している。文化放送アナウンサー時代の2020年からメイン実況を担当している寺島は、2021年4月の退社を経て、2022年以降の中継でもフリーアナウンサー（放送上の名義は「寺島啓太アナウンサー」）として担当を継続。過去には、朝日放送（2018年4月以降は朝日放送テレビ）のスポーツアナウンサーにも、中継所の一部で実況を任せた時期があった。

##### ネット局（文化放送）
★印の局はラジオ・テレビ兼営局で、テレビ放送部門が日本テレビ系列に属しているため、同じ大会の中継を自社のテレビ・ラジオ放送部門で同時に流している。
| 放送局名       | 放送期間   | 近年の基本放送時間 | 近年の基本放送時間 | テレビ | 備考 |
| 放送局名       | 放送期間   | 往路（1月2日）     | 復路（1月3日）     | テレビ | 備考 |
| -------------- | ---------- | ------------------ | ------------------ | ------ | --- |
| 文化放送       | 1994年以降 | 7:30 - 14:30       | 7:30 - 14:30       | -      | キー局。放送終了時刻は、2011年まで1月2日は14:00、1月3日は14:15。 |
| 北海道放送     | 不明       | 9:00 - 14:00       | 9:00 - 14:00       | -      | [ 注 48 ] |
| 青森放送       | 不明       | 9:00 - 14:00       | 9:00 - 14:00       | ★      | |
| IBC岩手放送    | 不明       | 8:30 - 14:00       | 8:30 - 14:00       | -      | |
| 東北放送       | 不明       | 9:00 - 14:00       | 9:00 - 14:00       | -      | 2013年までは11:00飛び乗り。 |
| 秋田放送       | 不明       | 8:30 - 14:00       | 8:30 - 14:00       | ★      | |
| 山形放送       | 不明       | 8:30 - 14:00       | 8:30 - 14:00       | ★      | |
| ラジオ福島     | 2017年以降 | 8:00 - 14:00       | 8:00 - 14:00       | -      | |
| 山梨放送       | 不明       | 8:30 - 14:00       | 8:30 - 14:00       | ★      | |
| 信越放送       | 不明       | 8:30 - 14:00       | 8:30 - 14:00       | -      | 2018年までは1月2日に限って10:00から飛び乗り。 |
| 新潟放送       | 不明       | 9:00 - 14:00       | 9:00 - 14:00       | -      | |
| 静岡放送       | 不明       | 8:00 - 14:00       | 8:00 - 14:00       | -      | |
| CBCラジオ      | 不明       | 8:00 - 14:00       | 8:00 - 14:00       | -      | NRN非加盟局で唯一放送。東海3県ではこの局のみ放送。2012年までは10:00または11:00飛び乗り。 2013年に開始時刻を繰り上げてからは、7時台に自社制作による 『箱根駅伝直前スペシャル』も別途放送。 |
| 北日本放送     | 不明       | 8:30 - 14:00       | 8:30 - 14:00       | ★      | |
| 北陸放送       | 不明       | 9:00 - 14:00       | 9:00 - 14:00       | -      | |
| 福井放送       | 不明       | 8:30 - 14:00       | 8:30 - 14:00       | ★      | |
| 朝日放送ラジオ | 1994年以降 | 8:00 - 14:00       | 8:00 - 14:00       | -      | 2007年から2018年まで、関東地方出身のスポーツアナウンサー 1名を、 中継所の実況要員 として派遣。                                                                                            |
| 和歌山放送     | 不明       | 9:00 - 14:00       | 9:00 - 14:00       | -      | |
| 山陰放送       | 不明       | 8:30 - 14:00       | 8:30 - 14:00       | -      | 2008年まで自社制作番組『音楽の風車』放送のため、11:00 - 13:00は中断。 翌年以降は『音楽の風車』の時間変更で対応。                                                                          |
| RSK山陽放送    | 不明       | 8:30 - 14:00       | 8:30 - 14:00       | -      | |
| 中国放送       | 不明       | 8:30 - 14:00       | 8:30 - 14:00       | -      | |
| 山口放送       | 不明       | 8:00 - 14:00       | 8:00 - 14:00       | ★      | |
| 四国放送       | 不明       | 8:30 - 14:00       | 8:30 - 14:00       | ★      | |
| 西日本放送     | 不明       | 8:00 - 14:00       | 8:00 - 14:00       | ★      | |
| 南海放送       | 不明       | 9:00 - 14:00       | 9:00 - 14:00       | ★      | |
| 高知放送       | 不明       | 8:30 - 14:00       | 8:30 - 14:00       | ★      | |
| 九州朝日放送   | 不明       | 8:00 - 14:00       | 8:00 - 14:00       | -      | |
| 長崎放送       | 不明       | 8:30 - 14:00       | 8:30 - 14:00       | -      | NBCラジオ佐賀（独自編成を行っていた時代の佐賀県向け放送）を含む。 |
| 熊本放送       | 不明       | 9:00 - 14:00       | 9:00 - 14:00       | -      | |
| 大分放送       | 2008年以降 | 9:00 - 14:00       | 9:00 - 14:00       | -      | |
| 宮崎放送       | 2008年以降 | 8:30 - 14:00       | 8:30 - 14:00       | -      | |
| 南日本放送     | 2020年以降 | 9:00 - 14:00       | 9:00 - 14:00       | -      | |
| ラジオ沖縄     | 不明       | 9:00 - 14:00       | 9:00 - 14:00       | -      | |

###### 備考
制作局の文化放送（NRN幹事局の1つ）と、九州朝日放送・ラジオ沖縄を除くネット局はJRN（幹事局はTBSラジオ）にも加盟。ネット局のうち、JRNにも加盟する局（青森放送と朝日放送ラジオを除く）は、2021年4月から、毎週日曜日の8:00 - 10:00に通年で『地方創生プログラム ONE-J』（JRN32局の共同制作による生放送番組）を編成している。往路の開催と重なった2022年1月2日には、ネット局ごとに『ONE-J』側の時間変更などで対応したため、箱根駅伝中継の放送に大きな影響は生じなかった（当該項も参照）。
TBSラジオが平日のランチタイムに編成している生ワイド番組（月曜日 - 木曜日は『ジェーン・スー 生活は踊る』、金曜日のみ『金曜ボイスログ』）の同時ネットを2023年10月からで13時台限定で実施している長崎放送・NBCラジオ佐賀と、2024年4月より『生活は踊る』の12時台・13時台を同時ネットしている中国放送は、1月2日・1月3日が平日と重なった年でも箱根駅伝中継を放送するため、上記の番組については中継日のネットを臨時に返上している。また『生活は踊る』および『金曜ボイスログ』に内包されている12時台のコーナー『水音スケッチ』を2024年4月より単独番組として編成している東北放送は、箱根駅伝中継終了後に臨時に枠移動して放送している。
TBSラジオ制作でJRN全国ネットで午後に放送されている番組が放送される場合については、一部のネット局で臨時に枠移動させることで対応することが多い。しかし、2025年には1月3日（金曜日）の『朗読のヒロバ』が箱根駅伝中継および各局の特別編成の都合により、複数の局で休止となった。

#### ラジオ日本制作
アール・エフ・ラジオ日本は日本テレビグループで、コースに当たる神奈川県を放送対象地域とするラジオ局。いわゆる独立局であるが、文化放送と放送対象地域が重複する北関東のNRN加盟局、ラジオ日本とは提携関係がある兵庫県のラジオ関西や一部のコミュニティFM局でも放送している。
文化放送の制作版と同様に、自前で中継車を走らせていないため、アナウンサーは基本として日本テレビの映像を見ながら実況。ただし、スタート・ゴール地点と各中継所には、リポーターを独自に配置している。2008年から2020年まで文化放送の契約アナウンサーとして同局制作分の中継でセンター実況などを担当してきた槇嶋範彦は、契約期間の満了（2020年3月）を経て、2021年からラジオ日本制作分の中継でリポーターやセンター実況を任されている。同様に2019年まで文化放送アナウンサーとして同局制作分の中継に参加していた飯塚治も、部署移動ならびにフリーアナウンサーへの転向を経て、2024年からラジオ日本制作分の中継に参加している。
ラジオ日本の放送対象地域内にコースが設けられている関係で、地域内の道路交通情報をこまめに流すことが特徴。日本テレビ・文化放送の中継と同様にサッポロビールがスポンサーに名を連ねているが、文化放送制作分中継の実況音源を活用したサッポロビールの箱根駅伝限定ラジオCMは、ラジオ日本制作分の中継でもそのまま放送されている。
関連番組として、毎年12月に「タスキでつなぐ青春の200キロ ―箱根駅伝への道―」を、火曜日 - 金曜日は20:45～21:00、土曜日・日曜日は19:45 - 20:00に放送（これにより60TRY部、タブレット純 音楽の黄金時代、THE BEATLES 10などレギュラー番組は短縮。収録放送である「THE BEATLES 10」以外はネット受け局も同様に短縮となる）。

##### ネット局（ラジオ日本）
| 放送局名           | 放送期間                        | 近年の基本放送時間 | 近年の基本放送時間 | 備考 |
| 放送局名           | 放送期間                        | 往路（1月2日）     | 復路（1月3日）     | 備考 |
| ------------------ | ------------------------------- | ------------------ | ------------------ | --- |
| ラジオ日本         | 1995年以降                      | 7:30 - 14:25       | 7:30 - 14:30       | キー局。                                                                                                |
| 栃木放送           | 不明 - 2023年                   | 7:50 - 14:00       | 7:50 - 14:00       | |
| 茨城放送           | 不明 - 2022年                   | 9:00 - 14:00       | 9:00 - 14:00       | |
| ラジオ関西         | 2007年以降                      | 8:00 - 14:25       | 8:00 - 14:30       | 2025年の復路は『寺谷一紀のまいど!まいど!』の放送を優先したため放送開始が10:00からとなる。               |
| FM世田谷           | 2004年 - 2009年 2013年 - 2015年 | -                  | -                  | 出場校が比較的多く立地している東京都世田谷区のコミュニティFM局。                                        |
| FM甲府             | 2009年 - 2018年頃 2021年以降    | -                  | -                  | 山梨学院大学の構内に演奏所・送信所を持ち、 山梨学院が資本参加している、山梨県甲府市のコミュニティFM局。 |
| FMみしま・かんなみ | 2010年 - 2019年頃               | -                  | -                  | 日本大学国際関係学部がある静岡県三島市のコミュニティFM局。                                              |

#### その他のラジオ局
TBSラジオは現在、中継放送は実施していないが、ラジオ東京として開局して間もない1952年1月9日に、第28回大会（同6日・7日開催）のもようを収録した録音番組（10分）が放送されている。
ニッポン放送も現在、中継放送は実施していないが、毎年1月2日・3日の各ワイド番組（新春特番を含む）の中で随時「箱根駅伝速報」を伝える。

### インターネット配信
テレビ・ラジオ各局がそれぞれのサービスを通じて配信している。
- 各局の番組公式ページ：日本テレビ制作分、文化放送制作分
- Hulu：日本テレビ制作分（2018年のみ）
- TVer：日本テレビ制作分（2020年から）
- radiko：民放ラジオ制作分（2011年以降。地域により、主に文化放送制作分が聴取可能[注 53][注 54]）、NHKラジオ制作分（2018年から）
- NHKネットラジオ らじる★らじる：NHKラジオ制作分（2012年から）
- BBQR：文化放送制作分（2009年まで）
- Ustream：ラジオ日本（2011年 - 2013年）、文化放送（2015年 - 2017年）制作分[注 55]

BBQRおよびUstreamは国内はもとより、海外でも聴取可能であった。
これらとは別に、2014年大会はニコニコ生放送にて「年末年始ぶっ通し78時間全局テレビ実況」の一環としてレース解説のもようが配信された。コメンテーターは徳本一善（法政大学OB、現在：駿河台大学監督）。現地の映像・音声（日本テレビの中継映像）自体は配信されていない。

## 雑誌
現在陸上競技を取り扱う専門雑誌はベースボール・マガジン社の『陸上競技マガジン』と、陸上競技社の『月刊陸上競技』（発行は講談社と共同）の2種類がある。
このうち前者が上記の問題を比較的多く取り上げるのに対して、後者は、箱根駅伝そのものは予想なども専門的であるが、一連の問題は取り扱うものの、余り深いところまでは書かない傾向にある。これは後者が箱根駅伝を主催する関東学連とも繋がりが深く、大会協力として当大会に参加しているためでもある。
ただ、『月刊陸上競技』の編集長はたびたび留学生制度に対して苦言を呈していることもある。
箱根駅伝の観戦ガイドブックは上記2誌の増刊号として発売されているほか、共催社である読売新聞社、後援社である報知新聞社からも発売されている。